# Lignes complémentaires du réseau de bus TCL
Les lignes complémentaires du réseau de bus TCL constituent une série de lignes que les Transports en commun lyonnais exploitent dans l'agglomération lyonnaise.

## Présentation
Les lignes complémentaires ont pour vocation de desservir plus finement les communes et quartiers de l'agglomération lyonnaise. Les missions de ces lignes peuvent être multiples : relier un centre-ville ou un centre d’échanges ou encore faciliter les déplacements de périphérie à périphérie.
Le 23 juin 2025, plusieurs changements sont opérés sur les lignes complémentaires dans le cadre du projet Presqu'île à vivre,,:
- Le terminus des lignes 15 et 15E change de nom, passant de Bellecour Le Viste à Bellecour A. Poncet ;
- La ligne 19 voit son itinéraire et son terminus modifiés : les arrêts Hôtel de Ville Louis Pradel (ancien terminus), Musée des Beaux-Arts et Terreaux La Feuillée sont supprimés à cette date, et les arrêts Gare Saint-Paul (nouveau terminus) et La Feuillée sont désormais desservis ;
- La ligne 27 circule désormais par la rue Grenette et les quais de Saône, en desservant désormais les arrêts Terrasses Presqu'île, Passerelle Palais de Justice et Pont Bonaparte, tandis que les arrêts Pont Wilson, Pont Guillotière R.D, Bellecour A. Poncet, Bellecour Le Viste et Bellecour Chambonnet sont supprimés à cette date ;
- L'arrêt Albon desservi par la ligne 31 est renommé Terrasses Presqu'île ;
- L'arrêt Bellecour Charité desservi par la ligne 35 est renommé Bellecour A. Poncet ;
- La ligne 40 voit son terminus et son itinéraire modifiés : les arrêts Bellecour Le Viste (ancien terminus) et Bellecour Chambonnet sont supprimés à cette date, et les arrêts Bellecour Saint-Exupéry (nouveau terminus) et Terrasses Presqu'île sont désormais desservis, tandis que l'arrêt Saint-Paul est renommé La Feuillée ;
- La ligne 59 voit le jour à cette date, reprenant la branche de la ligne   entre Vancia Château Bérard et L'Echappée (cette dernière ayant fusionné avec la ligne C4) et la reliant jusqu'à Cordeliers. Elle fonctionne de 5h00 à 22h00, avec un passage toutes les 15 minutes en heure de pointe, et un passage toutes les 20 minutes en heure creuse. Elle permet d'assurer des correspondances avec les lignes A et C.

À partir du 1er septembre 2025, les lignes issues des réseaux Les Cars du Rhône et Libellule intègrent le réseau TCL, et seront renumérotées pour mieux les intégrer au nouveau réseau unifié, recouvrant l'ensemble du département du Rhône. De ce fait, une réorganisation des lignes entrera en vigueur, les lignes complémentaires seront désormais catégorisées de la manière suivante,,:
- Les lignes urbaines du secteur lyonnais (issues de l'ancien réseau TCL) seront numérotées de 31 à 150 (à partir de Septembre 2026) ;
- Les lignes urbaines de Villefranche-sur-Saône (issues de l'ancien réseau Libellule) seront numérotées de 151 à 160 ;
- Les lignes urbaines de l'ancien réseau Les Cars du Rhône seront numérotées de 161 à 170 ;
- Les lignes interurbaines (issues de l'ancien réseau Les Cars du Rhône) seront numérotées de 211 à 299.

Enfin, à cette même date, plusieurs lignes seront créées:
- La nouvelle ligne 6E reliera la Gare d'Oullins à Saint-Foy Place Saint-Luc ;
- La nouvelle ligne 128 reliera Meyzieu ZI à Saint-Priest Bel Air ;
- La nouvelle ligne 156 effectuera une circulaire permettant de relier les différents points de Villefranche-sur-Saône à sa gare.

## Lignes 1 à 100

### Lignes 1 à 9
| Ligne | Caractéristiques | Caractéristiques                                | Caractéristiques                                | Caractéristiques                                | Caractéristiques                                                | Caractéristiques                                | Caractéristiques                                | Caractéristiques                                | Caractéristiques                                        |
| 1E    | Ligne oui · Ligne 1E | Ligne oui · Ligne 1E                            | Ligne oui · Ligne 1E                            | Ligne oui · Ligne 1E                            | Ligne oui · Ligne 1E                                            | Ligne oui · Ligne 1E                            | Ligne oui · Ligne 1E                            | Ligne oui · Ligne 1E                            | Ligne oui · Ligne 1E                                    |
| 1E    | Grange Blanche ⥋ Colombier-Saugnieu-Les Salines | Grange Blanche ⥋ Colombier-Saugnieu-Les Salines | Grange Blanche ⥋ Colombier-Saugnieu-Les Salines | Grange Blanche ⥋ Colombier-Saugnieu-Les Salines | Grange Blanche ⥋ Colombier-Saugnieu-Les Salines                 | Grange Blanche ⥋ Colombier-Saugnieu-Les Salines | Grange Blanche ⥋ Colombier-Saugnieu-Les Salines | Grange Blanche ⥋ Colombier-Saugnieu-Les Salines | Grange Blanche ⥋ Colombier-Saugnieu-Les Salines         |
| ----- | --- | ----------------------------------------------- | ----------------------------------------------- | ----------------------------------------------- | --------------------------------------------------------------- | ----------------------------------------------- | ----------------------------------------------- | ----------------------------------------------- | ------------------------------------------------------- |
| 1E    | Ouverture / Fermeture 31 août 2015 / — | Longueur —                                      | Durée 55 min                                    | Nb. d’arrêts 21                                 | Matériel Crossway LE GNV                                        | Jours de fonctionnement L, Ma, Me, J, V, S, D   | Jour / Soir / Nuit / Fêtes O / O / N / O        | Voy. / an —                                     | Unité de transport Berthelet (Crémieu)                  |
| 1E    | Desserte : - Villes et lieux desservis : Lyon 8e (Hôpital Édouard Herriot, Centre Léon Bérard, Faculté de Médecine-Lyon 1), Saint-Priest, Saint-Bonnet-de-Mure, Saint-Laurent-de-Mure, Colombier-Saugnieu. - Stations et gares desservies : Grange Blanche, Mermoz-Pinel. |                                                 |                                                 |                                                 |                                                                 |                                                 |                                                 |                                                 |                                                         |
| 1E    | Autre : - Arrêts non accessibles aux UFR : Essarts-Laënnec, Croizat-Rocade , Manissieux-Pierre Blanche, RN6-Servet, St Laurent-Centre, St Laurent de Mure-Maréchal Juin, Les Marches du Rhône. - Particularités : La ligne fonctionne du lundi au samedi de 5 h 45 à 21 h 45, les dimanches et fêtes à partir de 7 h 45 et jusqu’à 19 h 45. - Date de dernière mise à jour : 15 juillet 2025. |                                                 |                                                 |                                                 |                                                                 |                                                 |                                                 |                                                 |                                                         |

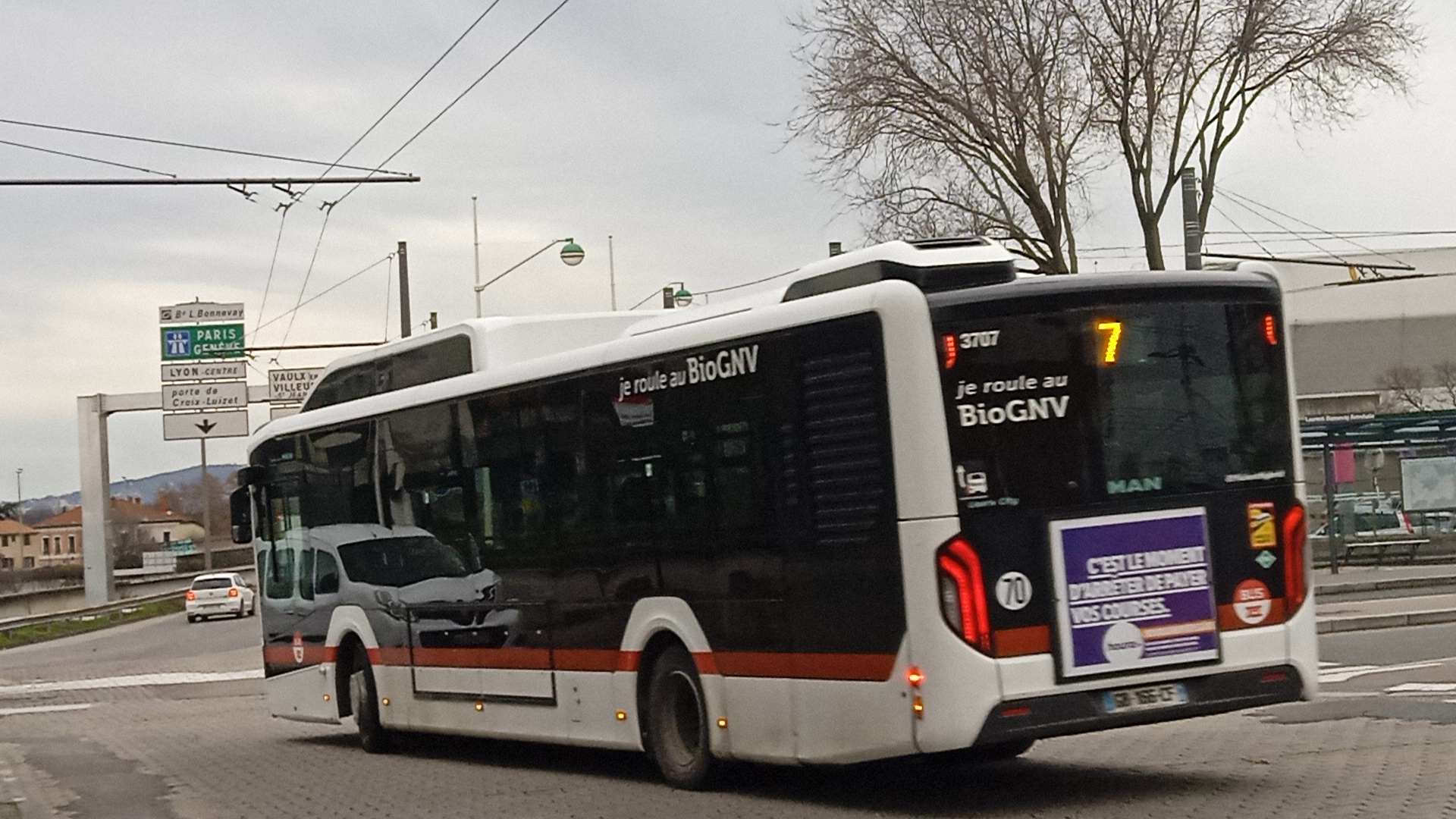
Un MAN NLC 12 sur la ligne 7.

| 1E    | Dernière actualisation : — |                                                 |                                                 |                                                 |                                                                 |                                                 |                                                 |                                                 |                                                         |
| 2     | Ligne oui · Ligne 2 | Ligne oui · Ligne 2                             | Ligne oui · Ligne 2                             | Ligne oui · Ligne 2                             | Ligne oui · Ligne 2                                             | Ligne oui · Ligne 2                             | Ligne oui · Ligne 2                             | Ligne oui · Ligne 2                             | Ligne oui · Ligne 2                                     |
| 2     | Croix-Rousse (Gare de Vaise en semaine à certains services et le dimanche) ⥋ Plateaux de Saint-Rambert |                                                 |                                                 |                                                 |                                                                 |                                                 |                                                 |                                                 |                                                         |
| 2     | Ouverture / Fermeture 9 septembre 1991 / — | Longueur 8,5 (3,4) km                           | Durée 46 (12) min                               | Nb. d’arrêts 28 (11)                            | Matériel Citelis 12 Urbanway 12 GX137 (dimanches)               | Jours de fonctionnement L, Ma, Me, J, V, S, D   | Jour / Soir / Nuit / Fêtes O / O / N / O        | Voy. / an —                                     | Unité de transport Vaise                                |
| 2     | Desserte : - Villes et lieux desservis : Lyon 4e (Place des Tapis, Lycée Camille Claudel, Salle de la ficelle, Lycée St-Exupéry, CNTE-CRDP, Cimetière, Église Ste-Elisabeth, IUFM, Conservatoire national supérieur de musique et de danse de Lyon) et Lyon 9e (Collège de Vaise, Médiathèque, mairie du 9e, Centre de réadaptation fonctionnelle, Église St-François-d'Assise) - Stations et gares desservies : Gare de Vaise, Valmy, Hénon et Croix-Rousse. |                                                 |                                                 |                                                 |                                                                 |                                                 |                                                 |                                                 |                                                         |
| 2     | Autre : - Arrêts non accessibles aux UFR : Place des Tapis, Hénon, Place Flammarion, Claude Joseph Bonnet vers St-Rambert, Pont Mouton, La Voûte, Val Rosay, Lycée Jean Perrin vers St-Rambert, Louis Bouquet vers Croix-Rousse, Grand Champ, Berlioz et Chalinel. - Particularités : La ligne fonctionne du lundi au samedi de 5 h à 23 h 15 et les dimanches et fêtes à partir de 7 h 35. Du lundi au vendredi, en début et fin de service en période scolaire, ainsi que les dimanches et fêtes, la ligne est alors réduite au trajet entre Gare de Vaise et Plateau de St-Rambert. - Date de dernière mise à jour : 7 septembre 2024. |                                                 |                                                 |                                                 |                                                                 |                                                 |                                                 |                                                 |                                                         |
| 2     | Dernière actualisation : — |                                                 |                                                 |                                                 |                                                                 |                                                 |                                                 |                                                 |                                                         |
| 3     | Ligne oui · Ligne 3 | Ligne oui · Ligne 3                             | Ligne oui · Ligne 3                             | Ligne oui · Ligne 3                             | Ligne oui · Ligne 3                                             | Ligne oui · Ligne 3                             | Ligne oui · Ligne 3                             | Ligne oui · Ligne 3                             | Ligne oui · Ligne 3                                     |
| 3     | Gorge de Loup ⥋ Dardilly — Le Jubin (Un bus sur deux en semaine, toute la journée le dimanche) ou Limonest — Le Puy d'Or (Un bus sur deux en semaine, toute la journée le samedi) |                                                 |                                                 |                                                 |                                                                 |                                                 |                                                 |                                                 |                                                         |
| 3     | Ouverture / Fermeture 31 août 1992 / — | Longueur 12 km                                  | Durée 36 ou 39 min                              | Nb. d’arrêts 33 ou 34                           | Matériel Iveco Urbanway 12 Iveco Urbanway 18                    | Jours de fonctionnement L, Ma, Me, J, V, S, D   | Jour / Soir / Nuit / Fêtes O / N / N / O        | Voy. / an —                                     | Unité de transport Vaise                                |
| 3     | Desserte : - Villes et lieux desservis : Lyon 9e (Piscine de Vaise, Stade G. Vigne, Clinique St-Louis), Écully (École d'Agriculture, Campus Lyon Ouest), Dardilly (Cimetière, Lycée François Rabelais, Camping International, Centre commercial Porte de Lyon) et Limonest - Stations et gares desservies : Gorge de Loup, Gare de Dardilly-les-Mouilles et Gare de Dardilly-le-Jubin. |                                                 |                                                 |                                                 |                                                                 |                                                 |                                                 |                                                 |                                                         |
| 3     | Autre : - Arrêts non accessibles aux UFR : Gorge de Loup, La Trappe, Marietton - S. Apollinaire, Pont d'Écully vers Limonest et Dardilly, Agronomie, La Vernique, Écully Le Trouillat, Résidence vers Limonest et Dardilly, Charrière Blanche, Le Rafour vers Gorge de Loup, Dardilly Les Mouilles vers Dardilly, Les Saules vers Dardilly, Dardilly Le Paillet, Le Bouquis, Les Saules vers Dardilly, Dardilly Le Jubin, Camping International, Porte de Lyon vers Limonest et Limonest Le Puy d'Or. - Particularités : La ligne fonctionne du lundi au vendredi de 5 h 25 à 21 h, le samedi jusqu'à 20 h 55 et les dimanches et fêtes de 7 h à 20 h 25. Ensuite, c'est la ligne 3/89 qui assure la desserte. Du lundi au vendredi, la ligne dessert les deux branches en alternance à raison d'un bus sur deux. Le samedi seule la branche Le Puy d'Or est desservie. Les dimanches et fêtes, seule la branche Le Jubin est desservie. - Date de dernière mise à jour : 28 décembre 2017. |                                                 |                                                 |                                                 |                                                                 |                                                 |                                                 |                                                 |                                                         |
| 3     | Dernière actualisation : — |                                                 |                                                 |                                                 |                                                                 |                                                 |                                                 |                                                 |                                                         |
| 3/89  | Ligne oui · Ligne 3-89 | Ligne oui · Ligne 3-89                          | Ligne oui · Ligne 3-89                          | Ligne oui · Ligne 3-89                          | Ligne oui · Ligne 3-89                                          | Ligne oui · Ligne 3-89                          | Ligne oui · Ligne 3-89                          | Ligne oui · Ligne 3-89                          | Ligne oui · Ligne 3-89                                  |
| 3/89  | Gorge de Loup ⥋ Porte de Lyon |                                                 |                                                 |                                                 |                                                                 |                                                 |                                                 |                                                 |                                                         |
| 3/89  | Ouverture / Fermeture 29 août 2011 / — | Longueur —                                      | Durée 24 min                                    | Nb. d’arrêts 36                                 | Matériel Citelis 12 Urbanway 12 Urbanway 18 (occasionnellement) | Jours de fonctionnement L, Ma, Me, J, V, S, D   | Jour / Soir / Nuit / Fêtes N / O / N / O        | Voy. / an —                                     | Unité de transport Vaise                                |
| 3/89  | Desserte : - Villes et lieux desservis : Lyon 9e (Piscine de Vaise, Stade G. Vigne, Clinique St-Louis), Écully (École d'Agriculture, Campus Lyon Ouest) et Dardilly (Cimetière, Camping International) - Stations et gares desservies : Gorge de Loup et Gare de Dardilly-les-Mouilles. |                                                 |                                                 |                                                 |                                                                 |                                                 |                                                 |                                                 |                                                         |
| 3/89  | Autre : - Arrêts non accessibles aux UFR : Gorge de Loup, La Trappe, Marietton - S. Apollinaire, Pont d'Écully vers Porte de Lyon, Agronomie, La Vernique, Écully Le Trouillat, Résidence vers Porte de Lyon, Charrière Blanche, Le Rafour vers Gorge de Loup, Dardilly Les Mouilles et Dardilly Le Bas vers Porte de Lyon, Dardilly Le Paillet, Le Bouquis et Camping International. - Particularités : La ligne fonctionne du lundi au dimanche de 21 h 32 à 0 h 40, en remplacement des lignes 3 et 89. Le trajet aller se fait par l'itinéraire de journée jusqu'à Camping International. Le retour se fait par le trajet du 89 jusqu'à l'arrêt Les Aulnes puis le trajet de journée jusqu'à Gorge de Loup. - Date de dernière mise à jour : 10 octobre 2015. |                                                 |                                                 |                                                 |                                                                 |                                                 |                                                 |                                                 |                                                         |
| 3/89  | Dernière actualisation : — |                                                 |                                                 |                                                 |                                                                 |                                                 |                                                 |                                                 |                                                         |
| 5     | Ligne oui · Ligne 5 | Ligne oui · Ligne 5                             | Ligne oui · Ligne 5                             | Ligne oui · Ligne 5                             | Ligne oui · Ligne 5                                             | Ligne oui · Ligne 5                             | Ligne oui · Ligne 5                             | Ligne oui · Ligne 5                             | Ligne oui · Ligne 5                                     |
| 5     | Pont Mouton ⥋ Charbonnières — Les Verrières |                                                 |                                                 |                                                 |                                                                 |                                                 |                                                 |                                                 |                                                         |
| 5     | Ouverture / Fermeture 11 octobre 1880 / — | Longueur 10,5 km                                | Durée 35 min                                    | Nb. d’arrêts 27                                 | Matériel Citelis 12 Heuliez GX137                               | Jours de fonctionnement L, Ma, Me, J, V, S, D   | Jour / Soir / Nuit / Fêtes O / N / N / O        | Voy. / an —                                     | Unité de transport Vaise                                |
| 5     | Desserte : - Villes et lieux desservis : Lyon 9e (Mairie du 9e), Écully (Centre de formation Horticole, Église Jésus Christ, Clinique Mon Repos), Tassin-la-Demi-Lune (Clinique du Val d'Ouest, Mairie, Horloge monumentale, Clinique du Rein artificiel, Collège Jean-Jacques Rousseau, Nouveau cimetière, Stade René Dubot, Ancien cimetière, Lycée St-Joseph, La Poste, Église St-Claude) et Charbonnières-les-Bains (Lycée Blaise Pacal) - Stations et gares desservies : Valmy et Gare de Tassin. |                                                 |                                                 |                                                 |                                                                 |                                                 |                                                 |                                                 |                                                         |
| 5     | Autre : - Arrêts non accessibles aux UFR : Pont Mouton, Marietton - S. Apollinaire, Pont d'Écully, Agronomie, La Vernique, Clinique Mon Repos, Clinique du Val d'Ouest, Demi-Lune Victor Hugo, Demi-Lune Vauboin, Carrefour Libération, Tassin Leclerc, Trois Renards, Les Croisettes, Lycée Blaise Pascal, Montcelard, Le Méridien, Momet et Avenue de la Paix, Berjon - St-Simon, Vincent Serre, Tassin Deperet et Baraillon vers Charbonnières. - Particularités : La ligne fonctionne du lundi au vendredi de 5 h 45 à 20 h 30, le samedi à partir de 6 h 20 et les dimanches et fêtes de 7 h 30 à 13 h 5. - Date de dernière mise à jour : 7 septembre 2024. |                                                 |                                                 |                                                 |                                                                 |                                                 |                                                 |                                                 |                                                         |
| 5     | Dernière actualisation : — |                                                 |                                                 |                                                 |                                                                 |                                                 |                                                 |                                                 |                                                         |
| 6     | Ligne oui · Ligne 6 | Ligne oui · Ligne 6                             | Ligne oui · Ligne 6                             | Ligne oui · Ligne 6                             | Ligne oui · Ligne 6                                             | Ligne oui · Ligne 6                             | Ligne oui · Ligne 6                             | Ligne oui · Ligne 6                             | Ligne oui · Ligne 6                                     |
| 6     | Sainte-Foy — Place Saint-Luc ⥋ Gare d'Oullins |                                                 |                                                 |                                                 |                                                                 |                                                 |                                                 |                                                 |                                                         |
| 6     | Ouverture / Fermeture 21 octobre 2023 / — | Longueur 8,5 km                                 | Durée 27 min                                    | Nb. d’arrêts 23                                 | Matériel Irisbus Citelis 12 Iveco Urbanway 12 Heuliez GX327     | Jours de fonctionnement L, Ma, Me, J, V, S, D   | Jour / Soir / Nuit / Fêtes O / N / N / O        | Voy. / an —                                     | Unité de transport Pierre-Bénite (Courriers Rhodaniens) |
| 6     | Desserte : - Villes et lieux desservis : Sainte-Foy-lès-Lyon (Église St-Luc, Parc Marius Bourrat, Église Sainte-Foy), La Mulatière (Centre social, Mairie, Piscine, Cimetière), Oullins (Aquarium de Lyon, Lycée Edmond Labbé, Lycée des Chassagnes, Lycée Parc Chabrières, Médiathèque, Piscine, Parc Chabrières, Théâtre la Renaissance, Lycée Orsel) - Stations et gares desservies : Gare d'Oullins. |                                                 |                                                 |                                                 |                                                                 |                                                 |                                                 |                                                 |                                                         |
| 6     | Autre : - Arrêts non accessibles aux UFR : Ste-Foy Place St-Luc, Provinces-Chavril, Berthier vers Ste-Foy, Jarrosson, Parc Bourrat, La Mulatière Mairie, Piscine du Roule, Clos des Chassagnes vers Ste-Foy, La Chenaie-Fontanières, Bas des Chassagnes. - Particularités : La ligne fonctionne du lundi au samedi de 5 h 45 à 20 h 30 et les dimanches et fêtes à partir de 6 h 25.. - Date de dernière mise à jour : 7 septembre 2024. |                                                 |                                                 |                                                 |                                                                 |                                                 |                                                 |                                                 |                                                         |
| 6     | Dernière actualisation : — |                                                 |                                                 |                                                 |                                                                 |                                                 |                                                 |                                                 |                                                         |
| 6E    | Ligne oui · Ligne 6E | Ligne oui · Ligne 6E                            | Ligne oui · Ligne 6E                            | Ligne oui · Ligne 6E                            | Ligne oui · Ligne 6E                                            | Ligne oui · Ligne 6E                            | Ligne oui · Ligne 6E                            | Ligne oui · Ligne 6E                            | Ligne oui · Ligne 6E                                    |
| 6E    | Sainte-Foy — Place Saint-Luc ⥋ Gare d'Oullins |                                                 |                                                 |                                                 |                                                                 |                                                 |                                                 |                                                 |                                                         |
| 6E    | Ouverture / Fermeture 1er septembre 2025 / - | Longueur 8,5 km                                 | Durée - min                                     | Nb. d’arrêts -                                  | Matériel -Irisbus Citelis 12 Iveco Urbanway 12                  | Jours de fonctionnement -                       | Jour / Soir / Nuit / Fêtes — / — / — / —        | Voy. / an —                                     | Unité de transport Pierre-Bénite                        |
| 6E    | Desserte : - Villes et lieux desservis : Sainte-Foy-lès-Lyon (Église St-Luc), Oullins - Stations et gares desservies : Gare d'Oullins. |                                                 |                                                 |                                                 |                                                                 |                                                 |                                                 |                                                 |                                                         |
| 6E    | Autre : - Arrêts non accessibles aux UFR : Ste-Foy Place St-Luc, - Particularités : - Source : « En route vers le nouveau réseau unifié TCL ! ». - Date de dernière mise à jour : 22 mai 2025. |                                                 |                                                 |                                                 |                                                                 |                                                 |                                                 |                                                 |                                                         |
| 6E    | Dernière actualisation : — |                                                 |                                                 |                                                 |                                                                 |                                                 |                                                 |                                                 |                                                         |
| 7     | Ligne oui · Ligne 7 | Ligne oui · Ligne 7                             | Ligne oui · Ligne 7                             | Ligne oui · Ligne 7                             | Ligne oui · Ligne 7                                             | Ligne oui · Ligne 7                             | Ligne oui · Ligne 7                             | Ligne oui · Ligne 7                             | Ligne oui · Ligne 7                                     |
| 7     | Laurent Bonnevay - Astroballe ⥋ Vaulx-en-Velin — Lamartine |                                                 |                                                 |                                                 |                                                                 |                                                 |                                                 |                                                 |                                                         |
| 7     | Ouverture / Fermeture juillet 1971 / — | Longueur 6,3 km                                 | Durée 20 min                                    | Nb. d’arrêts 22                                 | Matériel Man Lion's City 12 GNV Urbanway 12 GNV                 | Jours de fonctionnement L, Ma, Me, J, V, S, D   | Jour / Soir / Nuit / Fêtes O / O / N / O        | Voy. / an —                                     | Unité de transport La Soie                              |
| 7     | Desserte : - Villes et lieux desservis : Villeurbanne (Maison APF, Astroballe, Piscine E. Gagnaire, Stade Georges Lyvet, Marché aux puces, centre commercial, centre médico-social St-Jean, Collège Simone Lagrange, Stade des peupliers) et Vaulx-en-Velin (Collège Henri Barbusse, Clinique de Vaulx) - Stations et gares desservies : Laurent Bonnevay - Astroballe. |                                                 |                                                 |                                                 |                                                                 |                                                 |                                                 |                                                 |                                                         |
| 7     | Autre : - Arrêts non accessibles aux UFR : Prairie - Particularités : La ligne fonctionne du lundi au samedi de 4 h 40 à 0 h 20 et les dimanches et fêtes de 6 h 30 à 0 h 51. - Date de dernière mise à jour : 7 septembre 2024. |                                                 |                                                 |                                                 |                                                                 |                                                 |                                                 |                                                 |                                                         |
| 7     | Dernière actualisation : — |                                                 |                                                 |                                                 |                                                                 |                                                 |                                                 |                                                 |                                                         |
| 8     | Ligne oui · Ligne 8 | Ligne oui · Ligne 8                             | Ligne oui · Ligne 8                             | Ligne oui · Ligne 8                             | Ligne oui · Ligne 8                                             | Ligne oui · Ligne 8                             | Ligne oui · Ligne 8                             | Ligne oui · Ligne 8                             | Ligne oui · Ligne 8                                     |
| 8     | Perrache ⥋ Oullins — Clément Desormes |                                                 |                                                 |                                                 |                                                                 |                                                 |                                                 |                                                 |                                                         |
| 8     | Ouverture / Fermeture 1er avril 1881 / — | Longueur 7 km                                   | Durée 24 min                                    | Nb. d’arrêts 19                                 | Matériel Irisbus Citelis 12 Iveco Urbanway 12                   | Jours de fonctionnement L, Ma, Me, J, V, S, D   | Jour / Soir / Nuit / Fêtes O / O / N / O        | Voy. / an —                                     | Unité de transport Perrache                             |
| 8     | Desserte : - Villes et lieux desservis : Lyon 2e, La Mulatière (Lycée et collège Barbusse, Aquarium de Lyon, La Poste, Cimetière, Piscine, Mairie, Église Notre-Dame, Centre social) et Oullins - Stations et gares desservies : Perrache. |                                                 |                                                 |                                                 |                                                                 |                                                 |                                                 |                                                 |                                                         |
| 8     | Autre : - Arrêts non accessibles aux UFR : Perrache, Pont Kitchener RG vers Perrache, La Mulatière Belle Rive, Pont de la Mulatière, La Chenaie-Fontanières et Clos des Chassagnes vers Oullins, Piscine du Roule, La Mulatière Mairie, Le Roule, Le grand Roule, Centre social La Mulatière et Le Buisset. - Particularités : La ligne fonctionne du lundi au samedi de 5 h à 0 h 30 et les dimanches et fêtes à partir de 7 h. - Date de dernière mise à jour : 24 avril 2016. |                                                 |                                                 |                                                 |                                                                 |                                                 |                                                 |                                                 |                                                         |
| 8     | Dernière actualisation : — |                                                 |                                                 |                                                 |                                                                 |                                                 |                                                 |                                                 |                                                         |
| 9     | Ligne oui · Ligne 9 | Ligne oui · Ligne 9                             | Ligne oui · Ligne 9                             | Ligne oui · Ligne 9                             | Ligne oui · Ligne 9                                             | Ligne oui · Ligne 9                             | Ligne oui · Ligne 9                             | Ligne oui · Ligne 9                             | Ligne oui · Ligne 9                                     |
| 9     | Cordeliers ⥋ Sathonay — Castellane |                                                 |                                                 |                                                 |                                                                 |                                                 |                                                 |                                                 |                                                         |
| 9     | Ouverture / Fermeture 29 août 2011 / — | Longueur 9,6 km                                 | Durée 39 min                                    | Nb. d’arrêts 25                                 | Matériel Urbanway 12                                            | Jours de fonctionnement L, Ma, Me, J, V, S, D   | Jour / Soir / Nuit / Fêtes O / O / N / O        | Voy. / an —                                     | Unité de transport Cuire                                |
| 9     | Desserte : - Villes et lieux desservis : Lyon 2e (Chambre de commerce, Consulat des États-Unis, Musée de l'imprimerie), Lyon 1er (Hôtel de ville de Lyon, Opéra de Lyon, Consulat de Belgique, Musée des beaux-arts de Lyon), Caluire-et-Cuire (Usine des eaux de Saint-Clair, Cimetière, Collège André Lassagne) et Sathonay-Camp (Camp Militaire, Mairie, ZAC Castellane) - Stations et gares desservies : Cordeliers et Hôtel de Ville - Louis Pradel. |                                                 |                                                 |                                                 |                                                                 |                                                 |                                                 |                                                 |                                                         |
| 9     | Autre : - Arrêts non accessibles aux UFR : Les Bruyères et Camp Militaire vers Sathonay. - Particularités : La ligne fonctionne du lundi au samedi de 5 h à 0 h et les dimanches et fêtes à partir de 6 h 30. - Date de dernière mise à jour : 4 juillet 2023. |                                                 |                                                 |                                                 |                                                                 |                                                 |                                                 |                                                 |                                                         |
| 9     | Dernière actualisation : — |                                                 |                                                 |                                                 |                                                                 |                                                 |                                                 |                                                 |                                                         |

### Lignes 10 à 19
| Ligne | Caractéristiques | Caractéristiques              | Caractéristiques              | Caractéristiques              | Caractéristiques                        | Caractéristiques                              | Caractéristiques                         | Caractéristiques              | Caractéristiques                              |
| 10    | Ligne oui · Ligne 10 | Ligne oui · Ligne 10          | Ligne oui · Ligne 10          | Ligne oui · Ligne 10          | Ligne oui · Ligne 10                    | Ligne oui · Ligne 10                          | Ligne oui · Ligne 10                     | Ligne oui · Ligne 10          | Ligne oui · Ligne 10                          |
| 10    | Gare de Vaise ⥋ Porte de Lyon | Gare de Vaise ⥋ Porte de Lyon | Gare de Vaise ⥋ Porte de Lyon | Gare de Vaise ⥋ Porte de Lyon | Gare de Vaise ⥋ Porte de Lyon           | Gare de Vaise ⥋ Porte de Lyon                 | Gare de Vaise ⥋ Porte de Lyon            | Gare de Vaise ⥋ Porte de Lyon | Gare de Vaise ⥋ Porte de Lyon                 |
| ----- | --- | ----------------------------- | ----------------------------- | ----------------------------- | --------------------------------------- | --------------------------------------------- | ---------------------------------------- | ----------------------------- | --------------------------------------------- |
| 10    | Ouverture / Fermeture 24 août 2020 / — | Longueur 11 km                | Durée 25 min                  | Nb. d’arrêts 19               | Matériel Urbanway 18 Citelis 18         | Jours de fonctionnement L, Ma, Me, J, V       | Jour / Soir / Nuit / Fêtes O / N / N / N | Voy. / an —                   | Unité de transport Vaise                      |
| 10    | Desserte : - Villes et lieux desservis : Lyon 9e, Écully (Clinique de la Sauvegarde), Limonest (Technoparc, Château de Sans-Souci) et Dardilly (Techlid, Lycée Agricole et Horticole, Centre commercial Porte de Lyon) - Stations et gares desservies : Gare de Vaise. |                               |                               |                               |                                         |                                               |                                          |                               |                                               |
| 10    | Autre : - Arrêts non accessibles aux UFR : Échangeur du Pérolier vers Gare de Vaise, Château Sans Souci, Les Ormeaux, Lycée Agricole et Horticole. - Particularités : La ligne fonctionne du lundi au vendredi de 6 h 30 à 20 h 30. En journée, un bus toutes les 30 minutes, en complément de la ligne 89 pour la desserte de Techlid. Emprunte la M6. - Date de dernière mise à jour : 23 août 2020. |                               |                               |                               |                                         |                                               |                                          |                               |                                               |
| 10    | Dernière actualisation : — |                               |                               |                               |                                         |                                               |                                          |                               |                                               |
| 10E   | Ligne oui · Ligne 10E | Ligne oui · Ligne 10E         | Ligne oui · Ligne 10E         | Ligne oui · Ligne 10E         | Ligne oui · Ligne 10E                   | Ligne oui · Ligne 10E                         | Ligne oui · Ligne 10E                    | Ligne oui · Ligne 10E         | Ligne oui · Ligne 10E                         |
| 10E   | Gare de Vaise ⥋ Porte de Lyon |                               |                               |                               |                                         |                                               |                                          |                               |                                               |
| 10E   | Ouverture / Fermeture 24 août 2020 / — | Longueur 7 km                 | Durée 17 min                  | Nb. d’arrêts 4                | Matériel Urbanway 18 Citelis 18         | Jours de fonctionnement L, Ma, Me, J, V       | Jour / Soir / Nuit / Fêtes O / N / N / N | Voy. / an —                   | Unité de transport Vaise                      |
| 10E   | Desserte : - Villes et lieux desservis : Lyon 9e, Écully (Clinique de la Sauvegarde) et Dardilly (Lycée Agricole et Horticole, Centre commercial Porte de Lyon) - Stations et gares desservies : Gare de Vaise. |                               |                               |                               |                                         |                                               |                                          |                               |                                               |
| 10E   | Autre : - Arrêts non accessibles aux UFR : Échangeur du Pérolier vers Gare de Vaise et Lycée Agricole et Horticole. - Particularités : La ligne fonctionne du lundi au vendredi de 6 h 0 à 15 h 50 (sens Gare de Vaise) et de 10 h 5 à 20 h 52 (sens Porte de Lyon). En journée, un bus toutes les 30 minutes en heures creuses et 15 minutes en heures de pointe, en complément de la ligne 10 pour des services express depuis le parc relais Porte de Lyon. Emprunte la M6. - Date de dernière mise à jour : 23 août 2020. |                               |                               |                               |                                         |                                               |                                          |                               |                                               |
| 10E   | Dernière actualisation : — |                               |                               |                               |                                         |                                               |                                          |                               |                                               |
| 11    | Ligne oui · Ligne 11 | Ligne oui · Ligne 11          | Ligne oui · Ligne 11          | Ligne oui · Ligne 11          | Ligne oui · Ligne 11                    | Ligne oui · Ligne 11                          | Ligne oui · Ligne 11                     | Ligne oui · Ligne 11          | Ligne oui · Ligne 11                          |
| 11    | Gare d'Oullins ⥋ Thurins — Mairie |                               |                               |                               |                                         |                                               |                                          |                               |                                               |
| 11    | Ouverture / Fermeture 2 janvier 2013 / — | Longueur 24,4 km              | Durée 47 min                  | Nb. d’arrêts 36               | Matériel Citelis 12                     | Jours de fonctionnement L, Ma, Me, J, V, S    | Jour / Soir / Nuit / Fêtes O / N / N / O | Voy. / an —                   | Unité de transport Thurins (Keolis Planche)   |
| 11    | Desserte : - Villes et lieux desservis : Oullins (Médiathèque, Piscine, Parc de Chabrière, Théâtre la Renaissance, Lycée Orsel), Sainte-Foy-lès-Lyon (Stade du Merlo, Aqueducs de Beaunant), Chaponost (Espace François Perraud, Eglise), Brindas (Collège Georges Charpak, Ancienne gare), Messimy (Parc d'activités des Lats, Mairie) et Thurins (Mairie) - Stations et gares desservies : Gare d'Oullins et Gare de Chaponost. |                               |                               |                               |                                         |                                               |                                          |                               |                                               |
| 11    | Autre : - Arrêts non accessibles aux UFR : Pont d'Oullins, Les Bottières, La Levée, Pont Rouge, Aqueducs de Beaunant, Chapelle de Beaunant, Le Caillou, Espace François Perraud, Chaponost La Madone, Le Bouleau, Chemin des Vieures, Le Gourd, Le Devay, Les Andrés, Malataverne, Pré Moulin vers Thurins, Messimy Mairie, Quinsonnat, La Valotte, Le Pont et Thurins Les vergers vers Thurins et Thurins Mairie. - Particularités : La ligne fonctionne du lundi au samedi de 6 h à 20 h 40. - Date de dernière mise à jour : 10 février 2025. |                               |                               |                               |                                         |                                               |                                          |                               |                                               |
| 11    | Dernière actualisation : — |                               |                               |                               |                                         |                                               |                                          |                               |                                               |
| 12    | Ligne oui · Ligne 12 | Ligne oui · Ligne 12          | Ligne oui · Ligne 12          | Ligne oui · Ligne 12          | Ligne oui · Ligne 12                    | Ligne oui · Ligne 12                          | Ligne oui · Ligne 12                     | Ligne oui · Ligne 12          | Ligne oui · Ligne 12                          |
| 12    | Gare d'Oullins ⥋ Saint-Genis-Laval Hôpital Lyon Sud |                               |                               |                               |                                         |                                               |                                          |                               |                                               |
| 12    | Ouverture / Fermeture 2 janvier 2013 / — | Longueur 17,5 km              | Durée 58 min                  | Nb. d’arrêts 44               | Matériel Citelis 12                     | Jours de fonctionnement L, Ma, Me, J, V, S, D | Jour / Soir / Nuit / Fêtes O / O / N / O | Voy. / an —                   | Unité de transport Chaponost (Keolis Planche) |
| 12    | Desserte : - Villes et lieux desservis : Oullins (Médiathèque, Piscine, Parc de Chabrière, Théâtre la Renaissance, Lycée Orsel), Sainte-Foy-lès-Lyon (Stade du Merlo, Aqueducs de Beaunant), Chaponost (Centre social, Maison des Jeunes, Mairie), Brignais (Centre aquatique Aquagaron, École Jacques Cartier, Briscope, Gare de Brignais, SPA de Lyon, ZA Sacuny et Méga CGR) et Saint-Genis-Laval (Centre commercial Saint-Genis 2 et Hôpital Lyon Sud). - Stations et gares desservies : Gare d'Oullins, Gare de Chaponost, Gare de Brignais et Saint-Genis-Laval Hôpital Lyon Sud |                               |                               |                               |                                         |                                               |                                          |                               |                                               |
| 12    | Autre : - Arrêts non accessibles aux UFR : Pont Rouge, Aqueducs de Beaunant, Chaponost Le Devais, Ferroussat, Anatoile Celle, Les Amandiers, La Source, Maison des Jeunes, Bernicot, Bel Air - Citadelle et Cerisiers - Citadelle. - Particularités : La ligne fonctionne du lundi au samedi de 5 h 45 à 22 h 50 et les dimanches et fêtes de 8 h 30 à 22 h 50. - Modifications à partir d'octobre 2023 : Dans le cadre du prolongement du métro B à Saint-Genis-Laval - Hôpital Lyon Sud, la ligne 12 sera prolongée de St-Genis 2 à Hôpital Lyon Sud. - Date de dernière mise à jour : 4 octobre 2024. |                               |                               |                               |                                         |                                               |                                          |                               |                                               |
| 12    | Dernière actualisation : — |                               |                               |                               |                                         |                                               |                                          |                               |                                               |
| 14    | Ligne oui · Ligne 14 | Ligne oui · Ligne 14          | Ligne oui · Ligne 14          | Ligne oui · Ligne 14          | Ligne oui · Ligne 14                    | Ligne oui · Ligne 14                          | Ligne oui · Ligne 14                     | Ligne oui · Ligne 14          | Ligne oui · Ligne 14                          |
| 14    | Gare d'Oullins ⥋ Gorge de Loup |                               |                               |                               |                                         |                                               |                                          |                               |                                               |
| 14    | Ouverture / Fermeture 3 juin 1906 / — | Longueur 10 km                | Durée 32 min                  | Nb. d’arrêts 25               | Matériel Citelis 12 Urbanway 12         | Jours de fonctionnement L, Ma, Me, J, V, S, D | Jour / Soir / Nuit / Fêtes O / N / N / O | Voy. / an —                   | Unité de transport Oullins                    |
| 14    | Desserte : - Villes et lieux desservis : Oullins (Médiathèque, Piscine, Parc de Chabrière, Théâtre la Renaissance, Lycée Orsel), Sainte-Foy-lès-Lyon (Stade du Merlo, Aqueducs de Beaunant, Centre commercial, École de puériculture, Église), Francheville, Tassin-la-Demi-Lune (Piscine d'Alaï) et Lyon 9e (Église St-Joseph) - Stations et gares desservies : Gare d'Oullins, Gare d'Alaï et Gorge de Loup. |                               |                               |                               |                                         |                                               |                                          |                               |                                               |
| 14    | Autre : - Arrêts non accessibles aux UFR : Pont d'Oullins, Les Bottières, La levée, Pont Rouge, Aqueducs de Beaunant, Maison de l’Aqueduc, Pont de la Gravière, Chantegrillet et Piscine d'Alaï vers Oullins, Constellation, Brosset vers Oullins, Ménival-Ste-Anne, Montribloud et Gorge de Loup. - Particularités : La ligne fonctionne du lundi au samedi de 5 h 30 à 21 h et les dimanches et fêtes à partir de 7 h. - Date de dernière mise à jour : 28 décembre 2017. |                               |                               |                               |                                         |                                               |                                          |                               |                                               |
| 14    | Dernière actualisation : — |                               |                               |                               |                                         |                                               |                                          |                               |                                               |
| 15    | Ligne oui · Ligne 15 | Ligne oui · Ligne 15          | Ligne oui · Ligne 15          | Ligne oui · Ligne 15          | Ligne oui · Ligne 15                    | Ligne oui · Ligne 15                          | Ligne oui · Ligne 15                     | Ligne oui · Ligne 15          | Ligne oui · Ligne 15                          |
| 15    | Bellecour — Antonin Poncet ⥋ Irigny — Hauts de Selettes |                               |                               |                               |                                         |                                               |                                          |                               |                                               |
| 15    | Ouverture / Fermeture 1er avril 1906 / — | Longueur 13,5 km              | Durée 39 min                  | Nb. d’arrêts 31               | Matériel Urbanway 12                    | Jours de fonctionnement L, Ma, Me, J, V, S, D | Jour / Soir / Nuit / Fêtes O / O / N / O | Voy. / an —                   | Unité de transport Oullins                    |
| 15    | Desserte : - Villes et lieux desservis : Lyon 2e (Lycée J. Récamier, Musée des Confluences, Lycée et Collège Bellevue), La Mulatière (Maison du Confluent), Oullins (Médiathèque), Pierre-Bénite (Église, Mairie) et Irigny (Maison de retraite, Mairie, Piscine, Collège Daisy Georges Martin) - Stations et gares desservies : Bellecour, Musée des Confluences (T1) et Gare d'Oullins. |                               |                               |                               |                                         |                                               |                                          |                               |                                               |
| 15    | Autre : - Arrêts non accessibles aux UFR : Bellecour - Charité, Pont de l'Université et Pont de la Mulatière vers Bellecour, La Saulaie vers Bellecour, Kellermann, La Mouche, Les Côtes, Les Cigales, Garantèze, Marjolet, Grange Haute et Irigny Mairie vers Irigny, Champvillard et Dorothée Petit vers Bellecour. - Particularités : La ligne fonctionne du lundi au samedi de 4 h 55 à 0 h et les dimanches et fêtes à partir de 6 h 30. - Modification en septembre 2019 : La ligne 15 desservira à certains moments la gare d'Yvours à Irigny. - Date de dernière mise à jour : 2 juin 2025. |                               |                               |                               |                                         |                                               |                                          |                               |                                               |
| 15    | Dernière actualisation : — |                               |                               |                               |                                         |                                               |                                          |                               |                                               |
| 15E   | Ligne oui · Ligne 15E | Ligne oui · Ligne 15E         | Ligne oui · Ligne 15E         | Ligne oui · Ligne 15E         | Ligne oui · Ligne 15E                   | Ligne oui · Ligne 15E                         | Ligne oui · Ligne 15E                    | Ligne oui · Ligne 15E         | Ligne oui · Ligne 15E                         |
| 15E   | Bellecour — Antonin Poncet ⥋ Millery - Place du Bouton / Grigny - Jean Moulin (via M7) |                               |                               |                               |                                         |                                               |                                          |                               |                                               |
| 15E   | Ouverture / Fermeture 2 septembre 1996 / — | Longueur 19 (20,4) km         | Durée 40 (37) min             | Nb. d’arrêts 16 (18)          | Matériel Citelis 12                     | Jours de fonctionnement L, Ma, Me, J, V       | Jour / Soir / Nuit / Fêtes O / N / N / N | Voy. / an —                   | Unité de transport Perrache                   |
| 15E   | Desserte : - Villes et lieux desservis : Lyon 2e, La Mulatière, Irigny (ancienne gare), Vernaison (Mairie, La Poste, Cimetière), Grigny-sur-Rhône (Stade Nautique Bonnard), Charly (Centre, Église) et Millery (Salle de fêtes) - Stations et gares desservies : Bellecour, Irigny - Gare d'Yvours, Gare de Vernaison et Gare de Grigny-le-Sablon. |                               |                               |                               |                                         |                                               |                                          |                               |                                               |
| 15E   | Autre : - Arrêts non accessibles aux UFR : Bellecour - Charité, Les Dominicaines vers Vernaison, Les Gaupières, Les Lavandes, Bois Saint-Paul, Les Oiseaux et La Serve. - Particularités : La ligne fonctionne du lundi au vendredi de 5 h 30 à 21 h 30. Elle emprunte les autoroutes A7 et A450 entre La Mulatière et Irigny. - Modifications à partir d'octobre 2023 : Dans le cadre du prolongement du métro B à Saint-Genis-Laval - Hôpital Lyon Sud, tous les services de la ligne 15E seront prolongés jusqu'à Vernaison - Place par la D315. - Date de dernière mise à jour : 2 juin 2025. |                               |                               |                               |                                         |                                               |                                          |                               |                                               |
| 15E   | Dernière actualisation : — |                               |                               |                               |                                         |                                               |                                          |                               |                                               |
| 16    | Ligne oui · Ligne 16 | Ligne oui · Ligne 16          | Ligne oui · Ligne 16          | Ligne oui · Ligne 16          | Ligne oui · Ligne 16                    | Ligne oui · Ligne 16                          | Ligne oui · Ligne 16                     | Ligne oui · Ligne 16          | Ligne oui · Ligne 16                          |
| 16    | Vaulx-en-Velin - La Soie ⥋ Décines — Grand Large |                               |                               |                               |                                         |                                               |                                          |                               |                                               |
| 16    | Ouverture / Fermeture 8 mai 1907 / — | Longueur 6 km                 | Durée 18 min                  | Nb. d’arrêts 16               | Matériel Lion's City 12 Urbanway 12 GNV | Jours de fonctionnement L, Ma, Me, J, V, S, D | Jour / Soir / Nuit / Fêtes O / O / N / O | Voy. / an —                   | Unité de transport La Soie                    |
| 16    | Desserte : - Villes et lieux desservis : Vaulx-en-Velin et Décines-Charpieu (Piscine de Décines, Collège Maryse Bastié, Stade Troussier, Église, Cimetière, Clinique du Grand Large, Esplanade, Réservoir du Grand-Large) - Stations et gares desservies : Vaulx-en-Velin - La Soie et Décines - Grand Large (T3). |                               |                               |                               |                                         |                                               |                                          |                               |                                               |
| 16    | Autre : - Arrêts non accessibles aux UFR : Décines Esplanade vers Décines et Décines Grand Large (arrêt de descente). - Particularités : La ligne fonctionne du lundi au samedi de 5 h à 0 h et les dimanches et fêtes à partir de 6 h 20. - Date de dernière mise à jour : 2 mai 2025. |                               |                               |                               |                                         |                                               |                                          |                               |                                               |
| 16    | Dernière actualisation : — |                               |                               |                               |                                         |                                               |                                          |                               |                                               |
| 17    | Ligne oui · Ligne 17 | Ligne oui · Ligne 17          | Ligne oui · Ligne 17          | Ligne oui · Ligne 17          | Ligne oui · Ligne 17                    | Ligne oui · Ligne 17                          | Ligne oui · Ligne 17                     | Ligne oui · Ligne 17          | Ligne oui · Ligne 17                          |
| 17    | Gare d'Oullins ⥋ Saint-Genis 2 (Saint-Genis — Lycée Descartes Un bus sur deux) |                               |                               |                               |                                         |                                               |                                          |                               |                                               |
| 17    | Ouverture / Fermeture 1er octobre 1985 / — | Longueur 8 (8,6) km           | Durée 32 (36) min             | Nb. d’arrêts 29 (33)          | Matériel Citelis 12 Urbanway 12         | Jours de fonctionnement L, Ma, Me, J, V, S, D | Jour / Soir / Nuit / Fêtes O / N / N / O | Voy. / an —                   | Unité de transport Oullins                    |
| 17    | Desserte : - Villes et lieux desservis : Oullins (Médiathèque), Pierre-Bénite (Collège Marcel Pagnol) et Saint-Genis-Laval (Centre hospitalier Lyon Sud, Collège Jean Giono, Citadelle, Hôpital Henry Gabrielle, Collège P. Aubarède, Centre commercial St-Genis 2, Lycée Descartes) - Stations et gares desservies : Gare d'Oullins, Gare de Pierre-Bénite et Saint-Genis-Laval Hôpital Lyon Sud. |                               |                               |                               |                                         |                                               |                                          |                               |                                               |
| 17    | Autre : - Arrêts non accessibles aux UFR : Kellermann, La Maillette, Petit Peillon, Citadelle vers Gare d'Oullins, Lardillet. - Particularités : La ligne fonctionne du lundi au samedi de 5 h 45 à 20 h 30 et les dimanches et fêtes à partir de 6 h 30 . Environ un bus sur deux est prolongé à Saint-Genis Lycée Descartes. - Date de dernière mise à jour : 7 septembre 2024. |                               |                               |                               |                                         |                                               |                                          |                               |                                               |
| 17    | Dernière actualisation : — |                               |                               |                               |                                         |                                               |                                          |                               |                                               |
| 18    | Ligne oui · Ligne 18 | Ligne oui · Ligne 18          | Ligne oui · Ligne 18          | Ligne oui · Ligne 18          | Ligne oui · Ligne 18                    | Ligne oui · Ligne 18                          | Ligne oui · Ligne 18                     | Ligne oui · Ligne 18          | Ligne oui · Ligne 18                          |
| 18    | Saint-Genis-Laval Hôpital Lyon Sud ⥋ Vernaison — Place |                               |                               |                               |                                         |                                               |                                          |                               |                                               |
| 18    | Ouverture / Fermeture 29 août 2011 / — | Longueur 12 km                | Durée 37 min                  | Nb. d’arrêts 28               | Matériel Citelis 12 Urbanway 12         | Jours de fonctionnement L, Ma, Me, J, V, S, D | Jour / Soir / Nuit / Fêtes O / N / N / O | Voy. / an —                   | Unité de transport Oullins                    |
| 18    | Desserte : - Villes et lieux desservis : Saint-Genis-Laval (Hôpital Lyon Sud), Irigny (Gare d'Yvours, Maison de retraite, Mairie, Piscine, Collège Daisy Georges Martin) et Vernaison (Maison de Retraite, La Poste, Mairie, Cimetière, Bois Saint-Paul) - Stations et gares desservies : Saint-Genis-Laval Hôpital Lyon Sud et Gare de Vernaison. |                               |                               |                               |                                         |                                               |                                          |                               |                                               |
| 18    | Autre : - Arrêts non accessibles aux UFR : ', La Mouche, Les Côtes, Les Cigales, Garantèze, Marjolet, Grange Haute, Irigny Mairie vers Vernaison Gare, Champvillard, Dorothée Petit vers Saint-Genis-Laval Hôpital Lyon Sud, Fée des Eaux, Maçonnière et Bois St-Paul. - Particularités : La ligne fonctionne du lundi au dimanche de 5 h 50 à 0 h 5. Du lundi au vendredi, la desserte de Vernaison est complétée par la ligne 15E. - Modifications à partir d'octobre 2023 : Dans le cadre du prolongement du métro B à Saint-Genis-Laval - Hôpital Lyon Sud, la ligne 18 sera limitée au nord à Hôpital Lyon Sud et desservira le centre de Irigny par la Z.I. de la Mouche. - Date de dernière mise à jour : 7 septembre 2024. |                               |                               |                               |                                         |                                               |                                          |                               |                                               |
| 18    | Dernière actualisation : — |                               |                               |                               |                                         |                                               |                                          |                               |                                               |
| 19    | Ligne oui · Ligne 19 | Ligne oui · Ligne 19          | Ligne oui · Ligne 19          | Ligne oui · Ligne 19          | Ligne oui · Ligne 19                    | Ligne oui · Ligne 19                          | Ligne oui · Ligne 19                     | Ligne oui · Ligne 19          | Ligne oui · Ligne 19                          |
| 19    | Gare Saint-Paul ⥋ Écully — Le Pérollier |                               |                               |                               |                                         |                                               |                                          |                               |                                               |
| 19    | Ouverture / Fermeture 10 juillet 1894 / — | Longueur 11,5 km              | Durée 40-45 min               | Nb. d’arrêts 40               | Matériel Urbanway 12                    | Jours de fonctionnement L, Ma, Me, J, V, S, D | Jour / Soir / Nuit / Fêtes O / O / N / O | Voy. / an —                   | Unité de transport Vaise                      |
| 19    | Desserte : - Villes et lieux desservis : Lyon 1er (Hôtel de ville de Lyon, Pôle Emploi, Opéra de Lyon, Musée des beaux-arts de Lyon), Lyon 5e (Vieux Lyon, Les Subsistances), Lyon 9e (Conservatoire national supérieur de musique et de danse de Lyon, Mairie du 9e, Piscine, Stade G. Vigne, Clinique St-Louis, Lycée François Cevert, Centre social Sauvegarde) et Écully (École d'Agriculture, Clinique Mon Repos, Église St-Blaise, Mairie, La Poste, Collège Laurent Mourguet, Clinique Sauvegarde, Église St-Jean, Marie Vianney, Centre commercial) - Stations et gares desservies : Gare Saint-Paul et Gorge de Loup. |                               |                               |                               |                                         |                                               |                                          |                               |                                               |
| 19    | Autre : - Arrêts non accessibles aux UFR : Sergent Berthet et Acacias vers Écully. - Particularités : La ligne fonctionne du lundi au samedi de 4 h 55 à 0 h et les dimanches et fêtes à partir de 7 h. - Modifications du 23 Juin 2025 : Dans le cadre du projet "Presqu'île à vivre", l'itinéraire de la ligne est modifiée, et effectue désormais son terminus à la Gare Saint-Paul, en desservant le nouvel arrêt La Feuillée. A cette date, la ligne ne dessert plus les arrêts Hôtel de Ville Louis Pradel, Musée des Beaux- Arts et Terreaux La Feuillée. |                               |                               |                               |                                         |                                               |                                          |                               |                                               |

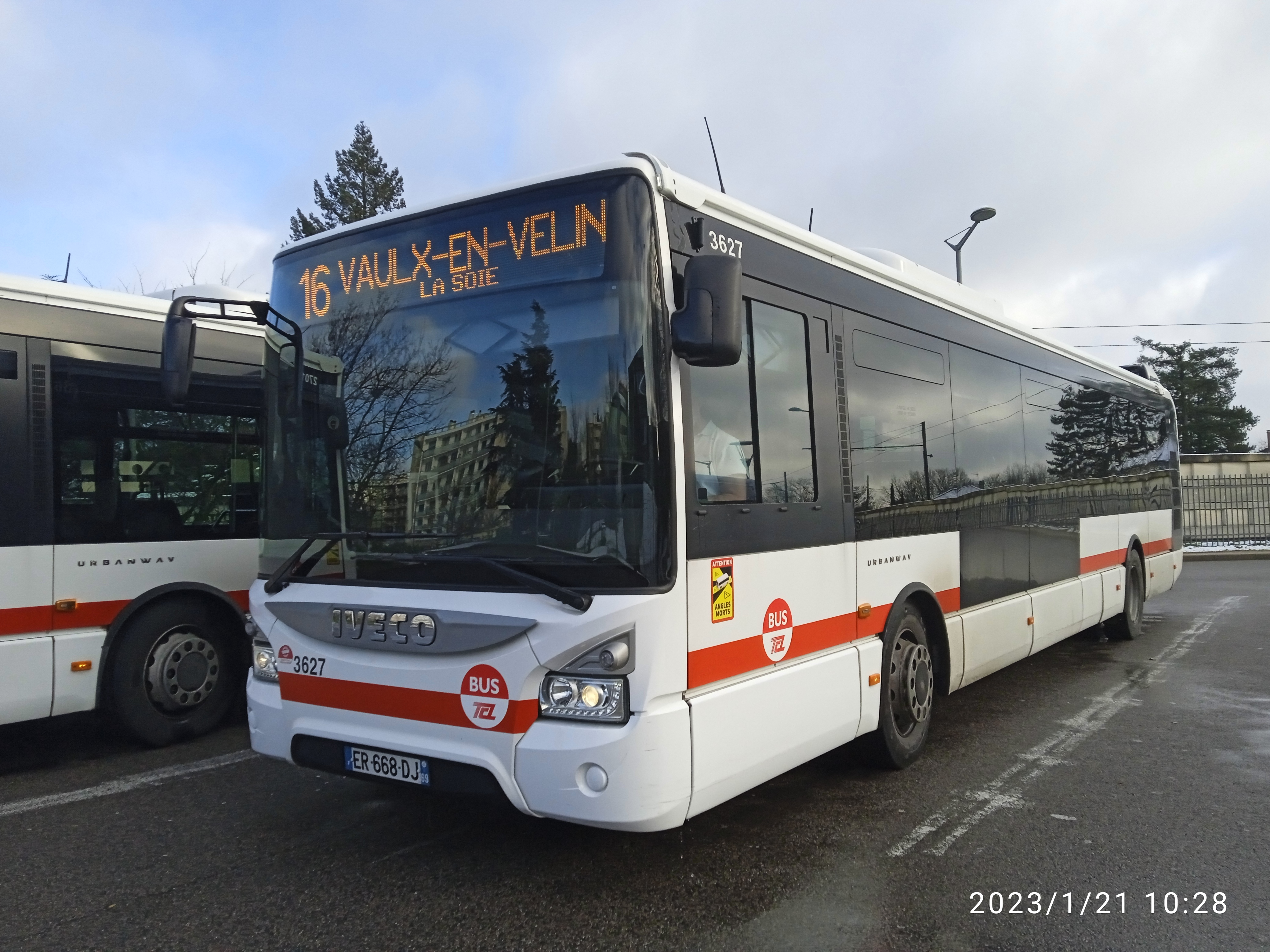
Urbanway 12 de la ligne 16.

| 19    | Dernière actualisation : 25 juin 2025 |                               |                               |                               |                                         |                                               |                                          |                               |                                               |

### Lignes 20 à 29
| Ligne | Caractéristiques | Caractéristiques                   | Caractéristiques          | Caractéristiques             | Caractéristiques                                                                                              | Caractéristiques                              | Caractéristiques                         | Caractéristiques          | Caractéristiques                             |
| 20    | Ligne oui · Ligne 20 | Ligne oui · Ligne 20               | Ligne oui · Ligne 20      | Ligne oui · Ligne 20         | Ligne oui · Ligne 20                                                                                          | Ligne oui · Ligne 20                          | Ligne oui · Ligne 20                     | Ligne oui · Ligne 20      | Ligne oui · Ligne 20                         |
| 20    | Gare de Vaise ⥋ Saint-Cyr | Gare de Vaise ⥋ Saint-Cyr          | Gare de Vaise ⥋ Saint-Cyr | Gare de Vaise ⥋ Saint-Cyr    | Gare de Vaise ⥋ Saint-Cyr                                                                                     | Gare de Vaise ⥋ Saint-Cyr                     | Gare de Vaise ⥋ Saint-Cyr                | Gare de Vaise ⥋ Saint-Cyr | Gare de Vaise ⥋ Saint-Cyr                    |
| ----- | --- | ---------------------------------- | ------------------------- | ---------------------------- | --- | --------------------------------------------- | ---------------------------------------- | ------------------------- | -------------------------------------------- |
| 20    | Ouverture / Fermeture 9 mai 1898 / — | Longueur 4,5 km                    | Durée 14 min              | Nb. d’arrêts 11              | Matériel Citelis 12 (Urbanway 12) Citelis 18 / Urbanway 18 (services scolaires)                               | Jours de fonctionnement L, Ma, Me, J, V, S, D | Jour / Soir / Nuit / Fêtes O / N / N / O | Voy. / an —               | Unité de transport Vaise                     |
| 20    | Desserte : - Villes et lieux desservis : Lyon 9e (Centre de réadaptation fonctionnelle, Lycée Jean Perrin) et Saint-Cyr-au-Mont-d'Or (Maison de convalescence, École nationale supérieure de la police, Église, Mairie, La Poste) - Stations et gares desservies : Gare de Vaise. |                                    |                           |                              | |                                               |                                          |                           |                                              |
| 20    | Autre : - Arrêts non accessibles aux UFR : Bifurcation du Val Rosay, Val Rosay, Hameau des Cèdres, Les Greffières et St-Cyr. - Particularités : La ligne fonctionne du lundi au vendredi de 5 h à 20 h 40, le samedi de 5 h 5 à 21 h et les dimanches et fêtes de 6 h 45 à 20 h 35. Ensuite, c'est la ligne 20/22 qui assure la desserte. En période scolaire du lundi au vendredi, des renforts sont assurés entre Gare de Vaise et Lycée Jean Perrin. - Date de dernière mise à jour : 14 août 2022. |                                    |                           |                              | |                                               |                                          |                           |                                              |

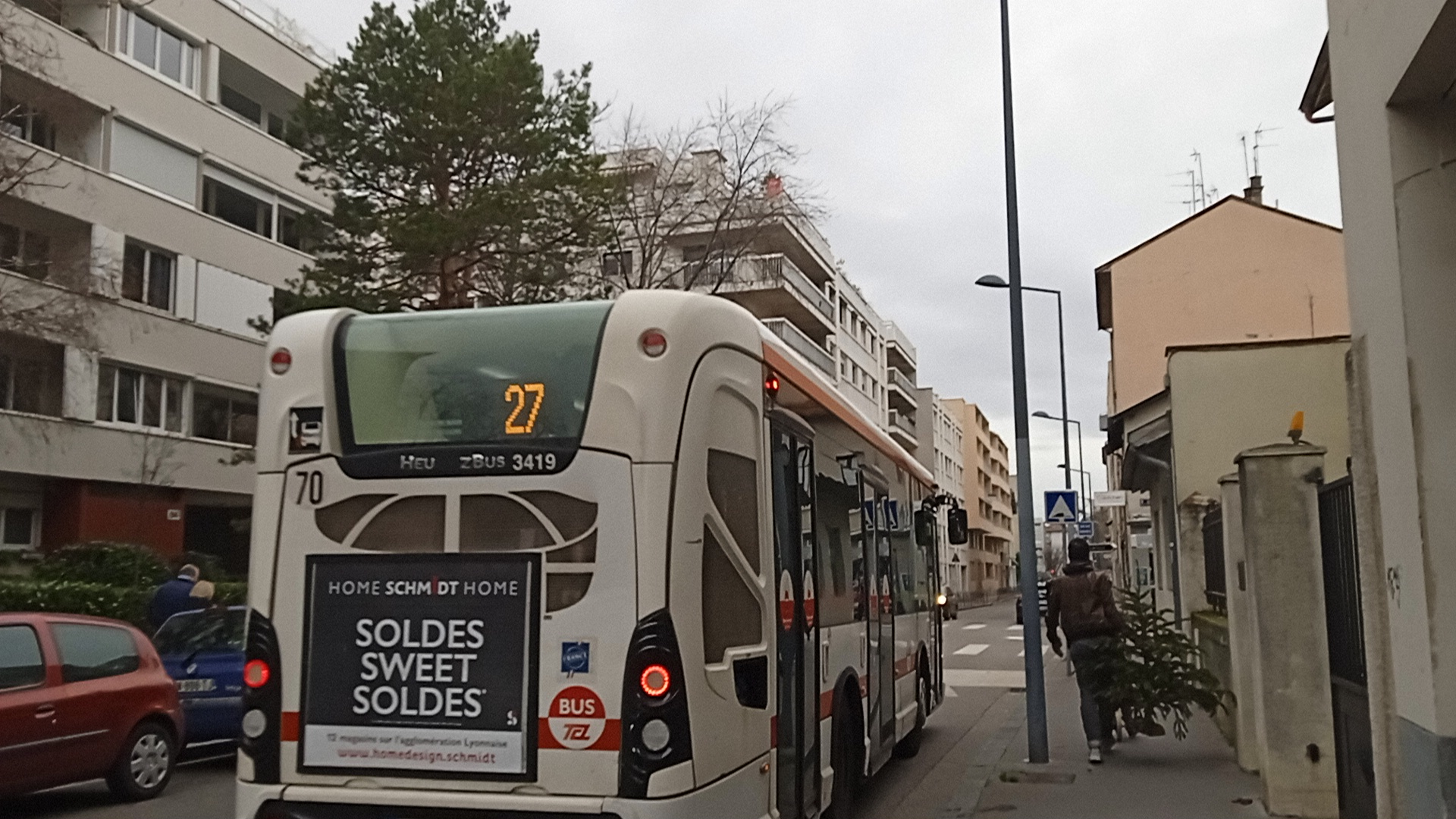
GX137 de la ligne 27 à l'arrêt reporté de Villeurbanne Centre.

| 20    | Dernière actualisation : — |                                    |                           |                              | |                                               |                                          |                           |                                              |
| 20/22 | Ligne oui · Ligne 20-22 | Ligne oui · Ligne 20-22            | Ligne oui · Ligne 20-22   | Ligne oui · Ligne 20-22      | Ligne oui · Ligne 20-22                                                                                       | Ligne oui · Ligne 20-22                       | Ligne oui · Ligne 20-22                  | Ligne oui · Ligne 20-22   | Ligne oui · Ligne 20-22                      |
| 20/22 | Gare de Vaise ⥋ Saint-Fortunat via Saint-Cyr |                                    |                           |                              | |                                               |                                          |                           |                                              |
| 20/22 | Ouverture / Fermeture 9 février 1998 / — | Longueur —                         | Durée 15 min              | Nb. d’arrêts 31              | Matériel Citelis 12                                                                                           | Jours de fonctionnement L, Ma, Me, J, V, S, D | Jour / Soir / Nuit / Fêtes N / O / N / O | Voy. / an —               | Unité de transport Vaise                     |
| 20/22 | Desserte : - Villes et lieux desservis : Lyon 9e (Centre de réadaptation fonctionnelle, Lycée Jean Perrin), Saint-Cyr-au-Mont-d'Or (Maison de convalescence, École nationale supérieure de la police, Église, Mairie, La Poste) et Saint-Didier-au-Mont-d'Or (Écoles, Église, La Poste, Mairie) - Stations et gares desservies : Gare de Vaise. |                                    |                           |                              | |                                               |                                          |                           |                                              |
| 20/22 | Autre : - Arrêts non accessibles aux UFR : La Voûte, Val Rosay, Lycée Jean Perrin, Grand Champ, Les Greffières, St-Cyr, Ferroux, La Ferlatière, Le Monteillier, Chantemerle, Chemin du Chêne, St-Fortunat, St-Didier Écoles, St-Didier Église, Le Colin, La Fucharnière, L'Oiselet, Crécy, Les Tilleuls et La Remillotte. - Particularités : La ligne fonctionne du lundi au samedi de 21 h à 0 h 19 et les dimanches et fêtes jusqu'à 0 h 18 en remplacement des lignes 20 et 22. Le trajet aller se fait par l'itinéraire de journée de la ligne 20 jusqu'à St-Cyr puis du 23 jusqu'à St-Fortunat. Le retour se fait par l'itinéraire de journée de la ligne 22. - Date de dernière mise à jour : 14 août 2022. |                                    |                           |                              | |                                               |                                          |                           |                                              |
| 20/22 | Dernière actualisation : — |                                    |                           |                              | |                                               |                                          |                           |                                              |
| N20   | Ligne oui · Ligne N20 | Ligne oui · Ligne N20              | Ligne oui · Ligne N20     | Ligne oui · Ligne N20        | Ligne oui · Ligne N20                                                                                         | Ligne oui · Ligne N20                         | Ligne oui · Ligne N20                    | Ligne oui · Ligne N20     | Ligne oui · Ligne N20                        |
| N20   | Gare de Vaise ⥋ Mont Thou |                                    |                           |                              | |                                               |                                          |                           |                                              |
| N20   | Ouverture / Fermeture 1er juillet 2023 / — | Longueur 5,5 km                    | Durée 26 min              | Nb. d’arrêts 18              | Matériel Vectio C                                                                                             | Jours de fonctionnement S, D                  | Jour / Soir / Nuit / Fêtes O / N / N / O | Voy. / an —               | Unité de transport Genay (Transdev RAI)      |
| N20   | Desserte : - Villes et lieux desservis : Lyon 9e (Centre de réadaptation fonctionnelle, Lycée Jean Perrin) et Saint-Cyr-au-Mont-d'Or (Maison de convalescence, École nationale supérieure de la police, Église, Mairie, La Poste, Mont Cindre, Maison de la Nature, Mont Thou. - Stations et gares desservies : Gare de Vaise. |                                    |                           |                              | |                                               |                                          |                           |                                              |
| N20   | Autre : - Arrêts non accessibles aux UFR : Bifurcation du Val Rosay, Val Rosay, Hameau des Cèdres, Les Greffières, St-Cyr, Mairie St–Cyr, Mont Cindre, Maison de la Nature et Mont Thou. - Particularités : La ligne fonctionne uniquement le samedi et le dimanche durant les vacances d’été de 9 h 30 à 13 h 55 et de 16 h 0 à 20 h 23 . Elle dessert tous les arrêts de la ligne 20 et les services jusqu’au Mont Cindre étaient déjà assurés les dimanches et jours de fêtes de mai à septembre jusqu’en 2011. - Date de dernière mise à jour : 9 juillet 2023. |                                    |                           |                              | |                                               |                                          |                           |                                              |
| N20   | Dernière actualisation : — |                                    |                           |                              | |                                               |                                          |                           |                                              |
| 21    | Ligne oui · Ligne 21 | Ligne oui · Ligne 21               | Ligne oui · Ligne 21      | Ligne oui · Ligne 21         | Ligne oui · Ligne 21                                                                                          | Ligne oui · Ligne 21                          | Ligne oui · Ligne 21                     | Ligne oui · Ligne 21      | Ligne oui · Ligne 21                         |
| 21    | Gare de Vaise ⥋ Limonest — Cimetière (Saint-Germain — Gare 4 à 8 départs par jour uniquement, en semaine) |                                    |                           |                              | |                                               |                                          |                           |                                              |
| 21    | Ouverture / Fermeture 11 août 1898 / — | Longueur 8,9 (10,3) (18,3/14,5) km | Durée 22 (27) (43/38) min | Nb. d’arrêts 23 (27) (38/33) | Matériel Citelis 12 Urbanway 12 Nissan NV300 / Peugeot Expert III (circulent sur la ligne 21 à partir de 22h) | Jours de fonctionnement L, Ma, Me, J, V, S, D | Jour / Soir / Nuit / Fêtes O / O / N / O | Voy. / an —               | Unité de transport Vaise                     |
| 21    | Desserte : - Villes et lieux desservis : Lyon 9e (quartier de Balmont, musée des sapeurs-pompiers), Champagne-au-Mont-d'Or (église, mairie, La Poste), Limonest (église, mairie, La Poste, gendarmerie, maison de retraite, cimetière) et Chasselay (centre-ville) et Saint-Germain-au-Mont-d'Or (mairie) - Stations et gares desservies : Gare de Vaise. |                                    |                           |                              | |                                               |                                          |                           |                                              |
| 21    | Autre : - Arrêts non accessibles aux UFR : Duchère Av. de Champagne, Champagne Lanessan, Champagne Centre vers Limonest, Champfleury, Champagne Ch. St-Didier, Champagne Ch. du Pavé, Champagne - De Gaulle, La Tuilerie, Dupuy vers Gare de Vaise, Échangeur Sans Souci, L'Époux, Rue des Vergers vers Gare de Vaise, Allée des Hêtres, Limonest Le Puy d'Or, Les Balmones vers Gare de Vaise, Limonest Centre, Limonest Maison de Retraite, Belle Croix, Limonest Cimetière, Chamagnieu, Montfort, Montluzin, Lassausaie, Chasselay, Chasselay Chalay, St-Germain Pain Béni, St-Germain Mairie, Maintenue, St-Germain Cité et St-Germain Gare'. - Particularités : La ligne fonctionne du lundi au jeudi de 5 h 5 à 22 h, les samedis et vendredis jusqu'à 0 h et les dimanches et fêtes à partir de 7 h 21. La desserte de Chasselay et de Saint-Germain-au-Mont-d'Or est assurée du lundi au vendredi de 6 h 43 à 19 h 57, le samedi de 7 h 11 à 19 h 38 et le dimanche jusqu'à Chasselay uniquement de 9 h 25 à 19 h 25 aux heures de pointe avec 4 à 8 départs par jour et par sens. La desserte de l'Échangeur Sans Souci et de Techlid est assurée du lundi au vendredi aux heures de pointe uniquement, sur les services en terminus à Chasselay. Les départs supplémentaires assurés les vendredis et samedis soir sont effectués en Viano par les Taxis Dubouchet. - Particularités : La ligne 21 effectue désormais 4 trajets aller-retour jusqu’à St-Germain Gare les samedis et dimanches. Jusqu’ici, la ligne effectuait son terminus à Chasselay les week-ends. - Date de dernière mise à jour : 2 janvier 2020. |                                    |                           |                              | |                                               |                                          |                           |                                              |
| 21    | Dernière actualisation : — |                                    |                           |                              | |                                               |                                          |                           |                                              |
| 22    | Ligne oui · Ligne 22 | Ligne oui · Ligne 22               | Ligne oui · Ligne 22      | Ligne oui · Ligne 22         | Ligne oui · Ligne 22                                                                                          | Ligne oui · Ligne 22                          | Ligne oui · Ligne 22                     | Ligne oui · Ligne 22      | Ligne oui · Ligne 22                         |
| 22    | Gare de Vaise ⥋ Saint-Fortunat |                                    |                           |                              | |                                               |                                          |                           |                                              |
| 22    | Ouverture / Fermeture 13 novembre 1909 / — | Longueur 6,2 km                    | Durée 18 min              | Nb. d’arrêts 17              | Matériel Citelis 12 Urbanway 12                                                                               | Jours de fonctionnement L, Ma, Me, J, V, S, D | Jour / Soir / Nuit / Fêtes O / N / N / O | Voy. / an —               | Unité de transport Vaise                     |
| 22    | Desserte : - Villes et lieux desservis : Lyon 9e et Saint-Didier-au-Mont-d'Or (Église, Écoles, La Poste, Mairie) - Stations et gares desservies : Gare de Vaise. |                                    |                           |                              | |                                               |                                          |                           |                                              |
| 22    | Autre : - Arrêts non accessibles aux UFR : La Voûte, Bifurcation du Rosay, La Remillotte, Les Tilleuls, Crécy, L'Oiselet, La Fucharnière, Le Colin, St-Didier Écoles, Le Méruzin vers St-Fortunat, Chantemerle, Chemin du Chêne et St-Fortunat. - Particularités : La ligne fonctionne du lundi au samedi de 4 h 55 à 21 h 5 et les dimanches et fêtes à partir de 6 h 25. Ensuite, c'est la ligne qui assure la desserte. - Date de dernière mise à jour : 17 juin 2017. |                                    |                           |                              | |                                               |                                          |                           |                                              |
| 22    | Dernière actualisation : — |                                    |                           |                              | |                                               |                                          |                           |                                              |
| 23    | Ligne oui · Ligne 23 | Ligne oui · Ligne 23               | Ligne oui · Ligne 23      | Ligne oui · Ligne 23         | Ligne oui · Ligne 23                                                                                          | Ligne oui · Ligne 23                          | Ligne oui · Ligne 23                     | Ligne oui · Ligne 23      | Ligne oui · Ligne 23                         |
| 23    | Gare de Vaise ⥋ Rocade des Monts d'Or |                                    |                           |                              | |                                               |                                          |                           |                                              |
| 23    | Ouverture / Fermeture 29 août 2011 / — | Longueur 8,3 km                    | Durée 19 min              | Nb. d’arrêts 19              | Matériel GX127 GX137                                                                                          | Jours de fonctionnement L, Ma, Me, J, V       | Jour / Soir / Nuit / Fêtes O / N / N / N | Voy. / an —               | Unité de transport Rillieux (Keolis Planche) |
| 23    | Desserte : - Villes et lieux desservis : Lyon 9e et Saint-Didier-au-Mont-d'Or (Centre de réadaptation fonctionnelle, Parc de Crécy, Église, Écoles, La Poste, Mairie) - Stations et gares desservies : Gare de Vaise. |                                    |                           |                              | |                                               |                                          |                           |                                              |
| 23    | Autre : - Arrêts non accessibles aux UFR : La Voûte, Val Rosay, Centre Val Rosay, Moulin d'Arche, Chemin de Crécy, L'Oiselet, La Fucharnière, Le Colin, St-Didier Écoles, Paul Chevrel vers Rocade des Mt-d'Or, Le Monteillier et La Ferlatière. - Particularités : La ligne fonctionne du lundi au vendredi de 6 h 45 à 20 h 15. - Date de dernière mise à jour : 14 août 2022. |                                    |                           |                              | |                                               |                                          |                           |                                              |
| 23    | Dernière actualisation : — |                                    |                           |                              | |                                               |                                          |                           |                                              |
| 24    | Ligne oui · Ligne 24 | Ligne oui · Ligne 24               | Ligne oui · Ligne 24      | Ligne oui · Ligne 24         | Ligne oui · Ligne 24                                                                                          | Ligne oui · Ligne 24                          | Ligne oui · Ligne 24                     | Ligne oui · Ligne 24      | Ligne oui · Ligne 24                         |
| 24    | Grange Blanche ⥋ Sept Chemins |                                    |                           |                              | |                                               |                                          |                           |                                              |
| 24    | Ouverture / Fermeture 16 avril 1889 / — | Longueur 8 km                      | Durée 33 min              | Nb. d’arrêts 30              | Matériel Urbanway 12                                                                                          | Jours de fonctionnement L, Ma, Me, J, V, S, D | Jour / Soir / Nuit / Fêtes O / N / N / O | Voy. / an —               | Unité de transport Les Pins                  |
| 24    | Desserte : - Villes et lieux desservis : Lyon 8e (Hôpital Édouard-Herriot, École Rockefeller, Faculté de Médecine, Centre Léon-Bérard, Fondation Richard, Grande Mosquée) et Bron (Église ND de Lourdes, Collège Théodore Monod, Collège Pasteur, Médiathèque, Hôtel de ville, La Poste, Église St-Denis, Cimetière, Lycée JP Sartre, Collèges Joliot Curie et Lamartine, Centre commercial) - Stations et gares desservies : Grange Blanche, Bron - Hôtel de Ville (T2 et T5) et De Tassigny - Curial (T5). |                                    |                           |                              | |                                               |                                          |                           |                                              |
| 24    | Autre : - Arrêts non accessibles aux UFR : A. Paré - Laennec, Pinel-Laennec vers Grange Blanche, Bernard Vallot, Les Essarts, Bron Libération vers Sept Chemins, Bron Jean Jaurès, Bron Salengro, Bron - Hôtel de ville, Bron Jules Mas vers Grange Blanche, De Tassigny - Curial, Marne Montferrat vers grange Blanche, Marne Pagère, Batterie et La Pagère - Les Brosses vers Grange Blanche. - Particularités : La ligne fonctionne du lundi au vendredi de 4 h 55 à 21 h 10, le samedi à partir de 5 h et les dimanches et fêtes à partir de 6 h 30. - Date de dernière mise à jour : 28 décembre 2017. |                                    |                           |                              | |                                               |                                          |                           |                                              |
| 24    | Dernière actualisation : — |                                    |                           |                              | |                                               |                                          |                           |                                              |
| 25    | Ligne oui · Ligne 25 | Ligne oui · Ligne 25               | Ligne oui · Ligne 25      | Ligne oui · Ligne 25         | Ligne oui · Ligne 25                                                                                          | Ligne oui · Ligne 25                          | Ligne oui · Ligne 25                     | Ligne oui · Ligne 25      | Ligne oui · Ligne 25                         |
| 25    | Gare Part-Dieu - Vivier Merle ⥋ Sept Chemins |                                    |                           |                              | |                                               |                                          |                           |                                              |
| 25    | Ouverture / Fermeture 29 février 1896 / — | Longueur 7 km                      | Durée 32 min              | Nb. d’arrêts 22              | Matériel Urbanway 12                                                                                          | Jours de fonctionnement L, Ma, Me, J, V, S, D | Jour / Soir / Nuit / Fêtes O / N / N / O | Voy. / an —               | Unité de transport Les Pins                  |
| 25    | Desserte : - Villes et lieux desservis : Lyon 3e (Centre commercial régional de La Part-Dieu, CAF, Lycée Charles de Foucauld, Collège Molière, Église ND de Bon Secours, Collège Pierre Termier) et Bron (Stade, Lycée de l'automobile, APF, Gendarmerie, Collèges Joliot Curie et Lamartine, Centre commercial) - Stations et gares desservies : Gare Part-Dieu - Vivier Merle et Dauphiné - Lacassagne (T3). |                                    |                           |                              | |                                               |                                          |                           |                                              |
| 25    | Autre : - Arrêts non accessibles aux UFR : Rouget de l'Isle et Domrémy - Lacassagne vers Sept Chemins, Feuillat - Lacassagne, Place Henri, Charles Richard vers Sept Chemins, Cyprian - Genas, Lycée Automobile vers Sept Chemins, Monge et La Pagère - Les Brosses vers Part-Dieu. - Particularités : La ligne fonctionne du lundi au samedi de 5 h à 21 h et les dimanches et fêtes à partir de 7 h. - Date de dernière mise à jour : 4 juillet 2018. |                                    |                           |                              | |                                               |                                          |                           |                                              |
| 25    | Dernière actualisation : — |                                    |                           |                              | |                                               |                                          |                           |                                              |
| 26    | Ligne oui · Ligne 26 | Ligne oui · Ligne 26               | Ligne oui · Ligne 26      | Ligne oui · Ligne 26         | Ligne oui · Ligne 26                                                                                          | Ligne oui · Ligne 26                          | Ligne oui · Ligne 26                     | Ligne oui · Ligne 26      | Ligne oui · Ligne 26                         |
| 26    | Lycée Lumière ⥋ Manissieux — Pierre Blanche |                                    |                           |                              | |                                               |                                          |                           |                                              |
| 26    | Ouverture / Fermeture 1er septembre 2003 / — | Longueur 16 km                     | Durée 44 min              | Nb. d’arrêts 33              | Matériel Urbanway 12 Citelis 18 (occasionnellement)                                                           | Jours de fonctionnement L, Ma, Me, J, V, S, D | Jour / Soir / Nuit / Fêtes O / N / N / O | Voy. / an —               | Unité de transport Les Pins                  |
| 26    | Desserte : - Villes et lieux desservis : Lyon 8e (Lycée Lumière, Piscine, Lycée Jean Lurçat, Nouveau Théâtre du 8e, Musée urbain Tony-Garnier, Centre international de séjour de Lyon), Vénissieux (Parc de Parilly), Bron (Lycée du Bâtiment, Piscine, Cente commercial, Cité de l'enfance, IDEF, Parc de Parilly, Cimetière communautaire, IUT Lumière, Université Lumière Lyon II, Centre commercial, Parc d'activités St-Exupéry) et Saint-Priest (Stade, Centre de permis de conduire, Zone industrielle Mi-Plaine) - Stations et gares desservies : Lycée Lumière (T4), États-Unis - Musée Tony Garnier (T4), Professeur Beauvisage - C.I.S.L. (T4), États-Unis - Viviani (T4), Parilly et Mermoz - Pinel. |                                    |                           |                              | |                                               |                                          |                           |                                              |
| 26    | Autre : - Arrêts non accessibles aux UFR : Cambon, Parilly vers Lycée Lumière, Mont-Blanc, Général Frère, Roger Salengro, Cité de l'enfance - IDEF, Cimetière communautaire, Échageur Porte des Alpes, Colonel Chambonnet, École de Santé, Normandie-Niémen vers Manissieux, Mi-Plaine Pélossier, La Grande Plaine, Herbepin, Croizat - Rocade, RN6 - Ambroise Paré, Manisieux Place Balzac, Manisieux Clemenceau et Le Capot. - Particularités : La ligne fonctionne du lundi au samedi de 5 h 30 à 21 h et les dimanches et fêtes à partir de 8 h 30. - Date de dernière mise à jour : 16 décembre 2019. |                                    |                           |                              | |                                               |                                          |                           |                                              |
| 26    | Dernière actualisation : — |                                    |                           |                              | |                                               |                                          |                           |                                              |
| 27    | Ligne oui · Ligne 27 | Ligne oui · Ligne 27               | Ligne oui · Ligne 27      | Ligne oui · Ligne 27         | Ligne oui · Ligne 27                                                                                          | Ligne oui · Ligne 27                          | Ligne oui · Ligne 27                     | Ligne oui · Ligne 27      | Ligne oui · Ligne 27                         |
| 27    | Vieux Lyon ⥋ Villeurbanne — Centre |                                    |                           |                              | |                                               |                                          |                           |                                              |
| 27    | Ouverture / Fermeture 11 novembre 1899 / — | Longueur 7,5 km                    | Durée 37 min              | Nb. d’arrêts 22              | Matériel Urbanway 12 GX137 Citelis 12                                                                         | Jours de fonctionnement L, Ma, Me, J, V, S    | Jour / Soir / Nuit / Fêtes O / N / N / N | Voy. / an —               | Unité de transport Nord                      |
| 27    | Desserte : - Villes et lieux desservis : Lyon 5e (Vieux Lyon, Primatiale Saint-Jean de Lyon, Palais de Justice, Mairie Annexe du 5e), Lyon 2e (Collège-Lycée Ampère, Consulat des États-Unis, Musée de l'Imprimerie), Lyon 3e et Lyon 6e (Consulat de Roumanie, Lycées É. Herriot et J. de Lestonnac, Consulat de Suède, Consulat du Canada, Externat La Trinité, Collège Vendôme, Consulat de Tunisie, Consulat du Nicaragua, Consulat de Grèce, Collège Fénelon, Consulat d'Allemagne, Lycée du Parc, Parc de la Tête d'Or, Théâtre Tête d'Or, Chambre des Métiers, Consulat du Japon, Consulat d'Islande, Consulat de Suisse) et Villeurbanne (Hôpital des Charpennes, Collège Bellecombe, Patinoire Baraban, Institut d'art contemporain, Église Ste-Thérèse, TNP, Hôtel de Ville, École Nationale de Musique). - Stations et gares desservies : Vieux Lyon - Cathédrale Saint-Jean depuis l'arrêt Vieux Lyon, Cordeliers, Foch, Charpennes - Charles Hernu et Collège Bellecombe (T1 et T4). |                                    |                           |                              | |                                               |                                          |                           |                                              |
| 27    | Autre : - Arrêts non accessibles aux UFR : Pont Bonaparte vers Vieux Lyon. - Particularités : La ligne fonctionne du lundi au samedi de 6 h à 20 h 40. - Modifications du 23 Juin 2025 : Dans le cadre du projet "Presqu'île à vivre", l'itinéraire de la ligne est modifié et dessert désormais les arrêts Terrasses Presqu'île, Passerelle Palais de Justice et Pont Bonaparte, tandis que les arrêts Pont Wilson, Pont Guillotière RD, Bellecour A. Poncet, Bellecour Le Viste et Bellecour Chambonnet sont supprimés. A cette date également, la ligne voit sa fréquence passer d'un passage toutes les 25 minutes à un passage toutes les 20 minutes. |                                    |                           |                              | |                                               |                                          |                           |                                              |
| 27    | Dernière actualisation : 25 juin 2025 |                                    |                           |                              | |                                               |                                          |                           |                                              |
| 28    | Ligne oui · Ligne 28 | Ligne oui · Ligne 28               | Ligne oui · Ligne 28      | Ligne oui · Ligne 28         | Ligne oui · Ligne 28                                                                                          | Ligne oui · Ligne 28                          | Ligne oui · Ligne 28                     | Ligne oui · Ligne 28      | Ligne oui · Ligne 28                         |
| 28    | Vaulx-en-Velin - La Soie ⥋ Meyzieu Z.I. |                                    |                           |                              | |                                               |                                          |                           |                                              |
| 28    | Ouverture / Fermeture 31 août 2015 / — | Longueur 15,6 km                   | Durée 27 min              | Nb. d’arrêts 25              | Matériel Crossway LE GNV                                                                                      | Jours de fonctionnement L, Ma, Me, J, V, S, D | Jour / Soir / Nuit / Fêtes O / N / N / O | Voy. / an —               | Unité de transport Genas (Berthelet)         |
| 28    | Desserte : - Villes et lieux desservis : Vaulx-en-Velin (Centre commercial Les Sept chemins), Bron, Chassieu (Gendarmerie, La Poste), Genas (Place de la république, Centre Culturel, Parc Réaux, Bourg, Médiathèque, Mairie, Collège Louis Leprince-Ringuet, Salle polyvalente, Place Jean Jaurès, Collège Jeanne d'Arc), Meyzieu (Zone industrielle) - Stations et gares desservies : Vaulx-en-Velin - La Soie et Meyzieu Z.I. (T3 et Rhônexpress). |                                    |                           |                              | |                                               |                                          |                           |                                              |
| 28    | Autre : - Arrêts non accessibles aux UFR : Marius Grosso, Roosevelt Centre commercial, Sept Chemins, Cité Ribaud, Les Pyes, Chassieu Place, Chassieu Les Grandes Terres, Rond-Point de l'Épine, Sous Genas, Les Troënnes, Genas Place République, Danton - République, République - Réaux, Salle Polyvalente, Zéphyrs, Massard, Genas La Grande Plaine, La Boutasse, Pensionnat, Genas Place Jean Jaurès, Lamartine, Mermoz, Meyzieu Avenue de Crottay, Meyzieu ZI. - Particularités : La ligne fonctionne du lundi au samedi de 5 h 30 à 21 h 51 et les dimanches et fêtes de 8 h à 19 h. - Date de dernière mise à jour : 22 septembre 2019. |                                    |                           |                              | |                                               |                                          |                           |                                              |
| 28    | Dernière actualisation : — |                                    |                           |                              | |                                               |                                          |                           |                                              |
| 29    | Ligne oui · Ligne 29 | Ligne oui · Ligne 29               | Ligne oui · Ligne 29      | Ligne oui · Ligne 29         | Ligne oui · Ligne 29                                                                                          | Ligne oui · Ligne 29                          | Ligne oui · Ligne 29                     | Ligne oui · Ligne 29      | Ligne oui · Ligne 29                         |
| 29    | RN6 — Ambroise Paré ⥋ Meyzieu Z.I. |                                    |                           |                              | |                                               |                                          |                           |                                              |
| 29    | Ouverture / Fermeture 31 août 2015 / — | Longueur 10,7 km                   | Durée 23 min              | Nb. d’arrêts 14              | Matériel Sprinter                                                                                             | Jours de fonctionnement L, Ma, Me, J, V       | Jour / Soir / Nuit / Fêtes O / N / N / O | Voy. / an —               | Unité de transport Genas (Berthelet)         |
| 29    | Desserte : - Villes et lieux desservis : Saint-Priest (Zone industrielle Mi-Plaine), Genas (Zone industrielle Mi-Plaine, Place du Vercors, Collège Louis Leprince-Ringuet, Salle polyvalente, Collège Jeanne d'Arc) et Meyzieu (Zone industrielle). - Stations et gares desservies : Meyzieu Z.I. (T3 et Rhônexpress). |                                    |                           |                              | |                                               |                                          |                           |                                              |
| 29    | Autre : - Arrêts non accessibles aux UFR : Tous. - Particularités : La ligne fonctionne du lundi au vendredi de 7 h 1 à 18 h 20 - Date de dernière mise à jour : 28 décembre 2017. |                                    |                           |                              | |                                               |                                          |                           |                                              |
| 29    | Dernière actualisation : — |                                    |                           |                              | |                                               |                                          |                           |                                              |

### Lignes 30 à 39
| Ligne | Caractéristiques | Caractéristiques                                              | Caractéristiques                                              | Caractéristiques                                              | Caractéristiques                                                   | Caractéristiques                                              | Caractéristiques                                              | Caractéristiques                                              | Caractéristiques                                              |
| 30    | Ligne oui · Ligne 30 | Ligne oui · Ligne 30                                          | Ligne oui · Ligne 30                                          | Ligne oui · Ligne 30                                          | Ligne oui · Ligne 30                                               | Ligne oui · Ligne 30                                          | Ligne oui · Ligne 30                                          | Ligne oui · Ligne 30                                          | Ligne oui · Ligne 30                                          |
| 30    | Saint-Priest — Jules Ferry ⥋ Saint-Pierre-de-Chandieu — Rajat | Saint-Priest — Jules Ferry ⥋ Saint-Pierre-de-Chandieu — Rajat | Saint-Priest — Jules Ferry ⥋ Saint-Pierre-de-Chandieu — Rajat | Saint-Priest — Jules Ferry ⥋ Saint-Pierre-de-Chandieu — Rajat | Saint-Priest — Jules Ferry ⥋ Saint-Pierre-de-Chandieu — Rajat      | Saint-Priest — Jules Ferry ⥋ Saint-Pierre-de-Chandieu — Rajat | Saint-Priest — Jules Ferry ⥋ Saint-Pierre-de-Chandieu — Rajat | Saint-Priest — Jules Ferry ⥋ Saint-Pierre-de-Chandieu — Rajat | Saint-Priest — Jules Ferry ⥋ Saint-Pierre-de-Chandieu — Rajat |
| ----- | --- | ------------------------------------------------------------- | ------------------------------------------------------------- | ------------------------------------------------------------- | ------------------------------------------------------------------ | ------------------------------------------------------------- | ------------------------------------------------------------- | ------------------------------------------------------------- | ------------------------------------------------------------- |
| 30    | Ouverture / Fermeture 2 septembre 2019 / — | Longueur —                                                    | Durée 30 min                                                  | Nb. d’arrêts 20                                               | Matériel Crafter                                                   | Jours de fonctionnement L, Ma, Me, J, V                       | Jour / Soir / Nuit / Fêtes O / N / N / N                      | Voy. / an —                                                   | Unité de transport Genas (Berthelet)                          |
| 30    | Desserte : - Villes et lieux desservis : Saint-Priest (Cimetière, Zone d'activités de Pesselière), Toussieu (Mairie, Église) et Saint-Pierre-de-Chandieu (Collège, Mairie, Grande Rue) - Stations et gares desservies : Saint-Priest - Jules Ferry (T2). |                                                               |                                                               |                                                               |                                                                    |                                                               |                                                               |                                                               |                                                               |
| 30    | Autre : - Arrêts non accessibles aux UFR : Tous. - Particularités : La ligne fonctionne du lundi au vendredi de 6 h 5 à 9 h et de 15 h 27 à 19 h. - Modification du 2 septembre 2019 : La nouvelle ligne complémentaire 30 remplace la ligne R5 et assure le même trajet et dessert la zone industrielle Ampère. - Date de dernière mise à jour : 25 juillet 2019. |                                                               |                                                               |                                                               |                                                                    |                                                               |                                                               |                                                               |                                                               |

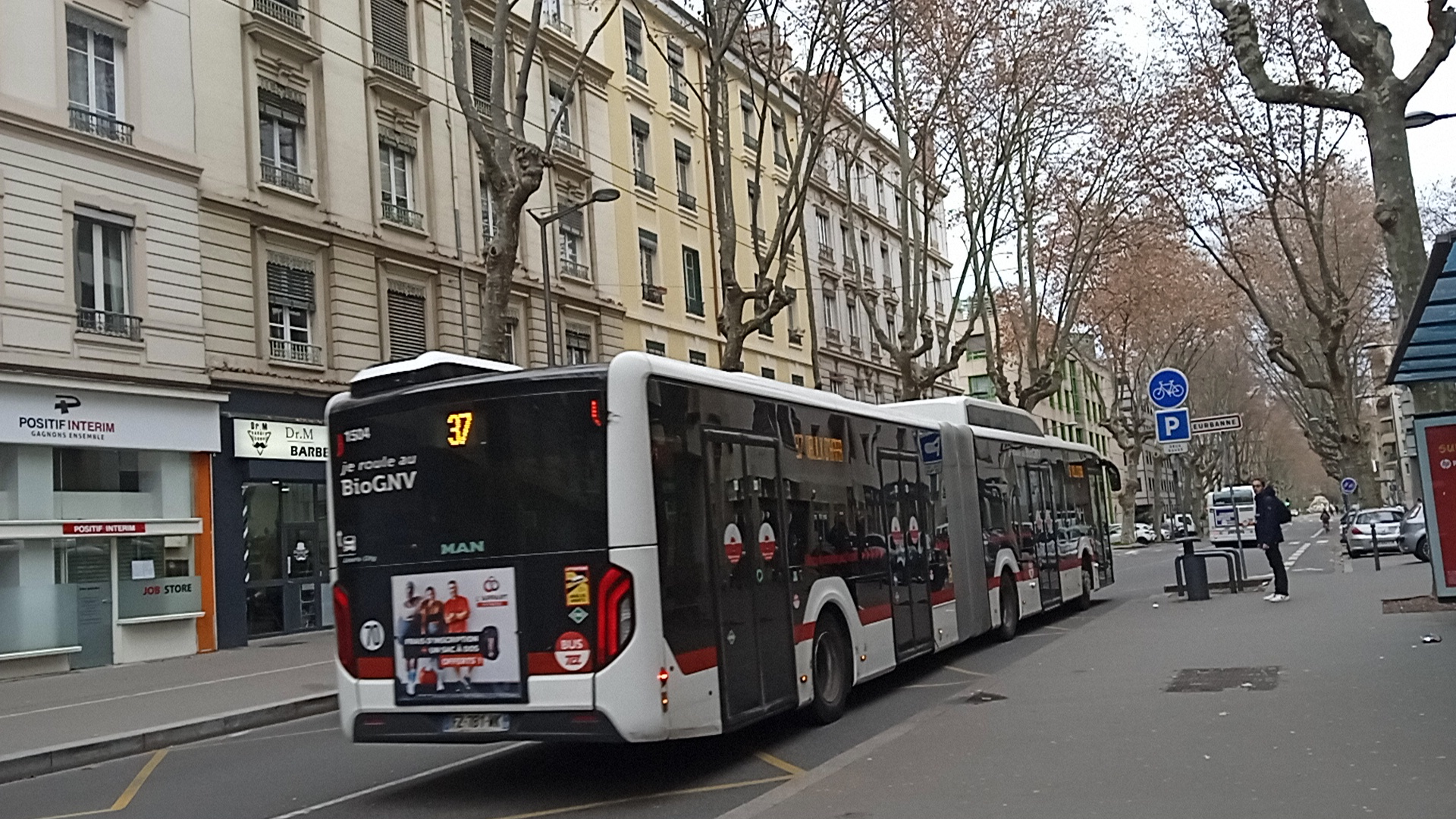
Un 1504 MAN NLC 18 G sur la ligne 37 à Charpennes.

| 30    | Dernière actualisation : — |                                                               |                                                               |                                                               |                                                                    |                                                               |                                                               |                                                               |                                                               |
| 31    | Ligne oui · Ligne 31 | Ligne oui · Ligne 31                                          | Ligne oui · Ligne 31                                          | Ligne oui · Ligne 31                                          | Ligne oui · Ligne 31                                               | Ligne oui · Ligne 31                                          | Ligne oui · Ligne 31                                          | Ligne oui · Ligne 31                                          | Ligne oui · Ligne 31                                          |
| 31    | Perrache (Gare de Vaise Un bus sur deux en semaine en heures de pointe et en soirée) ⥋ Cité Édouard Herriot |                                                               |                                                               |                                                               |                                                                    |                                                               |                                                               |                                                               |                                                               |
| 31    | Ouverture / Fermeture 7 avril 1912 / — | Longueur 10,5 (5,3) km                                        | Durée 34 (13) min                                             | Nb. d’arrêts 41 (14)                                          | Matériel Urbanway 12 Citelis 18 / Urbanway 18 (Services scolaires) | Jours de fonctionnement L, Ma, Me, J, V, S, D                 | Jour / Soir / Nuit / Fêtes O / O / N / O                      | Voy. / an —                                                   | Unité de transport Vaise                                      |
| 31    | Desserte : - Villes et lieux desservis : Lyon 2e (Église Saint-Nizier), Lyon 5e (Église Saint-Georges, Palais de Justice historique, Primatiale Saint-Jean de Lyon, Église Saint-Paul), Lyon 1er (Les Subsistances) et Lyon 9e (Conservatoire de musique de Lyon, Église de l'Annonciation, Mairie du 9e, Théâtre Nouvelle Génération, Stade Boucaud, Clinique Multiplexe, Église St-Camille, Église, Mairie annexe, Île Barbe, Cimetière) - Stations et gares desservies : Perrache, Vieux Lyon - Cathédrale Saint-Jean, Valmy et Gare de Vaise. |                                                               |                                                               |                                                               |                                                                    |                                                               |                                                               |                                                               |                                                               |
| 31    | Autre : - Arrêts non accessibles aux UFR : Perrache, Pont Kitchener R.G. vers Perrache, Pont Kitchener R.D., Romain Rolland, Franklin - Joffre, Sala, Quai Tilsitt, Pont Bonaparte, La Feuillée, St-Vincent, Subsistances, Pont Kœnig R.G, Pont Kœnig R.D. et Pont Mouton vers Cité Édouard Herrot, St-Rambert Les Rivières vers Perrache et Falsan. - Particularités : La ligne fonctionne du lundi au samedi de 5 h 5 à 0 h 15 et les dimanches et fêtes à partir de 6 h. Le tronçon entre Perrache et Gare de Vaise est desservi à raison d'un bus sur deux en heures de pointe du lundi au vendredi et à tous les services en heures creuses et le samedi toute la journée de 5 h 10 à 20 h 50 et les dimanches et fêtes à partir de 6 h. Du lundi au vendredi, le matin entre 7 h et 9 h 30, des services partiels au départ de Gare de Vaise et à destination de Plasson et Chaize sont intercalés entre deux départs réguliers. - Date de dernière mise à jour : 28 décembre 2017. |                                                               |                                                               |                                                               |                                                                    |                                                               |                                                               |                                                               |                                                               |
| 31    | Dernière actualisation : — |                                                               |                                                               |                                                               |                                                                    |                                                               |                                                               |                                                               |                                                               |
| 32    | Ligne oui · Ligne 32 | Ligne oui · Ligne 32                                          | Ligne oui · Ligne 32                                          | Ligne oui · Ligne 32                                          | Ligne oui · Ligne 32                                               | Ligne oui · Ligne 32                                          | Ligne oui · Ligne 32                                          | Ligne oui · Ligne 32                                          | Ligne oui · Ligne 32                                          |
| 32    | Meyzieu Z.I. ⥋ Jons — Hameau de Bianne |                                                               |                                                               |                                                               |                                                                    |                                                               |                                                               |                                                               |                                                               |
| 32    | Ouverture / Fermeture 3 septembre 2018 / — | Longueur 9,6 km                                               | Durée 12 min                                                  | Nb. d’arrêts 9                                                | Matériel Sprinter                                                  | Jours de fonctionnement L, Ma, Me, J, V                       | Jour / Soir / Nuit / Fêtes O / N / N / O                      | Voy. / an —                                                   | Unité de transport Genas (Berthelet)                          |
| 32    | Desserte : - Villes et lieux desservis : Meyzieu (Zone industrielle) et Jons (Zone industrielle du Mariage, La Petite Gare, Mairie, Hameau de Bianne). - Stations et gares desservies : Meyzieu Z.I. (T3 et Rhônexpress). |                                                               |                                                               |                                                               |                                                                    |                                                               |                                                               |                                                               |                                                               |
| 32    | Autre : - Arrêts non accessibles aux UFR : Tous. - Particularités : La ligne fonctionne du lundi au vendredi de 6 h 25 à 18 h 53. - Date de dernière mise à jour : 16 septembre 2018. |                                                               |                                                               |                                                               |                                                                    |                                                               |                                                               |                                                               |                                                               |
| 32    | Dernière actualisation : — |                                                               |                                                               |                                                               |                                                                    |                                                               |                                                               |                                                               |                                                               |
| 33    | Ligne oui · Ligne 33 | Ligne oui · Ligne 33                                          | Ligne oui · Ligne 33                                          | Ligne oui · Ligne 33                                          | Ligne oui · Ligne 33                                               | Ligne oui · Ligne 33                                          | Ligne oui · Ligne 33                                          | Ligne oui · Ligne 33                                          | Ligne oui · Ligne 33                                          |
| 33    | Croix-Rousse ⥋ Rillieux — Les Alagniers |                                                               |                                                               |                                                               |                                                                    |                                                               |                                                               |                                                               |                                                               |
| 33    | Ouverture / Fermeture 21 juillet 1897 / — | Longueur 13,5 km                                              | Durée 48 min                                                  | Nb. d’arrêts 38                                               | Matériel Urbanway 12                                               | Jours de fonctionnement L, Ma, Me, J, V, S, D                 | Jour / Soir / Nuit / Fêtes O / O / N / O                      | Voy. / an —                                                   | Unité de transport Cuire                                      |
| 33    | Desserte : - Villes et lieux desservis : Lyon 4e (Lycée Camille Claudel, Hôpital de la Croix-Rousse), Caluire-et-Cuire (Infirmerie protestante, Dépôt de Cuire, Stade Henri Cochet, Stade Pierre Bourdan, Hôtel de Ville, Maison des Frères des Écoles chrétiennes, Radiant Bellevue, Maison du docteur Dugoujon, Église de l'Immaculée-conception, Cimetière, Collège André Lassagne), Fontaines-sur-Saône (Mairie annexe, Parc du Roy), Sathonay-Camp (Camp militaire, Église, Mairie) et Rillieux-la-Pape (Polyclinique, École de Musique, Église St-Charles, Mairie, Cimetière, Centre commercial, Centre social, Pôle Emploi) - Stations et gares desservies : Croix-Rousse, Hénon, Cuire et Gare de Sathonay-Rillieux. |                                                               |                                                               |                                                               |                                                                    |                                                               |                                                               |                                                               |                                                               |
| 33    | Autre : - Arrêts non accessibles aux UFR : Hôpital Croix-Rousse, Dépôt de Cuire et Jamen Grand vers Croix-Rousse, Caluire - Hôtel de ville - Radiant, Caluire Centre vers Croix-Rousse, Caluire Place de la Bascule, Le Vernay vers Rillieux, Montgay Ampère, Chemin de Montgay, 8 mai Parc du Roy vers Rillieux, Les Bruyères, Camp Militaire, Sathonay Mairie et Sathonay Gare vers Rillieux, Charles de Gaulle et Rillieux Les Alagniers. - Particularités : La ligne fonctionne du lundi au samedi de 4 h 45 à 0 h 35 et les dimanches et fêtes à partir de 5 h 45. - Date de dernière mise à jour : 28 décembre 2017. |                                                               |                                                               |                                                               |                                                                    |                                                               |                                                               |                                                               |                                                               |
| 33    | Dernière actualisation : — |                                                               |                                                               |                                                               |                                                                    |                                                               |                                                               |                                                               |                                                               |
| 34    | Ligne oui · Ligne 34 | Ligne oui · Ligne 34                                          | Ligne oui · Ligne 34                                          | Ligne oui · Ligne 34                                          | Ligne oui · Ligne 34                                               | Ligne oui · Ligne 34                                          | Ligne oui · Ligne 34                                          | Ligne oui · Ligne 34                                          | Ligne oui · Ligne 34                                          |
| 34    | Perrache ⥋ Grange Blanche |                                                               |                                                               |                                                               |                                                                    |                                                               |                                                               |                                                               |                                                               |
| 34    | Ouverture / Fermeture mai 1949 / — | Longueur 9,5 km                                               | Durée 40 min                                                  | Nb. d’arrêts 27                                               | Matériel Urbanway 12                                               | Jours de fonctionnement L, Ma, Me, J, V, S, D                 | Jour / Soir / Nuit / Fêtes O / N / N / O                      | Voy. / an —                                                   | Unité de transport Audibert                                   |
| 34    | Desserte : - Villes et lieux desservis : Lyon 2e, Lyon 7e (Quartier Général-Frère, Lycée Louise Labbé, Foyer APF, Halle Tony Garnier, ENS de Lyon, Collège Gabriel Rossert) et Lyon 8e (Lycée Lumière, Piscine, Lycée Jean Lurçat, Nouveau Théâtre du 8e, Musée urbain Tony-Garnier, Centre international de Séjour de Lyon, Hôpital Édouard-Herriot, École Rockefeller, Faculté de Médecine) - Stations et gares desservies : Perrache, Halle Tony Garnier (T1), ENS Lyon (T1), Debourg, Challemel Lacour - Artillerie (T6), Moulin à Vent (T6), Petite Guille (T6), Lycée Lumière (T4), États-Unis - Musée Tony Garnier (T4), Beauvisage CISL (T4 et T6), Grange Rouge Santy (T6), Mermoz Californie (T6) et Grange Blanche. |                                                               |                                                               |                                                               |                                                                    |                                                               |                                                               |                                                               |                                                               |
| 34    | Autre : - Arrêts non accessibles aux UFR : Perrache, Leclerc - Nadaud, A. Paré - Laennec, Nadaud-Vitriolerie, Fryd - Gerland et Challemel Lacour - Artillerie vers Grange Blanche. - Particularités : La ligne fonctionne du lundi au samedi de 5 h à 22 h 40 et les dimanches et fêtes à partir de 6 h 30. - Modification du 23 novembre 2019 : La nouvelle ligne complémentaire 34 remplace la ligne majeure C22 avec le même trajet et baisse des fréquences. - Date de dernière mise à jour : 2 décembre 2019. |                                                               |                                                               |                                                               |                                                                    |                                                               |                                                               |                                                               |                                                               |
| 34    | Dernière actualisation : — |                                                               |                                                               |                                                               |                                                                    |                                                               |                                                               |                                                               |                                                               |
| 35    | Ligne oui · Ligne 35 | Ligne oui · Ligne 35                                          | Ligne oui · Ligne 35                                          | Ligne oui · Ligne 35                                          | Ligne oui · Ligne 35                                               | Ligne oui · Ligne 35                                          | Ligne oui · Ligne 35                                          | Ligne oui · Ligne 35                                          | Ligne oui · Ligne 35                                          |
| 35    | Bellecour — Antonin Poncet ⥋ Vénissieux — Le Charréard |                                                               |                                                               |                                                               |                                                                    |                                                               |                                                               |                                                               |                                                               |
| 35    | Ouverture / Fermeture 1er février 1949 / — | Longueur 10-11 km                                             | Durée 45 min                                                  | Nb. d’arrêts 26 ou 27                                         | Matériel Urbanway 12                                               | Jours de fonctionnement L, Ma, Me, J, V, S, D                 | Jour / Soir / Nuit / Fêtes O / O / N / O                      | Voy. / an —                                                   | Unité de transport Audibert                                   |
| 35    | Desserte : - Villes et lieux desservis : Lyon 2e, Lyon 7e (Université Lumière Lyon II, Hôpital Saint-Joseph, Piscine du Rhône, Mairie du 7e, CROUS), Lyon 8e (Église St-Vincent-de-Paul) et Vénissieux (Mairie annexe, Collège H. de Balzac, Stade Albalate, Parc club Moulin à vent, Dépôt SNCF, Lycées Séguin et Sembat, Centre commercial, Lycée H. Boucher, Stade L. Guérin) - Stations et gares desservies : Bellecour, Rue de l'Université (T1), Jean Macé, Route de Vienne (T2), Garibaldi - Berthelot (T2), Joliot Curie - Marcel Sembat (T4), La Borelle (T4), Gare de Vénissieux et Croizat - Paul Bert (T4). |                                                               |                                                               |                                                               |                                                                    |                                                               |                                                               |                                                               |                                                               |
| 35    | Autre : - Arrêts non accessibles aux UFR : Bellecour Charité, Pont de l'Université, Centre nautique Tony Betrand, Lamothe Madeleine, Audibert Lavirotte, Petite Guille, Tâche Velin, Croizat - Paul Bert vers Bellecour et Vénissieux S. Allende. - Particularités : La ligne fonctionne du lundi au samedi de 4 h 55 à 0 h et les dimanches et fêtes à partir de 6 h 25. - Date de dernière mise à jour : 2 juin 2025. |                                                               |                                                               |                                                               |                                                                    |                                                               |                                                               |                                                               |                                                               |
| 35    | Dernière actualisation : — |                                                               |                                                               |                                                               |                                                                    |                                                               |                                                               |                                                               |                                                               |
| 37    | Ligne oui · Ligne 37 | Ligne oui · Ligne 37                                          | Ligne oui · Ligne 37                                          | Ligne oui · Ligne 37                                          | Ligne oui · Ligne 37                                               | Ligne oui · Ligne 37                                          | Ligne oui · Ligne 37                                          | Ligne oui · Ligne 37                                          | Ligne oui · Ligne 37                                          |
| 37    | Charpennes - Charles Hernu ⥋ Vaulx-en-Velin — O'Hara |                                                               |                                                               |                                                               |                                                                    |                                                               |                                                               |                                                               |                                                               |
| 37    | Ouverture / Fermeture 2 janvier 1961 / — | Longueur 6,7 km                                               | Durée 18 min                                                  | Nb. d’arrêts 20 ou 21                                         | Matériel Man Lion's City 18 GNV Urbanway 18 GNV                    | Jours de fonctionnement L, Ma, Me, J, V, S, D                 | Jour / Soir / Nuit / Fêtes O / O / N / N                      | Voy. / an —                                                   | Unité de transport La Soie                                    |
| 37    | Desserte : - Villes et lieux desservis : Lyon 6e, Villeurbanne (Hôpital des Charpennes, Église Ste-Madeleine, Collège des Charpennes, Collège Jean Macé, Centre culturel Œcuménique, Église Sainte-Famille, Stade Matéo, Gendarmerie, Stade Firmin) et Vaulx-en-Velin (Centre commercial, Collège Henri Barbusse, Parc Elsa Triolet) - Stations et gares desservies : Charpennes - Charles Hernu. |                                                               |                                                               |                                                               |                                                                    |                                                               |                                                               |                                                               |                                                               |
| 37    | Autre : - Arrêts non accessibles aux UFR : André Phillip, Desgrand vers Vaulx, Mas du Taureau, Vaulx Place Boissier, Vaulx Pasteur et Vaulx Marcel Cachin. - Particularités : La ligne fonctionne du lundi au samedi de 4 h 50 à 23 h 13 et les dimanches et fêtes à partir de 6 h 50. - Date de dernière mise à jour : 5 août 2022. |                                                               |                                                               |                                                               |                                                                    |                                                               |                                                               |                                                               |                                                               |
| 37    | Dernière actualisation : — |                                                               |                                                               |                                                               |                                                                    |                                                               |                                                               |                                                               |                                                               |
| 38    | Ligne oui · Ligne 38 | Ligne oui · Ligne 38                                          | Ligne oui · Ligne 38                                          | Ligne oui · Ligne 38                                          | Ligne oui · Ligne 38                                               | Ligne oui · Ligne 38                                          | Ligne oui · Ligne 38                                          | Ligne oui · Ligne 38                                          | Ligne oui · Ligne 38                                          |
| 38    | Gare Part-Dieu - Vivier Merle ⥋ Caluire — Place de la Bascule |                                                               |                                                               |                                                               |                                                                    |                                                               |                                                               |                                                               |                                                               |
| 38    | Ouverture / Fermeture 14 septembre 1959 / — | Longueur 7,6 km                                               | Durée 28 min                                                  | Nb. d’arrêts 24                                               | Matériel Urbanway 12                                               | Jours de fonctionnement L, Ma, Me, J, V, S, D                 | Jour / Soir / Nuit / Fêtes O / O / N / O                      | Voy. / an —                                                   | Unité de transport Cuire                                      |
| 38    | Desserte : - Villes et lieux desservis : Lyon 3e (Centre commercial régional de La Part-Dieu), Lyon 6e (Auditorium Maurice-Ravel, Mairie du 6e, Église St-Nom-de-Jésus, Lycée Desborde, Parc de la Tête d'Or, Musée d'histoire naturelle - Guimet, Consulats d'Allemagne et d'Italie), Lyon 4e (Consulat de Monaco, Hôpital de la Croix-Rousse, Théâtre de la Croix-Rousse, Centre Lyvet) et Caluire-et-Cuire (Infirmerie protestante, Dépôt de Cuire, Stade Henri Cochet, Stade Pierre Bourdan, Hôtel de Ville, Maison des Frères des Écoles chrétiennes, Radiant Bellevue, Maison du docteur Dugoujon, Église de l'Immaculée-conception, Cimetière) - Stations et gares desservies : Gare Part-Dieu - Vivier Merle, Part-Dieu Servient (T1), Masséna et Cuire. |                                                               |                                                               |                                                               |                                                                    |                                                               |                                                               |                                                               |                                                               |
| 38    | Autre : - Arrêts non accessibles aux UFR : Garibaldi - Tronchet, Bugeaud, Montée de la boucle vers Part-Dieu, Mailly, Hôpital Croix-Rousse vers Caluire, Dépôt de Cuire et Jamen Grand vers Part-Dieu, Caluire - Hôtel de ville - Radiant, Caluire Centre vers Part-Dieu et Caluire Place de la Bascule. - Particularités : La ligne fonctionne du lundi au samedi de 5 h à 22 h 30 et les dimanches et fêtes à partir de 6 h 30. - Date de dernière mise à jour : 3 juin 2015. |                                                               |                                                               |                                                               |                                                                    |                                                               |                                                               |                                                               |                                                               |
| 38    | Dernière actualisation : — |                                                               |                                                               |                                                               |                                                                    |                                                               |                                                               |                                                               |                                                               |
| 39    | Ligne oui · Ligne 39 | Ligne oui · Ligne 39                                          | Ligne oui · Ligne 39                                          | Ligne oui · Ligne 39                                          | Ligne oui · Ligne 39                                               | Ligne oui · Ligne 39                                          | Ligne oui · Ligne 39                                          | Ligne oui · Ligne 39                                          | Ligne oui · Ligne 39                                          |
| 39    | Parc de Parilly ⥋ Solaize — Mairie |                                                               |                                                               |                                                               |                                                                    |                                                               |                                                               |                                                               |                                                               |
| 39    | Ouverture / Fermeture 1er septembre 2003 / — | Longueur 12,8 km                                              | Durée 33 min                                                  | Nb. d’arrêts 29 (30)                                          | Matériel Urbanway 12                                               | Jours de fonctionnement L, Ma, Me, J, V, S, D                 | Jour / Soir / Nuit / Fêtes O / N / N / O                      | Voy. / an —                                                   | Unité de transport Audibert                                   |
| 39    | Desserte : - Villes et lieux desservis : Vénissieux (Parc de Parilly, Stade du Rhône, Lycée Hélène Boucher, Mairie, Collège Louis Aragon, AFPA, Nouveau cimetière, Collège Jules Michelet, Gymnase Alain Colas), Feyzin (Centre Léonard de Vinci, Mairie, Collège F. Mistral, Cimetière, Église) et Solaize (Mairie, Borne milliaire) - Stations et gares desservies : Parilly, Gare de Vénissieux, Croizat - Paul Bert (T4) et Gare de Feyzin. |                                                               |                                                               |                                                               |                                                                    |                                                               |                                                               |                                                               |                                                               |
| 39    | Autre : - Arrêts non accessibles aux UFR : Parilly, Thioley, Pagnol, Jodino - AFPA, Nouveau Cimetière Vénissieux, Feyzin Oasis vers Parilly, Les Roussettes, La Garenne vers Solaize, Bellecombe, Chantabeau, La Croix de Solaize, Solaize Croix Rouge et Le Relais. - Particularités : La ligne fonctionne du lundi au samedi de 6 h à 21 h et les dimanches et fêtes de 11 h 35 à 19 h 20. Du lundi au samedi, certains services en heures de pointe circulent uniquement entre Bellecombe et Solaize Mairie. - Date de dernière mise à jour : 14 août 2019. |                                                               |                                                               |                                                               |                                                                    |                                                               |                                                               |                                                               |                                                               |
| 39    | Dernière actualisation : — |                                                               |                                                               |                                                               |                                                                    |                                                               |                                                               |                                                               |                                                               |

### Lignes 40 à 49
| Ligne | Caractéristiques | Caractéristiques                  | Caractéristiques                  | Caractéristiques                  | Caractéristiques                                             | Caractéristiques                              | Caractéristiques                         | Caractéristiques                  | Caractéristiques                          |
| 40    | Ligne oui · Ligne 40 | Ligne oui · Ligne 40              | Ligne oui · Ligne 40              | Ligne oui · Ligne 40              | Ligne oui · Ligne 40                                         | Ligne oui · Ligne 40                          | Ligne oui · Ligne 40                     | Ligne oui · Ligne 40              | Ligne oui · Ligne 40                      |
| 40    | Bellecour — St-Exupéry ⥋ Neuville | Bellecour — St-Exupéry ⥋ Neuville | Bellecour — St-Exupéry ⥋ Neuville | Bellecour — St-Exupéry ⥋ Neuville | Bellecour — St-Exupéry ⥋ Neuville                            | Bellecour — St-Exupéry ⥋ Neuville             | Bellecour — St-Exupéry ⥋ Neuville        | Bellecour — St-Exupéry ⥋ Neuville | Bellecour — St-Exupéry ⥋ Neuville         |
| ----- | --- | --------------------------------- | --------------------------------- | --------------------------------- | ------------------------------------------------------------ | --------------------------------------------- | ---------------------------------------- | --------------------------------- | ----------------------------------------- |
| 40    | Ouverture / Fermeture 25 octobre 1889 / — | Longueur 17,8 (18) km             | Durée 41 min                      | Nb. d’arrêts 46                   | Matériel Urbanway 18 Citelis 18                              | Jours de fonctionnement L, Ma, Me, J, V, S, D | Jour / Soir / Nuit / Fêtes O / O / N / O | Voy. / an —                       | Unité de transport Vaise                  |
| 40    | Desserte : - Villes et lieux desservis : Lyon 2e (Université catholique de Lyon, Église Saint-Nizier), Lyon 5e (Palais de Justice, Église Saint-Paul), Lyon 1er, Lyon 4e (Lycée et Église St-Charles), Lyon 9e (Conservatoire de musique de Lyon), Caluire-et-Cuire (Lyon Plage, Cercle d'Aviron, Église St-Damien-St-Côme, Île Barbe, Union Nautique, Lycée Ombrosa), Fontaines-sur-Saône (Collège Jean de Tournes, Église St-Louis, Mairie), Rochetaillée-sur-Saône (Musée de l'automobile Henri-Malartre, Écluse), Fleurieu-sur-Saône et Neuville-sur-Saône (Gendarmerie, Collège J. Renoir, Collège et Lycée N.D. de Bellegarde, Église, Mairie, Hôpital Gériatrique) - Stations et gares desservies : Bellecour. |                                   |                                   |                                   |                                                              |                                               |                                          |                                   |                                           |
| 40    | Autre : - Arrêts non accessibles aux UFR : Pont Bonaparte, Caluire Victor Hugo, Le Vernay - Ombrosa, Lycée Ombrosa, La Combe, Les Tourelles, Île Roy, Château Roy, Fontaines Jules Ferry, Fontaines Petit Moulin et Neuville. - Particularités : La ligne fonctionne du lundi au samedi de 4 h 55 à 0 h et les dimanches et fêtes à partir de 5 h 30. Après 21 h 20, le trajet direction Lyon s'effectue par la rive droite et le trajet de la ligne 43 entre Neuville et le pont de Fontaines. - Modifications du 23 Juin 2025 : Dans le cadre du projet "Presqu'île à vivre", l'itinéraire de la ligne est modifié, en effectuant son terminus à l'arrêt Bellecour Saint-Exupéry", et en desservant l'arrêt Terrasses Presqu'île, tandis que les arrêts Bellecour Le Viste et Bellecour Chambonnet sont supprimés. - Histoire : L'itinéraire de cette ligne reprend globalement celui du train bleu du Val de Saône, qui a vu ses tramways disparaître en 1957, dont elle est le successeur direct. |                                   |                                   |                                   |                                                              |                                               |                                          |                                   |                                           |
| 40    | Dernière actualisation : 25 juin 2025 |                                   |                                   |                                   |                                                              |                                               |                                          |                                   |                                           |
| 43    | Ligne oui · Ligne 43 | Ligne oui · Ligne 43              | Ligne oui · Ligne 43              | Ligne oui · Ligne 43              | Ligne oui · Ligne 43                                         | Ligne oui · Ligne 43                          | Ligne oui · Ligne 43                     | Ligne oui · Ligne 43              | Ligne oui · Ligne 43                      |
| 43    | Gare de Vaise ⥋ Genay — Proulieu (Saint-Romain — Centre en heures de pointe en semaine) |                                   |                                   |                                   |                                                              |                                               |                                          |                                   |                                           |
| 43    | Ouverture / Fermeture 4 janvier 1993 / — | Longueur 18,4 ou 22 (10,3) km     | Durée 37 (20) min                 | Nb. d’arrêts 33/39 (17)           | Matériel Urbanway 12 (services St-Romain Centre) Urbanway 18 | Jours de fonctionnement L, Ma, Me, J, V, S, D | Jour / Soir / Nuit / Fêtes O / N / N / O | Voy. / an —                       | Unité de transport Vaise                  |
| 43    | Desserte : - Villes et lieux desservis : Lyon 9e (Stade Boucaud, Clinique, Multiplexe, Église St-Camille, Île Barbe), Collonges-au-Mont-d'Or, Saint-Romain-au-Mont-d'Or (Mairie, Demeure du Chaos), Couzon-au-Mont-d'Or (Stade Johanès Dufresne), Albigny-sur-Saône (Centre hospitalier du Mont d'Or), Neuville-sur-Saône (Église, Mairie, Hôpital Gériatrique) et Genay (Zone industrielle Nord, Centre commercial) - Stations et gares desservies : Gare de Vaise, Gare de Collonges-Fontaines, Gare de Couzon-au-Mont-d'Or et Gare d'Albigny - Neuville. |                                   |                                   |                                   |                                                              |                                               |                                          |                                   |                                           |
| 43    | Autre : - Arrêts non accessibles aux UFR : Plasson et Chaize, Pont de Neuville R.G., ZI Ampère, ZI Thimonnier, Centre commercial Genay et Genay Proulieu vers Gare de Vaise. - Particularités : La ligne fonctionne du lundi au vendredi de 5 h 10 à 21 h 20, le samedi à partir de 5 h 45 et les dimanches et fêtes à partir de 5 h 50. Ensuite, une partie du trajet est reprise par la ligne 40. Du lundi au vendredi en heures de pointe, certains services sont limités au trajet entre Gare de Vaise et St-Romain Centre, tandis que d'autres desservent la Z.I. Nord - Date de dernière mise à jour : 28 décembre 2017. |                                   |                                   |                                   |                                                              |                                               |                                          |                                   |                                           |

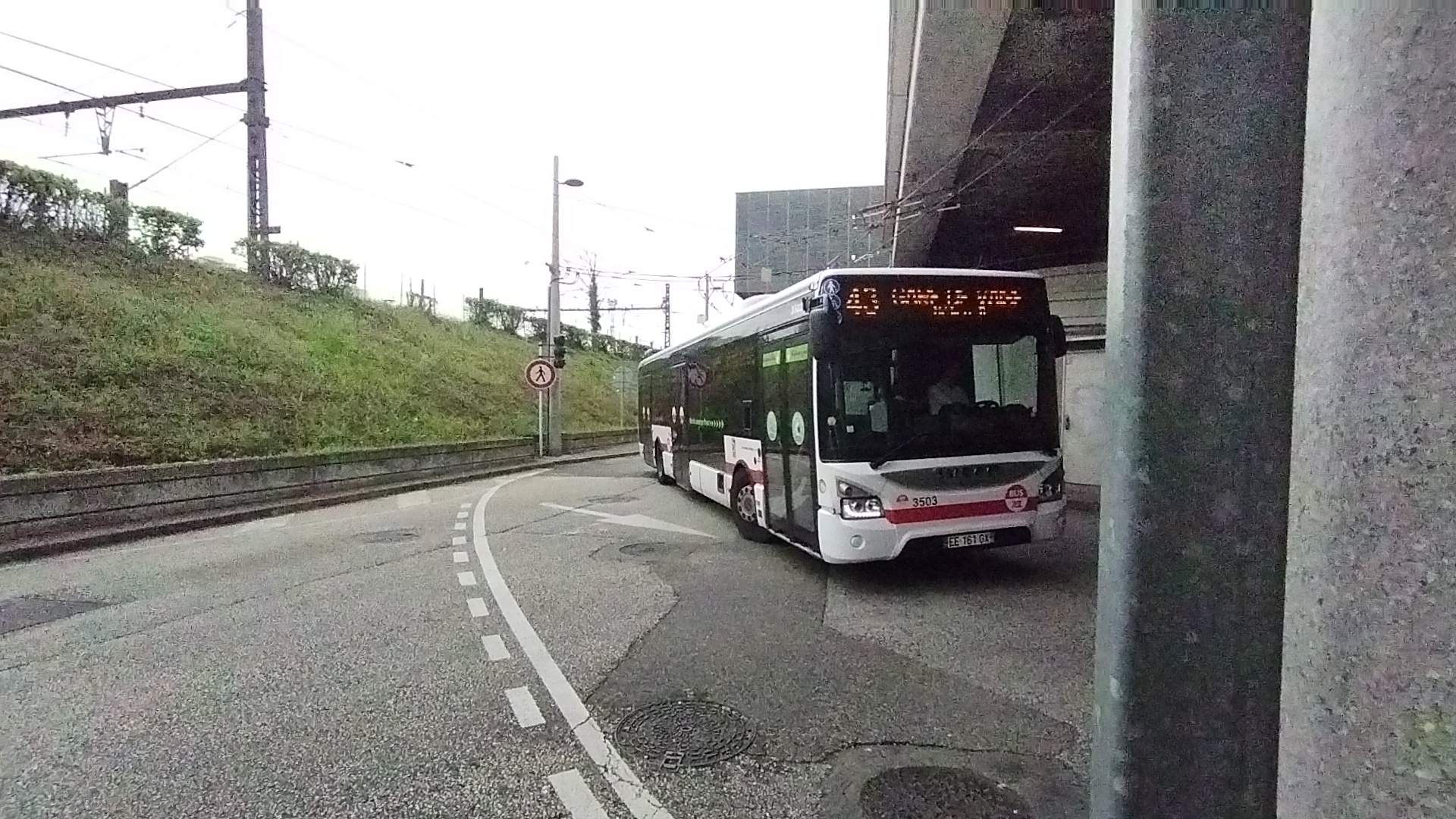
Iveco Urbanway 12 n°3503 sur la ligne 43, arrivant à la Gare de Vaise

| 43    | Dernière actualisation : — |                                   |                                   |                                   |                                                              |                                               |                                          |                                   |                                           |
| 45    | Ligne oui · Ligne 45 | Ligne oui · Ligne 45              | Ligne oui · Ligne 45              | Ligne oui · Ligne 45              | Ligne oui · Ligne 45                                         | Ligne oui · Ligne 45                          | Ligne oui · Ligne 45                     | Ligne oui · Ligne 45              | Ligne oui · Ligne 45                      |
| 45    | Croix-Rousse ⥋ Valdo |                                   |                                   |                                   |                                                              |                                               |                                          |                                   |                                           |
| 45    | Ouverture / Fermeture 30 octobre 1964 / — | Longueur 10 (10,3) km             | Durée 37 min                      | Nb. d’arrêts 33                   | Matériel Urbanway 12                                         | Jours de fonctionnement L, Ma, Me, J, V, S, D | Jour / Soir / Nuit / Fêtes O / N / N / O | Voy. / an —                       | Unité de transport Perrache               |
| 45    | Desserte : - Villes et lieux desservis : Lyon 4e (Mairie du 4e, IUFM, Église et Lycée St-Charles), Lyon 9e (Conservatoire de musique de Lyon, Église St-Pierre de Vaise, Sécurité Sociale), Tassin-la-Demi-Lune (Église Demi-Lune) et Lyon 5e (Parc de Champvert, Théâtre de Lyon, Église N.D. Point du jour, Cliniques Charcot et de la Salette, Lycée Branly, Hôpital P. Garraud) - Stations et gares desservies : Croix-Rousse et Gorge de Loup. |                                   |                                   |                                   |                                                              |                                               |                                          |                                   |                                           |
| 45    | Autre : - Arrêts non accessibles aux UFR : Les Esses, Pont Kœnig R.D., Pont Mouton et St-Pierre-de-Vaise vers Valdo, Sergent Berthet, Berthet - Loucheur, Gorge de Loup, Montribloud, Église Demi-Lune, Le Visan, Frère Benoît vers Croix-Rousse, Parc de Chamvert, Champvert - Les Massues vers Croix-Rousse, François Genin, 4 Chemins La Salette, Charcot La Source, Joconde, Lycée Branly, Invalides - Hôpital P. Garraud vers Valdo, Henriette et Valdo. - Particularités : La ligne fonctionne du lundi au samedi de 5 h 25 à 22 h 15 et les dimanches et fêtes de 7 h à 21 h. - Date de dernière mise à jour : 29 avril 2022. |                                   |                                   |                                   |                                                              |                                               |                                          |                                   |                                           |
| 45    | Dernière actualisation : — |                                   |                                   |                                   |                                                              |                                               |                                          |                                   |                                           |
| 46    | Ligne oui · Ligne 46 | Ligne oui · Ligne 46              | Ligne oui · Ligne 46              | Ligne oui · Ligne 46              | Ligne oui · Ligne 46                                         | Ligne oui · Ligne 46                          | Ligne oui · Ligne 46                     | Ligne oui · Ligne 46              | Ligne oui · Ligne 46                      |
| 46    | Perrache ⥋ Boyer |                                   |                                   |                                   |                                                              |                                               |                                          |                                   |                                           |
| 46    | Ouverture / Fermeture 22 septembre 1980 / — | Longueur 5,3 km                   | Durée 17 min                      | Nb. d’arrêts 18                   | Matériel Urbanway 12                                         | Jours de fonctionnement L, Ma, Me, J, V, S, D | Jour / Soir / Nuit / Fêtes O / N / N / O | Voy. / an —                       | Unité de transport Perrache               |
| 46    | Desserte : - Villes et lieux desservis : Lyon 2e et Lyon 5e (Lycée Don Bosco, Résidence universitaire Alix, ENSATT, Collège St-Marc, Église St-Irénée, Lycée et collège La Favorite, Maire du 5e, CNFPT, Centre Médico-Chirurgical de Réadaptation des Massues, Théâtre et Église Notre-Dame, Institution N.D. des Minimes) - Stations et gares desservies : Perrache. |                                   |                                   |                                   |                                                              |                                               |                                          |                                   |                                           |
| 46    | Autre : - Arrêts non accessibles aux UFR : Perrache, Trois Artichauts vers Boyer, St-Irénée, St-Irénée Croix Blanche vers Perrache, Luzy vers Boyer, Les Massues - Sœur Janin vers Boyer, Champvert - Les Massues vers Perrache, Théâtre Église Notre-Dame vers Boyer et Clos des Cèdres. - Particularités : La ligne fonctionne du lundi au samedi de 5 h à 20 h 55 et les dimanches et fêtes à partir de 6 h 30. Ensuite, c'est la ligne 46/90 qui prend le relais. - Date de dernière mise à jour : 28 décembre 2017. |                                   |                                   |                                   |                                                              |                                               |                                          |                                   |                                           |
| 46    | Dernière actualisation : — |                                   |                                   |                                   |                                                              |                                               |                                          |                                   |                                           |
| 46/90 | Ligne oui · Ligne 46-90 | Ligne oui · Ligne 46-90           | Ligne oui · Ligne 46-90           | Ligne oui · Ligne 46-90           | Ligne oui · Ligne 46-90                                      | Ligne oui · Ligne 46-90                       | Ligne oui · Ligne 46-90                  | Ligne oui · Ligne 46-90           | Ligne oui · Ligne 46-90                   |
| 46/90 | Pont Mouton ⥋ Boyer |                                   |                                   |                                   |                                                              |                                               |                                          |                                   |                                           |
| 46/90 | Ouverture / Fermeture 9 février 1998 / — | Longueur 8,3 km                   | Durée 25 min                      | Nb. d’arrêts 30                   | Matériel Viano                                               | Jours de fonctionnement L, Ma, Me, J, V, S, D | Jour / Soir / Nuit / Fêtes N / O / N / O | Voy. / an —                       | Unité de transport N.C. (Taxis Dubouchet) |
| 46/90 | Desserte : - Villes et lieux desservis : Lyon 9e (Église St-Pierre de Vaise, Église Demi-Lune) et Lyon 5e (Lycée Don Bosco, Résidence universitaire Alix, ENSATT, Collège St-Marc, Église St-Irénée, Lycée et collège La Favorite, Maire du 5e, CNFPT, Centre Médico-Chirurgical de Réadaptation des Massues, Théâtre et Église Notre-Dame, Institution N.D. des Minimes) - Stations et gares desservies : Valmy, Saint-Just et Gorge de Loup. |                                   |                                   |                                   |                                                              |                                               |                                          |                                   |                                           |
| 46/90 | Autre : - Arrêts non accessibles aux UFR : Pont Mouton, Les Carriers, La Vigie, Cimetière de Loyasse et La Sarra vers Boyer, Le Bastion, St-Just, Pierre Audry, Professeur Guérin, Montribloud, Église Demi-Lune, Le Visan, Frère Benoît vers Boyer, Parc de Champvert, Champvert - Les Massues vers Pont Mouton, Point du Jour et Clos des Cèdres. - Particularités : La ligne fonctionne du lundi au dimanche et fêtes de 21 h à 0 h, en remplacement des lignes 46 et 90. Le trajet suit l'itinéraire de la ligne 90 jusqu'à Champvert Les Massues puis du 46 jusqu'à Boyer. Un service reliant Valmy Place Ferber à Ste-Foy Châtelain est aussi assuré. - Date de dernière mise à jour : 30 août 2014. |                                   |                                   |                                   |                                                              |                                               |                                          |                                   |                                           |
| 46/90 | Dernière actualisation : — |                                   |                                   |                                   |                                                              |                                               |                                          |                                   |                                           |
| 47    | Ligne oui · Ligne 47 | Ligne oui · Ligne 47              | Ligne oui · Ligne 47              | Ligne oui · Ligne 47              | Ligne oui · Ligne 47                                         | Ligne oui · Ligne 47                          | Ligne oui · Ligne 47                     | Ligne oui · Ligne 47              | Ligne oui · Ligne 47                      |
| 47    | Meyzieu Z.I. ⥋ Saint-Laurent-de-Mure — Maréchal Juin |                                   |                                   |                                   |                                                              |                                               |                                          |                                   |                                           |
| 47    | Ouverture / Fermeture 2 septembre 2019 / — | Longueur —                        | Durée 40 min                      | Nb. d’arrêts 15                   | Matériel Crossway LE GNV                                     | Jours de fonctionnement L, Ma, Me, J, V, S, D | Jour / Soir / Nuit / Fêtes O / O / N / O | Voy. / an —                       | Unité de transport Genas (Berthelet)      |
| 47    | Desserte : - Villes et lieux desservis : Meyzieu (Zone industrielle), Pusignan (Z.I. du Mariage, Mairie, Cimetière et chapelle de Moifond, Z.I. Satolas Green, Cimetière Sous Roche), Colombier-Saugnieu (Aéroport Lyon-Saint-Exupéry) et Saint-Laurent-de-Mure (Zone industrielle Les Marches du Rhône) - Stations et gares desservies : Meyzieu Z.I. (T3 et Rhônexpress) et Gare de Lyon-Saint-Exupéry TGV (Rhônexpress). |                                   |                                   |                                   |                                                              |                                               |                                          |                                   |                                           |
| 47    | Autre : La ligne 47 reprend l’itinéraire de l’ancienne ligne 30 créée et supprimée en 2015 qui assurait le même trajet. - Arrêts non accessibles aux UFR : Meyzieu ZI, ZI du Mariage, L'Odyssée, La Gaieté, Place La Valla, Pusignan Mairie, Moifond, Aéroport LYS - Gare Routière vers Saint-Laurent et Les Marches du Rhône. - Particularités : La ligne fonctionne du lundi au dimanche toute l'année de 5 h 50 à 23 h 40. Un temps d'arrêt prolongé est marqué à l'aéroport. - Dès la rentrée 2019 : La nouvelle ligne 47 circule entre Meyzieu Z.i et Saint-Laurent-de-Mure les Marchés du Rhône par l'itinéraire de la ligne 28 entre Meyzieu Z.i et Pusignan Gutenberg. - Date de dernière mise à jour : 31 juillet 2025. |                                   |                                   |                                   |                                                              |                                               |                                          |                                   |                                           |
| 47    | Dernière actualisation : — |                                   |                                   |                                   |                                                              |                                               |                                          |                                   |                                           |
| 48    | Ligne oui · Ligne 48 | Ligne oui · Ligne 48              | Ligne oui · Ligne 48              | Ligne oui · Ligne 48              | Ligne oui · Ligne 48                                         | Ligne oui · Ligne 48                          | Ligne oui · Ligne 48                     | Ligne oui · Ligne 48              | Ligne oui · Ligne 48                      |
| 48    | Genas Bornicat ⥋ Aéroport LYS - Gare Routière |                                   |                                   |                                   |                                                              |                                               |                                          |                                   |                                           |
| 48    | Ouverture / Fermeture 6 janvier 2020 / 31 août 2025 | Longueur 7 km                     | Durée 11 min                      | Nb. d’arrêts 10                   | Matériel Ducato III                                          | Jours de fonctionnement L, Ma, Me, J, V, S, D | Jour / Soir / Nuit / Fêtes O / N / N / O | Voy. / an —                       | Unité de transport Genas (Berthelet)      |
| 48    | Desserte : - Villes et lieux desservis : Genas (Place du Vercors, Collège Louis Leprince-Ringuet, Salle polyvalente) et Colombier-Saugnieu (Aéroport). - Stations et gares desservies : Aéroport de Lyon-Saint-Exupéry (Rhônexpress). |                                   |                                   |                                   |                                                              |                                               |                                          |                                   |                                           |
| 48    | Autre : - Arrêts non accessibles aux UFR : Tous. - Particularités : La ligne fonctionne du lundi au samedi et des fêtes de 6 h 30 à 20 h 30 et les dimanches et fêtes à partir de 8 h. - Date de dernière mise à jour : 9 août 2019. |                                   |                                   |                                   |                                                              |                                               |                                          |                                   |                                           |
| 48    | Dernière actualisation : — |                                   |                                   |                                   |                                                              |                                               |                                          |                                   |                                           |
| 49    | Ligne oui · Ligne 49 | Ligne oui · Ligne 49              | Ligne oui · Ligne 49              | Ligne oui · Ligne 49              | Ligne oui · Ligne 49                                         | Ligne oui · Ligne 49                          | Ligne oui · Ligne 49                     | Ligne oui · Ligne 49              | Ligne oui · Ligne 49                      |
| 49    | Perrache ⥋ Sainte-Foy — Châtelain |                                   |                                   |                                   |                                                              |                                               |                                          |                                   |                                           |
| 49    | Ouverture / Fermeture 1er décembre 1972 / — | Longueur 5,5 km                   | Durée 19 min                      | Nb. d’arrêts 18                   | Matériel Urbanway 12                                         | Jours de fonctionnement L, Ma, Me, J, V, S, D | Jour / Soir / Nuit / Fêtes O / O / N / O | Voy. / an —                       | Unité de transport Perrache               |
| 49    | Desserte : - Villes et lieux desservis : Lyon 2e, Lyon 5e (Lycée Don Bosco, Résidence universitaire Alix, Église, ENSATT) et Sainte-Foy-lès-Lyon (La Poste) - Stations et gares desservies : Perrache. |                                   |                                   |                                   |                                                              |                                               |                                          |                                   |                                           |
| 49    | Autre : - Arrêts non accessibles aux UFR : Perrache, Trois Artichauts vers Ste-Foy, St-Irénée, St-Irénée - Croix Blanche et Berthet vers Perrache, Jusseaud, Chavril - Brûlet, Provinces - Chavril, Berthier vers Perrache, Jarosson, Chemin des Fonts et Ste-Foy - Châtelain. - Particularités : La ligne fonctionne du lundi au samedi de 5 h 20 à 0 h et les dimanches et fêtes à partir de 7 h. - Date de dernière mise à jour : 30 décembre 2017. |                                   |                                   |                                   |                                                              |                                               |                                          |                                   |                                           |
| 49    | Dernière actualisation : — |                                   |                                   |                                   |                                                              |                                               |                                          |                                   |                                           |

### Lignes 50 à 59
| Ligne | Caractéristiques | Caractéristiques                                                                            | Caractéristiques                                                                            | Caractéristiques                                                                            | Caractéristiques                                                                            | Caractéristiques                                                                            | Caractéristiques                                                                            | Caractéristiques                                                                            | Caractéristiques                                                                            |
| 50    | Ligne oui · Ligne 50 | Ligne oui · Ligne 50                                                                        | Ligne oui · Ligne 50                                                                        | Ligne oui · Ligne 50                                                                        | Ligne oui · Ligne 50                                                                        | Ligne oui · Ligne 50                                                                        | Ligne oui · Ligne 50                                                                        | Ligne oui · Ligne 50                                                                        | Ligne oui · Ligne 50                                                                        |
| 50    | Saint-Priest — Hôtel de Ville ⥋ La Fouillouse (La Fouillouse — Acacias à certains services) | Saint-Priest — Hôtel de Ville ⥋ La Fouillouse (La Fouillouse — Acacias à certains services) | Saint-Priest — Hôtel de Ville ⥋ La Fouillouse (La Fouillouse — Acacias à certains services) | Saint-Priest — Hôtel de Ville ⥋ La Fouillouse (La Fouillouse — Acacias à certains services) | Saint-Priest — Hôtel de Ville ⥋ La Fouillouse (La Fouillouse — Acacias à certains services) | Saint-Priest — Hôtel de Ville ⥋ La Fouillouse (La Fouillouse — Acacias à certains services) | Saint-Priest — Hôtel de Ville ⥋ La Fouillouse (La Fouillouse — Acacias à certains services) | Saint-Priest — Hôtel de Ville ⥋ La Fouillouse (La Fouillouse — Acacias à certains services) | Saint-Priest — Hôtel de Ville ⥋ La Fouillouse (La Fouillouse — Acacias à certains services) |
| ----- | --- | ------------------------------------------------------------------------------------------- | ------------------------------------------------------------------------------------------- | ------------------------------------------------------------------------------------------- | ------------------------------------------------------------------------------------------- | ------------------------------------------------------------------------------------------- | ------------------------------------------------------------------------------------------- | ------------------------------------------------------------------------------------------- | ------------------------------------------------------------------------------------------- |
| 50    | Ouverture / Fermeture 10 septembre 1984 / — | Longueur 9,1 (9,6) km                                                                       | Durée 21 (22) min                                                                           | Nb. d’arrêts 23 (24)                                                                        | Matériel Urbanway 12                                                                        | Jours de fonctionnement L, Ma, Me, J, V, S                                                  | Jour / Soir / Nuit / Fêtes O / N / N / N                                                    | Voy. / an —                                                                                 | Unité de transport Audibert                                                                 |
| 50    | Desserte : - Villes et lieux desservis : Saint-Priest (Cinéma, Médiathèque, La Poste, Lycée Condorcet, Collège Boris Vian, La Poste, Stade, Cimetière Bas) - Stations et gares desservies : Saint-Priest - Hôtel de Ville (T2), Esplanade des Arts (T2) et Saint-Priest - Jules Ferry (T2). |                                                                                             |                                                                                             |                                                                                             |                                                                                             |                                                                                             |                                                                                             |                                                                                             |                                                                                             |
| 50    | Autre : - Arrêts non accessibles aux UFR : Médiathèque, Esplanade des Arts vers La Fouillouse, Grsard, Marcel Vernay, Les Longes, Boris Vian, Jules Verne, Manissieux Place Balzac, RN6 - Ambroise Paré, Le Capot, Manissieux Clemenceau, Savoie, Rue des Alpes, Manissieux Mont Blanc, Les Chantres, Cimetière Bas, Route de Toussieu, La Fouillouse et La Fouillouse Acacias. - Particularités : La ligne fonctionne du lundi au samedi de 6 h 25 à 20 h 30. Prolongement à La Fouilloise - Acacias en début et fin de service. - Date de dernière mise à jour : 23 novembre 2017. |                                                                                             |                                                                                             |                                                                                             |                                                                                             |                                                                                             |                                                                                             |                                                                                             |                                                                                             |

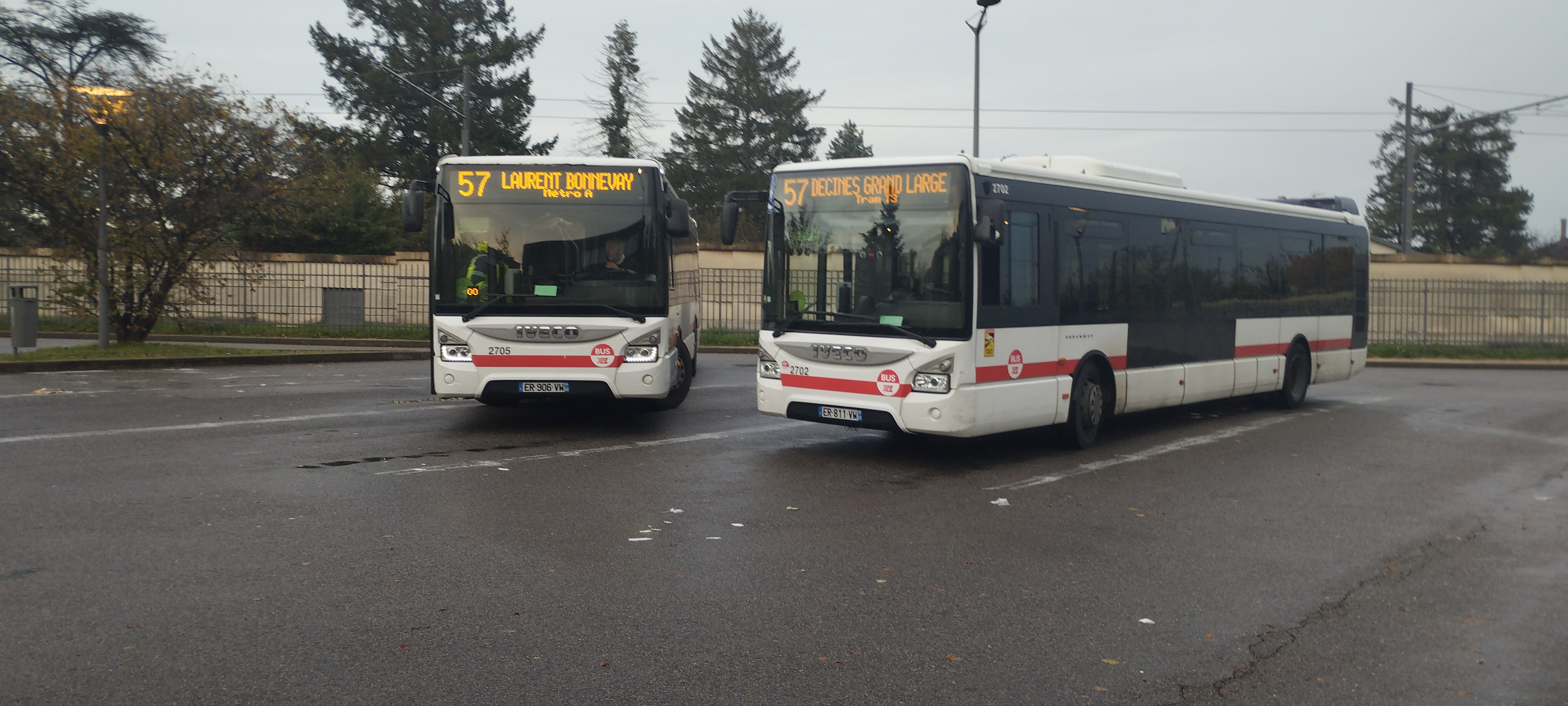
2 Urbanway 12 2702 et 2705 ligne 57 à Décines Grand Large

| 50    | Dernière actualisation : — |                                                                                             |                                                                                             |                                                                                             |                                                                                             |                                                                                             |                                                                                             |                                                                                             |                                                                                             |
| 52    | Ligne oui · Ligne 52 | Ligne oui · Ligne 52                                                                        | Ligne oui · Ligne 52                                                                        | Ligne oui · Ligne 52                                                                        | Ligne oui · Ligne 52                                                                        | Ligne oui · Ligne 52                                                                        | Ligne oui · Ligne 52                                                                        | Ligne oui · Ligne 52                                                                        | Ligne oui · Ligne 52                                                                        |
| 52    | Vaulx-en-Velin — La Grappinière ⥋ Parilly — Université Hippodrome (Sept Chemins le dimanche) |                                                                                             |                                                                                             |                                                                                             |                                                                                             |                                                                                             |                                                                                             |                                                                                             |                                                                                             |
| 52    | Ouverture / Fermeture 11 mars 1974 / — | Longueur 16,5 (9,2) km                                                                      | Durée 60 (30) min                                                                           | Nb. d’arrêts 36 (21)                                                                        | Matériel Lion's City 12 G GNV Urbanway 12 GNV                                               | Jours de fonctionnement L, Ma, Me, J, V, S, D                                               | Jour / Soir / Nuit / Fêtes O / O / N / O                                                    | Voy. / an —                                                                                 | Unité de transport La Soie                                                                  |
| 52    | Desserte : - Villes et lieux desservis : Vaulx-en-Velin (Centre culturel communal Charlie-Chaplin, ENTPE, Lycée R. Doisneau, Planétarium de Vaulx-en-Velin, Hôtel de ville, Collège Pierre Valdo, ZI Stade Jomard, Centre commercial Carré de Soie, Mairie annexe, Stade F. Aubert, Bibliothèque, Centre commercial Sept Chemins) et Bron (Lycée J.P. Sartre, Parc du Chêne, Aviation, École de santé des armées, Centre commercial Porte des Alpes, Cimetière communautaire, Université Lumière Lyon II, Hippodrome de Parilly) - Stations et gares desservies : Vaulx-en-Velin - La Soie, Lycée Jean-Paul Sartre (T5), Parc du Chêne (T5), Porte des Alpes (T2) et Parilly - Université Hippodrome (T2). |                                                                                             |                                                                                             |                                                                                             |                                                                                             |                                                                                             |                                                                                             |                                                                                             |                                                                                             |
| 52    | Autre : - Arrêts non accessibles aux UFR : Mas du Taureau, Vaulx Pierre Frite vers Parilly, Pont de la Sucrerie vers Vaulx, Entrée de Décines vers Parilly, Chardonnet, Corneille vers Parilly, Dumas-Salengro, Chemin des Pivoles, Roosevelt Centre commercial, Centre commercial Sept Chemins, Général Benoist et Bron Aviation vers Vaulx, Bron Droits de l'homme, Porte des Alpes, Cimetière communautaire et Parilly - Université Hippodrome. - Particularités : La ligne fonctionne du lundi au samedi de 5 h à 23 h 55 et les dimanches et fêtes à partir de 8 h 5, la ligne est alors réduite au trajet entre Vaulx-en-Velin La Grappinière et Sept Chemins. - Date de dernière mise à jour : 18 avril 2020. |                                                                                             |                                                                                             |                                                                                             |                                                                                             |                                                                                             |                                                                                             |                                                                                             |                                                                                             |
| 52    | Dernière actualisation : — |                                                                                             |                                                                                             |                                                                                             |                                                                                             |                                                                                             |                                                                                             |                                                                                             |                                                                                             |
| 52E   | Ligne oui · Ligne 52E | Ligne oui · Ligne 52E                                                                       | Ligne oui · Ligne 52E                                                                       | Ligne oui · Ligne 52E                                                                       | Ligne oui · Ligne 52E                                                                       | Ligne oui · Ligne 52E                                                                       | Ligne oui · Ligne 52E                                                                       | Ligne oui · Ligne 52E                                                                       | Ligne oui · Ligne 52E                                                                       |
| 52E   | Vaulx-en-Velin la soie ⥋ Bron Droits de l'Homme |                                                                                             |                                                                                             |                                                                                             |                                                                                             |                                                                                             |                                                                                             |                                                                                             |                                                                                             |
| 52E   | Ouverture / Fermeture 29 août 2023 / — | Longueur —                                                                                  | Durée 11-16 min                                                                             | Nb. d’arrêts 10 (5)                                                                         | Matériel Lion's City 12 G GNV                                                               | Jours de fonctionnement L, Ma, Me, J, V                                                     | Jour / Soir / Nuit / Fêtes O / N / N / N                                                    | Voy. / an —                                                                                 | Unité de transport La Soie                                                                  |
| 52E   | Desserte : - Villes et lieux desservis : Vaulx-en-velin (Vaulx-en-velin la soie), Bron (Parc du chêne, Général benoist, Bron aviation, Bron Droit de l'Homme) - Stations et gares desservies : Vaulx-en-Velin - La Soie, Parc du Chêne (T5). |                                                                                             |                                                                                             |                                                                                             |                                                                                             |                                                                                             |                                                                                             |                                                                                             |                                                                                             |
| 52E   | Autre : - Arrêts non accessibles aux UFR : Tous les arrêt sont accessibles. - Particularités : La ligne fonctionne du lundi au vendredi de 6 h 30 à 8 h 30 de vaulx-en-velin la soie a Bron Droits de l'Homme puis de 16 h 15 à 19 h 10 de Bron Droits de l'Homme a vaulx-en-velin la soie. - Date de dernière mise à jour : 24 août 2025. |                                                                                             |                                                                                             |                                                                                             |                                                                                             |                                                                                             |                                                                                             |                                                                                             |                                                                                             |
| 52E   | Dernière actualisation : — |                                                                                             |                                                                                             |                                                                                             |                                                                                             |                                                                                             |                                                                                             |                                                                                             |                                                                                             |
| 54    | Ligne oui · Ligne 54 | Ligne oui · Ligne 54                                                                        | Ligne oui · Ligne 54                                                                        | Ligne oui · Ligne 54                                                                        | Ligne oui · Ligne 54                                                                        | Ligne oui · Ligne 54                                                                        | Ligne oui · Ligne 54                                                                        | Ligne oui · Ligne 54                                                                        | Ligne oui · Ligne 54                                                                        |
| 54    | Gare de Vénissieux ⥋ Corbas — Les Taillis / Chaponnay — Z.A. Chapotin |                                                                                             |                                                                                             |                                                                                             |                                                                                             |                                                                                             |                                                                                             |                                                                                             |                                                                                             |
| 54    | Ouverture / Fermeture 1er juillet 1974 / — | Longueur 8,1 (13) km                                                                        | Durée 21 (30) min                                                                           | Nb. d’arrêts 20 (27)                                                                        | Matériel Urbanway 12 Urbanway 18 (service scolaire)                                         | Jours de fonctionnement L, Ma, Me, J, V, S, D                                               | Jour / Soir / Nuit / Fêtes O / O / N / O                                                    | Voy. / an —                                                                                 | Unité de transport Audibert                                                                 |
| 54    | Desserte : - Villes et lieux desservis : Vénissieux (Stade Laurent Gérin, Lycée Hélène Boucher, Collège Louis Aragon), Corbas (Cimetière, Mairie, Église, Centre commercial Les Balmes, Collège René Cassin, Centre commercial) et Chaponnay - Stations et gares desservies : Gare de Vénissieux. |                                                                                             |                                                                                             |                                                                                             |                                                                                             |                                                                                             |                                                                                             |                                                                                             |                                                                                             |
| 54    | Autre : - Arrêts non accessibles aux UFR : Stade Laurent Gérin, Route de Corbas et Hénaff vers Corbas, ZI Le Carreau, Cimetière de Corbas vers Corbas, Polaris, Jacques Prévert, Corbas Rue du Midi, Square Meunier vers Corbas, Corbas G. Brassens et Corbas Les Taillis. - Particularités : La ligne fonctionne du lundi au samedi de 5 h 15 à 0 h et les dimanches et fêtes à partir de 9 h. - Date de dernière mise à jour : 8 septembre 2024. |                                                                                             |                                                                                             |                                                                                             |                                                                                             |                                                                                             |                                                                                             |                                                                                             |                                                                                             |
| 54    | Dernière actualisation : — |                                                                                             |                                                                                             |                                                                                             |                                                                                             |                                                                                             |                                                                                             |                                                                                             |                                                                                             |
| 55    | Ligne oui · Ligne 55 | Ligne oui · Ligne 55                                                                        | Ligne oui · Ligne 55                                                                        | Ligne oui · Ligne 55                                                                        | Ligne oui · Ligne 55                                                                        | Ligne oui · Ligne 55                                                                        | Ligne oui · Ligne 55                                                                        | Ligne oui · Ligne 55                                                                        | Ligne oui · Ligne 55                                                                        |
| 55    | Perrache ⥋ Campus Lyon Ouest (Express le dimanche soir) |                                                                                             |                                                                                             |                                                                                             |                                                                                             |                                                                                             |                                                                                             |                                                                                             |                                                                                             |
| 55    | Ouverture / Fermeture 24 janvier 1972 / — | Longueur 9,7 (8,4) km                                                                       | Durée 29 (18) min                                                                           | Nb. d’arrêts 27 (15)                                                                        | Matériel Urbanway 12                                                                        | Jours de fonctionnement L, Ma, Me, J, V, S, D                                               | Jour / Soir / Nuit / Fêtes O / O / N / O                                                    | Voy. / an —                                                                                 | Unité de transport Perrache                                                                 |
| 55    | Desserte : - Villes et lieux desservis : Lyon 2e, Lyon 5e (Lycée Don Bosco, MJC), Lyon 9e (Sécurité sociale), Tassin-la-Demi-Lune (Église St-Joseph, Horloge monumentale, La Poste) et Écully (Cimetière, Institut du Sacré Cœur, Église, Mairie, Château du Vivier, École centrale de Lyon, EM Lyon Business School, Centre d'études supérieures industrielles) - Stations et gares desservies : Perrache, Gare d'Écully-la-Demi-Lune. |                                                                                             |                                                                                             |                                                                                             |                                                                                             |                                                                                             |                                                                                             |                                                                                             |                                                                                             |
| 55    | Autre : - Arrêts non accessibles aux UFR : Perrache, Trion vers Perrache, Trion 4 colonnes, Les Pépinières, Sidoine Apollinaire, Buyer - Gai Vallon, Frère Benoît vers Campus, Le Visan, Église Demi-Lune, La Forestière, Paul Santy, Le Plat vers Campus, Grandvaux, Écully Le Trouillat, Résidence vers Campus et Charrière Blanche. - Particularités : La ligne fonctionne du lundi au samedi de 5 h 5 à 21 h et les dimanches et fêtes de 7 h 20 à 0 h. Le dimanche soir après 21 h, la ligne passe par le tunnel de Fourvière et ne dessert pas les arrêts entre Perrache et Église Demi-Lune, tandis que l'arrêt Le Visan est reporté à Montribloud. - Date de dernière mise à jour : 10 octobre 2015. |                                                                                             |                                                                                             |                                                                                             |                                                                                             |                                                                                             |                                                                                             |                                                                                             |                                                                                             |
| 55    | Dernière actualisation : — |                                                                                             |                                                                                             |                                                                                             |                                                                                             |                                                                                             |                                                                                             |                                                                                             |                                                                                             |
| 57    | Ligne oui · Ligne 57 | Ligne oui · Ligne 57                                                                        | Ligne oui · Ligne 57                                                                        | Ligne oui · Ligne 57                                                                        | Ligne oui · Ligne 57                                                                        | Ligne oui · Ligne 57                                                                        | Ligne oui · Ligne 57                                                                        | Ligne oui · Ligne 57                                                                        | Ligne oui · Ligne 57                                                                        |
| 57    | Laurent Bonnevay - Astroballe ⥋ Vaulx-en-Velin — Marcel Cachin (Décines — Grand Large Un bus sur deux ou trois du lundi au samedi) |                                                                                             |                                                                                             |                                                                                             |                                                                                             |                                                                                             |                                                                                             |                                                                                             |                                                                                             |
| 57    | Ouverture / Fermeture septembre 1977 / — | Longueur 5,5 (11,5) km                                                                      | Durée 13 (31) min                                                                           | Nb. d’arrêts 15 (28)                                                                        | Matériel Urbanway 12 GNV                                                                    | Jours de fonctionnement L, Ma, Me, J, V, S, D                                               | Jour / Soir / Nuit / Fêtes O / N / N / O                                                    | Voy. / an —                                                                                 | Unité de transport La Soie                                                                  |
| 57    | Desserte : - Villes et lieux desservis : Villeurbanne (Astroballe), Vaulx-en-Velin (Stade Ladoumègue, Lycée Robert Doisneau, Hôtel de ville, Planétarium de Vaulx-en-Velin, Palais des sports, ENTPE, Église du Bourg) et Décines-Charpieu (Église, Collège Georges Brassens, Clinique du Grand Large, Esplanade, Lycée Charlie Chaplin, Réservoir du Grand-Large) - Stations et gares desservies : Laurent Bonnevay - Astroballe, Décines - Centre (T3) à l'arrêt Émile Bertrand et Décines — Grand Large (T3). |                                                                                             |                                                                                             |                                                                                             |                                                                                             |                                                                                             |                                                                                             |                                                                                             |                                                                                             |
| 57    | Autre : - Arrêts non accessibles aux UFR : Cuzin Picasso, Foucaud Picasso, Paul Éluard, Salvador Allende et Fonderie vers Laurent Bonnevay, Vaulx Place Boissier, Vaulx Pasteur vers Décines, Vaulx Marcel Cachin, O'Hara, Cachin De Gaulle, Vaulx ZI Est vers Décines, Pont de Décines, Émile Bertrand, Décines République, Décines Église vers Décines, Verdun - Paul Cézanne, Décines Verdun, Ruffinières, Clinique du Grand Large et Décines Grand Large vers Laurent Bonnevay. - Particularités : La ligne fonctionne du lundi au samedi de 4 h 50 à 21 h 1 et les dimanches et fêtes de 7 h à 20 h 48. Du lundi au samedi, environ un bus sur deux ou trois est prolongé à Décines - Grand Large, le samedi cette desserte commence à 8 h 28 et non dès le début du service comme en semaine. - Date de dernière mise à jour : 4 juillet 2023. |                                                                                             |                                                                                             |                                                                                             |                                                                                             |                                                                                             |                                                                                             |                                                                                             |                                                                                             |
| 57    | Dernière actualisation : — |                                                                                             |                                                                                             |                                                                                             |                                                                                             |                                                                                             |                                                                                             |                                                                                             |                                                                                             |
| 59    | Ligne oui · Ligne 59 | Ligne oui · Ligne 59                                                                        | Ligne oui · Ligne 59                                                                        | Ligne oui · Ligne 59                                                                        | Ligne oui · Ligne 59                                                                        | Ligne oui · Ligne 59                                                                        | Ligne oui · Ligne 59                                                                        | Ligne oui · Ligne 59                                                                        | Ligne oui · Ligne 59                                                                        |
| 59    | Cordeliers ⥋ Vancia — Château Bérard |                                                                                             |                                                                                             |                                                                                             |                                                                                             |                                                                                             |                                                                                             |                                                                                             |                                                                                             |
| 59    | Ouverture / Fermeture 23 juin 2025 / — | Longueur —                                                                                  | Durée 40 min                                                                                | Nb. d’arrêts 30                                                                             | Matériel Citelis 12 Urbanway 12                                                             | Jours de fonctionnement L, Ma, Me, J, V, S, D                                               | Jour / Soir / Nuit / Fêtes O / O / N / O                                                    | Voy. / an —                                                                                 | Unité de transport Cuire                                                                    |
| 59    | Desserte : - Villes et lieux desservis : Lyon 2e (Chambre de commerce et d'industrie de Lyon, consulat des États-Unis, Musée de l'imprimerie), Lyon 1er (Opéra, Hôtel de ville, Musée des beaux-arts), Lyon 4e (Consulat de Monaco), Lyon 6e (, Casino, Cité des congrès), Caluire-et-Cuire et Rillieux-la-Pape, (AFPA, Cimetière, Lycée Georges Lamarque, Église, Stade Velette, Groupe scolaire La Velette, Lycée Albert Camus, Lycée Sermenaz, Centre commercial) - Stations et gares desservies : Cordeliers et Hôtel de Ville - Louis Pradel. |                                                                                             |                                                                                             |                                                                                             |                                                                                             |                                                                                             |                                                                                             |                                                                                             |                                                                                             |
| 59    | Autre : - Arrêts non accessibles aux UFR : Tous les arrêts sons accessible aux UFR. - Particularités : La ligne fonctionne du lundi au samedi de 5 h 40 à 22 h et le dimanche de 6 h 15 à 22 h. - Date de dernière mise à jour : 2 juin 2025. |                                                                                             |                                                                                             |                                                                                             |                                                                                             |                                                                                             |                                                                                             |                                                                                             |                                                                                             |
| 59    | Dernière actualisation : — |                                                                                             |                                                                                             |                                                                                             |                                                                                             |                                                                                             |                                                                                             |                                                                                             |                                                                                             |

### Lignes 60 à 69
| Ligne | Caractéristiques | Caractéristiques | Caractéristiques | Caractéristiques | Caractéristiques | Caractéristiques | Caractéristiques | Caractéristiques | Caractéristiques |
| 60    | Ligne oui · Ligne 60 | Ligne oui · Ligne 60 | Ligne oui · Ligne 60 | Ligne oui · Ligne 60 | Ligne oui · Ligne 60 | Ligne oui · Ligne 60 | Ligne oui · Ligne 60 | Ligne oui · Ligne 60 | Ligne oui · Ligne 60 |
| 60    | Debourg ⥋ Feyzin — Les Razes (sauf dimanche matin) ou Feyzin — Château de l'Îsle (aux heures de pointe en semaine et le dimanche matin) | Debourg ⥋ Feyzin — Les Razes (sauf dimanche matin) ou Feyzin — Château de l'Îsle (aux heures de pointe en semaine et le dimanche matin) | Debourg ⥋ Feyzin — Les Razes (sauf dimanche matin) ou Feyzin — Château de l'Îsle (aux heures de pointe en semaine et le dimanche matin) | Debourg ⥋ Feyzin — Les Razes (sauf dimanche matin) ou Feyzin — Château de l'Îsle (aux heures de pointe en semaine et le dimanche matin) | Debourg ⥋ Feyzin — Les Razes (sauf dimanche matin) ou Feyzin — Château de l'Îsle (aux heures de pointe en semaine et le dimanche matin) | Debourg ⥋ Feyzin — Les Razes (sauf dimanche matin) ou Feyzin — Château de l'Îsle (aux heures de pointe en semaine et le dimanche matin) | Debourg ⥋ Feyzin — Les Razes (sauf dimanche matin) ou Feyzin — Château de l'Îsle (aux heures de pointe en semaine et le dimanche matin) | Debourg ⥋ Feyzin — Les Razes (sauf dimanche matin) ou Feyzin — Château de l'Îsle (aux heures de pointe en semaine et le dimanche matin) | Debourg ⥋ Feyzin — Les Razes (sauf dimanche matin) ou Feyzin — Château de l'Îsle (aux heures de pointe en semaine et le dimanche matin) |
| ----- | --- | --- | --- | --- | --- | --- | --- | --- | --- |
| 60    | Ouverture / Fermeture 1er septembre 1982 / — | Longueur 15,2 km | Durée 37 ou 46 min | Nb. d’arrêts 42 ou 43 | Matériel Urbanway 12 | Jours de fonctionnement L, Ma, Me, J, V, S, D                                                                                           | Jour / Soir / Nuit / Fêtes O / O / N / O                                                                                                | Voy. / an — | Unité de transport Audibert |
| 60    | Desserte : - Villes et lieux desservis : Lyon 2e, Lyon 7e (quartier Général-Frère, cité scolaire internationale de Lyon, halle Tony Garnier, institut Pasteur, université Lyon 1 Gerland, stade de Gerland, parc Henry-Chabert, palais des sports de Lyon, piscine, port Édouard Herriot), Saint-Fons (mairie, église, cimetière, collège Alain), Vénissieux (URSSAF, hôpital Portes du Sud) et Feyzin (centre L. de Vinci, cimetière, église, mairie, collège Frédéric-Mistral, zone d'activités) - Stations et gares desservies : Perrache, Halle Tony Gernier (T1), Stade de Gerland, Maurice Thorez (T4), Hôpital Feyzin Vénissieux (T4) et Gare de Feyzin. | | | | | | | | |
| 60    | Autre : - Arrêts non accessibles aux UFR : Perrache, Chambaud de la Bruyère, Port Édouard Herriot, Carrière du Port, Rue de Sète, St-Fons Sembat, St-Fons Parmentier, Grand Chassagnon, Maurice Thorez, 19 mars 1962, Yves Farge - Corsière, Deux Fermes, Les Géraniums, Le Bandonnier, Les Violettes, Sous le Fort, La Garenne vers Feyzin, Feyzin Les Razes et Feyzin Château de l'Isle. - Particularités : La ligne fonctionne du lundi au samedi de 4 h 45 à 23 h 45 et les dimanches et fêtes à partir de 7 h. En semaine après 19 h et le week-end, la ligne ne dessert pas les arrêts situés dans le port Édouard Herriot et est déviée par le boulevard Chambaud de la Bruyère. La branche Château de l'Îsle est desservie en semaine aux heures de pointe avec un bus sur deux, et le week-end, c'est uniquement la branche Les Razes qui est desservie. En cas de match au Stade de Gerland, la ligne est déviée dans le secteur du stade en raison de la saturation de la circulation engendrée par les matches : Les arrêts entre Place Docteurs Mérieux et Saint-Fons 4 chemins ne sont pas desservis et sont reportés aux arrêts de la ligne 34 sur l'avenue Debourg et la rue Simon Fryd. - Date de dernière mise à jour : 30 janvier 2021. Limitée à Debourg depuis Feyzin en raison de travaux. Liaison Debourg <> Perrache assurée par la ligne de "Bus Relais 60". | | | | | | | | |

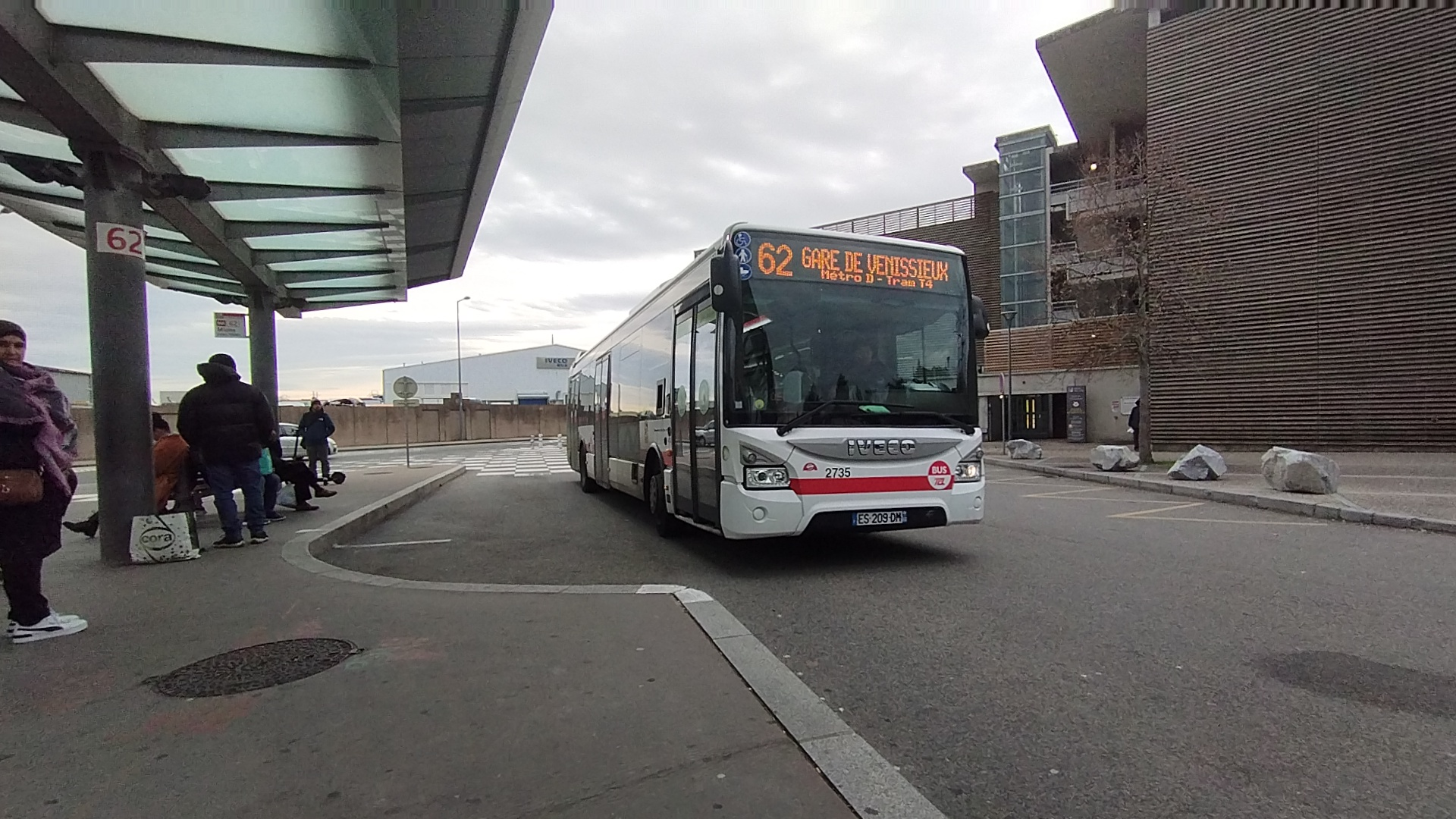
Ligne 62 2735 Urbanway 12 qui arrive à Gare de Vénissieux

| 60    | Dernière actualisation : — u | | | | | | | | |
| 61    | Ligne oui · Ligne 61 | Ligne oui · Ligne 61 | Ligne oui · Ligne 61 | Ligne oui · Ligne 61 | Ligne oui · Ligne 61 | Ligne oui · Ligne 61 | Ligne oui · Ligne 61 | Ligne oui · Ligne 61 | Ligne oui · Ligne 61 |
| 61    | Gare de Vaise ⥋ Lissieu — Montluzin | | | | | | | | |
| 61    | Ouverture / Fermeture 8 juillet 2013 / — | Longueur 13,8 km | Durée 27 min | Nb. d’arrêts 25 | Matériel Urbanway 12 Citaro LE U | Jours de fonctionnement L, Ma, Me, J, V, S, D                                                                                           | Jour / Soir / Nuit / Fêtes O / N / N / O                                                                                                | Voy. / an — | Unité de transport Arnas (Keolis Planche)                                                                                               |
| 61    | Desserte : - Villes et lieux desservis : Lyon 9e, Champagne-au-Mont-d'Or (Église, Mairie, La Poste), Limonest (Le Puy d'Or, Centre commercial Porte de Lyon, Ancienne gare), Dardilly, Lissieu (Mairie), Chasselay (Centre-ville) et Saint-Germain-au-Mont-d'Or (Mairie) - Stations et gares desservies : Gare de Vaise. | | | | | | | | |
| 61    | Autre : - Arrêts non accessibles aux UFR : Gare de Vaise, Mouillard, La Piémente, Duchère Avenue de Champagne, Champagne Lanessan, Champagne Centre vers Gare de Vaise, Champleury, Champagne Chemin de St-Didier, Champagne De Gaulle, L'Époux, La Gabrielle, Limonest Le Puy d'Or, Les Villas vers Lissieu, Centre commercial Porte de Lyon, Porte de Lyon, Maison Carré, Gare de Limonest, Dardilly Les Longes, Bois Dieu, La Chicotière, Lissieu Le Nelie, Lissieu La Réserve et Lissieu Centre Mairie. - Particularités : La ligne fonctionne du lundi au vendredi de 6 h 5 à 20 h, le samedi à partir de 6 h 35 et les dimanches et fêtes à partir de 8 h 20. - Date de dernière mise à jour : 28 décembre 2017. | | | | | | | | |
| 61    | Dernière actualisation : — | | | | | | | | |
| 62    | Ligne oui · Ligne 62 | Ligne oui · Ligne 62 | Ligne oui · Ligne 62 | Ligne oui · Ligne 62 | Ligne oui · Ligne 62 | Ligne oui · Ligne 62 | Ligne oui · Ligne 62 | Ligne oui · Ligne 62 | Ligne oui · Ligne 62 |
| 62    | Gare de Vénissieux ⥋ Mions — Jules Vallès | | | | | | | | |
| 62    | Ouverture / Fermeture 1er juillet 1974 / — | Longueur 16,5 km | Durée 42 min | Nb. d’arrêts 44 | Matériel Urbanway 12 | Jours de fonctionnement L, Ma, Me, J, V, S, D                                                                                           | Jour / Soir / Nuit / Fêtes O / O / N / O                                                                                                | Voy. / an — | Unité de transport Audibert |
| 62    | Desserte : - Villes et lieux desservis : Vénissieux, Saint-Priest (Parc Lyder, Terrain des sports, Collège Colette, CPAM, Lycée Condorcet, Gymnase) et Mions (Stade, Collège Martin Luther King, Mairie, Tennis) - Stations et gares desservies : Gare de Vénissieux, Alfred de Vigny (T2), St-Priest - Jules Ferry (T2), Esplanade des Arts (T2) et Gare de Saint-Priest. | | | | | | | | |
| 62    | Autre : - Arrêts non accessibles aux UFR : Cité Berliet Centre, Chemin de Revaison', St-Priest Alouettes, Pasteur-États-Unis et Pasteur-11 Novembre vers Mions, Arsonval vers Gare de Vénissieux, J.J. Rousseau, Robespierre, St-Martin, Robespierre, Grisard, St-Priest Les Roses, Route de Mions, Fontrobert vers Mions, Mions Poste, Mions Buzy et Penon vers Gare de Vénissieux, Résidence Marianne, Mions Mairie, Mions Centre vers Mions, Dauphiné vers Gare de Vénisieux, Victor Hogo, Blériot et Mions Jules Vallès. - Particularités : La ligne fonctionne du lundi au samedi de 5 h 50 à 0 h et les dimanches et fêtes à partir de 8 h. - Modification de septembre 2021 : Desserte du nouveau Collège de Revaison en renfort. - Date de dernière mise à jour : 14 août 2019. | | | | | | | | |
| 62    | Dernière actualisation : — | | | | | | | | |
| 63    | Ligne oui · Ligne 63 | Ligne oui · Ligne 63 | Ligne oui · Ligne 63 | Ligne oui · Ligne 63 | Ligne oui · Ligne 63 | Ligne oui · Ligne 63 | Ligne oui · Ligne 63 | Ligne oui · Ligne 63 | Ligne oui · Ligne 63 |
| 63    | Perrache ⥋ Oullins — Le Golf | | | | | | | | |
| 63    | Ouverture / Fermeture 1er octobre 1976 / — | Longueur 8 km | Durée 27 min | Nb. d’arrêts 21 | Matériel Citelis 12 Urbanway 12 | Jours de fonctionnement L, Ma, Me, J, V, S, D                                                                                           | Jour / Soir / Nuit / Fêtes O / O / N / O                                                                                                | Voy. / an — | Unité de transport Oullins |
| 63    | Desserte : - Villes et lieux desservis : Lyon 2e (Archives municipales, Patinoire Charlemagne, Pôle de loisirs et de commerces Confluence, Hôtel de région, Musée des Confluences), La Mulatière (Lycée et collège Bellevue) et Oullins (Aquarium de Lyon, La Poste, Piscine, Parc Chabrières, Théâtre la Renaissance, Lycée Orsel, Mairie, LP Jacquard, Collège et Lycée St-Thomas-d'Aquin, Collège P. Brossolette, Golf) - Stations et gares desservies : Perrache, Suchet (T1), Hôtel de Région - Montrochet (T1), Musée des Confluences (T1) et Gare d'Oullins à l'arrêt Orsel. | | | | | | | | |
| 63    | Autre : - Arrêts non accessibles aux UFR : Perrache, Pont Kitchener R.G. vers Oullins, Claudius Collonge, Ravat et Casimir Périer vers Perrache, Hôtel de Région Montrochet, Musée des Confluences vers Oullins, Pont de la Mulatière vers Perrache, Bas des Chassagnes et Pont d'Oullins vers Perrache, Oullins Ville vers Oullins, Oasis et Oullins Le Golf. - Particularités : La ligne fonctionne du lundi au samedi de 5 h à 0 h et les dimanches et fêtes à partir de 7 h. - Date de dernière mise à jour : 26 février 2016. | | | | | | | | |
| 63    | Dernière actualisation : — | | | | | | | | |
| 64    | Ligne oui · Ligne 64 | Ligne oui · Ligne 64 | Ligne oui · Ligne 64 | Ligne oui · Ligne 64 | Ligne oui · Ligne 64 | Ligne oui · Ligne 64 | Ligne oui · Ligne 64 | Ligne oui · Ligne 64 | Ligne oui · Ligne 64 |
| 64    | Jean Macé ⥋ Rhodia - Belle étoile (Saint-Fons — Sémard à certains services) | | | | | | | | |
| 64    | Ouverture / Fermeture 4 septembre 1995 / — | Longueur 10,7 km | Durée 30 min | Nb. d’arrêts 22 | Matériel Urbanway 12 Businova 12 H2 Urbino 12 IV Hydrogen                                                                               | Jours de fonctionnement L, Ma, Me, J, V                                                                                                 | Jour / Soir / Nuit / Fêtes O / N / N / N                                                                                                | Voy. / an — | Unité de transport Audibert |
| 64    | Desserte : - Villes et lieux desservis : Lyon 7e (Mairie du 7e, Piscine, ENS de Lyon, Institut textile et chimique, ENS de Lyon, Bibliothèque, Collège Rosset, Parc d'activités Tony Garnier, Techsud) et Saint-Fons (Couloir de la chimie, Usine Rhodia, Ramboz Bitumes, Centre de recherche) - Stations et gares desservies : Jean Macé, Place Jean Jaurès et Debourg. | | | | | | | | |
| 64    | Autre : - Arrêts non accessibles aux UFR : Jean Macé, Pré-Gaudry, André Bollier, Jean Vallier, Challemel-Lacour vers Saint-Fons, Professeur Bernard vers Jean Macé, Carteret, St-Fons-Sembat, Rhodia Chimie, Ciba, St-Fons Semard (Rhodia Nord), Frères Perret, Vallée de la Chimie (Rhodia Sud), St-Fons Recherche, Ramboz Bitumes et Rhodia Belle étoile. - Particularités : La ligne fonctionne du lundi au vendredi de 5 h 30 à 19 h. L'après-midi direction Rhodia et le matin direction Jean Macé la ligne a pour terminus St-Fons Sémard. - Date de dernière mise à jour : 22 novembre 2019. | | | | | | | | |
| 64    | Dernière actualisation : — | | | | | | | | |
| 65    | Ligne oui · Ligne 65 | Ligne oui · Ligne 65 | Ligne oui · Ligne 65 | Ligne oui · Ligne 65 | Ligne oui · Ligne 65 | Ligne oui · Ligne 65 | Ligne oui · Ligne 65 | Ligne oui · Ligne 65 | Ligne oui · Ligne 65 |
| 65    | Gorge de Loup ⥋ Charcot — La Source | | | | | | | | |
| 65    | Ouverture / Fermeture 3 janvier 2000 / — | Longueur 5,4 km | Durée 17 min | Nb. d’arrêts 12 | Matériel GX 137 | Jours de fonctionnement L, Ma, Me, J, V                                                                                                 | Jour / Soir / Nuit / Fêtes O / N / N / N                                                                                                | Voy. / an — | Unité de transport Perrache |
| 65    | Desserte : - Villes et lieux desservis : Lyon 9e et Lyon 5e (Collège des Battières, Hôpital P. Garraud, Hôpital Charcot) - Stations et gares desservies : Gorge de Loup. | | | | | | | | |
| 65    | Autre : - Arrêts non accessibles aux UFR : Gorge de Loup, Ménival Ste-Anne vers Gorge de Loup, Joliot Curie vers Charcot, Les Battières, Noyers, Collège des Battières, Valdo, Henriette, Invalides - Hôpital P. Garraud vers Gorge de Loup et Charcot La Source. - Particularités : La ligne fonctionne du lundi au vendredi de 7 h à 9 h et de 16 h 10 à 18 h 50. Les arrêts Ménival Centre et Joliot Curie ne sont pas desservis le matin en direction de Charcot La Source et le soir vers Gorge de Loup. - Date de dernière mise à jour : 27 janvier 2015. | | | | | | | | |
| 65    | Dernière actualisation : — | | | | | | | | |
| 66    | Ligne oui · Ligne 66 | Ligne oui · Ligne 66 | Ligne oui · Ligne 66 | Ligne oui · Ligne 66 | Ligne oui · Ligne 66 | Ligne oui · Ligne 66 | Ligne oui · Ligne 66 | Ligne oui · Ligne 66 | Ligne oui · Ligne 66 |
| 66    | Saint-Just ⥋ Champagne — Écoles | | | | | | | | |
| 66    | Ouverture / Fermeture 12 avril 1977 / — | Longueur 8,3 km | Durée 26 min | Nb. d’arrêts 29 | Matériel Citelis 12 | Jours de fonctionnement L, Ma, Me, J, V, S                                                                                              | Jour / Soir / Nuit / Fêtes O / N / N / N                                                                                                | Voy. / an — | Unité de transport Perrache |
| 66    | Desserte : - Villes et lieux desservis : Lyon 5e (MJC), Lyon 9e (Stade Gilbert Vigne, Clinique St-Louis, N.D. Duchère, Centre administratif, La Poste, Centre social et Église du Plateau, Lycée La Martinière-Duchère, Piscine, Collège V. Schœlscher, Clinique Sauvegarde) et Champagne-au-Mont-d'Or (Collège JP Rameau, Cimetière et Écoles) - Stations et gares desservies : Saint-Just et Gorge de Loup. | | | | | | | | |
| 66    | Autre : - Arrêts non accessibles aux UFR : St-Just, Trion 4 Colonnes, Bas de Loyasse, Pierre Audry, Professeur Guérin, Gorge de Loup vers Champagne, Berthet Loucheur vers Champagne, Leclair, Johannès Masset, Les Roches, Les Tours, Duchère Château, Simon Buisson, Mont Louis, Collège JP Rameau, Champagne Cimetière, Champagne Verte Colline et St-Rémy. - Particularités : La ligne fonctionne du lundi au samedi de 5 h 50 à 21 h. - Date de dernière mise à jour : 4 novembre 2016. | | | | | | | | |
| 66    | Dernière actualisation : — | | | | | | | | |
| 67    | Ligne oui · Ligne 67 | Ligne oui · Ligne 67 | Ligne oui · Ligne 67 | Ligne oui · Ligne 67 | Ligne oui · Ligne 67 | Ligne oui · Ligne 67 | Ligne oui · Ligne 67 | Ligne oui · Ligne 67 | Ligne oui · Ligne 67 |
| 67    | Laurent Bonnevay - Astroballe ⥋ Meyzieu — Z.I | | | | | | | | |
| 67    | Ouverture / Fermeture 2 mai 1978 / — | Longueur 13,8 km | Durée 45 à 60 min | Nb. d’arrêts 37 | Matériel Man Lion's City 18GNV Urbanway 18 GNV                                                                                          | Jours de fonctionnement L, Ma, Me, J, V, S, D                                                                                           | Jour / Soir / Nuit / Fêtes O / O / N / O                                                                                                | Voy. / an — | Unité de transport La Soie |
| 67    | Desserte : - Villes et lieux desservis : Villeurbanne (Astroballe, Stade Georges Lyvet, Piscine Étienne Gagnaire, Cimetière de Cusset), Vaulx-en-Velin (Centre commercial Carré de soie), Décines-Charpieu (Église des Bruyères, Clinique Champ Fleuri, Centre culturel Le Toboggan, Mairie, Lycées C. Chaplin et H. Becquerel, Collège Brassens) et Meyzieu (Piscine, Salle des fêtes, Centre social, CPAM, Médiathèque, Hôtel de ville, Centre commercial des Plantées, Cimetière des Plantées, M.T.E.) - Stations et gares desservies : Laurent Bonnevay - Astroballe, Décines Centre (T3), Meyzieu Gare (T3) et Meyzieu Z.I (T3) | | | | | | | | |
| 67    | Autre : - Arrêts non accessibles aux UFR : Meyzieu Le Carreau, Zi Schweitzer République, Zi Schweitzer Meyzieu. - Particularités : La ligne fonctionne du lundi au samedi de 4 h 45 à 0 h 15 et les dimanches et fêtes à partir de 6 h 45. - Date de dernière mise à jour : 30 août 2024. | | | | | | | | |
| 67    | Dernière actualisation : — | | | | | | | | |
| 68    | Ligne oui · Ligne 68 | Ligne oui · Ligne 68 | Ligne oui · Ligne 68 | Ligne oui · Ligne 68 | Ligne oui · Ligne 68 | Ligne oui · Ligne 68 | Ligne oui · Ligne 68 | Ligne oui · Ligne 68 | Ligne oui · Ligne 68 |
| 68    | Vaulx-en-Velin - La Soie ⥋ Les Grandes Terres | | | | | | | | |
| 68    | Ouverture / Fermeture 2 mai 1978 / — | Longueur 10 km | Durée 32 min | Nb. d’arrêts 28 | Matériel Man Lion's City 12 GNV Urbanway 12 GNV                                                                                         | Jours de fonctionnement L, Ma, Me, J, V, S, D                                                                                           | Jour / Soir / Nuit / Fêtes O / O / N / O                                                                                                | Voy. / an — | Unité de transport La Soie |
| 68    | Desserte : - Villes et lieux desservis : Vaulx-en-Velin (Centre commercial Carré de Soie, IPA De Musset, Mairie annexe, Stade E. Aubert, Cimetière, Centre commercial) et Chassieu (Gendarmerie, La Poste, Mairie, Espace culturel Le Luminier, Maison des sports, École de Musique, Collège Léonard de Vinci) - Stations et gares desservies : Vaulx-en-Velin - La Soie. | | | | | | | | |
| 68    | Autre : - Arrêts non accessibles aux UFR : Allée de l'Église, Corneille vers Chassieu, Dumas-Salengro, Vaulx-Salengro, Les Cèdres, Les Chênes, Les Grillons, Francis Poulenc, Mont Saint-Paul, La Grange, Églantines, Les Pyes, Chassieu Place vers Vaulx, Place Coponat, Chassieu Mairie, Chassieu Collège, La Fontaine, Murget et Les Grandes Terres vers Vaulx. - Particularités : La ligne fonctionne du lundi au vendredi de 5 h 25 à 0 h, le samedi à partir de 5 h 30 et les dimanches et fêtes à partir de 6 h 55. - Date de dernière mise à jour : 14 août 2019. | | | | | | | | |
| 68    | Dernière actualisation : — | | | | | | | | |
| 69    | Ligne oui · Ligne 69 | Ligne oui · Ligne 69 | Ligne oui · Ligne 69 | Ligne oui · Ligne 69 | Ligne oui · Ligne 69 | Ligne oui · Ligne 69 | Ligne oui · Ligne 69 | Ligne oui · Ligne 69 | Ligne oui · Ligne 69 |
| 69    | Manufacture - Montluc ⥋ Collège du Tonkin | | | | | | | | |
| 69    | Ouverture / Fermeture 12 février 1979 / — | Longueur 8,8 km | Durée 28 à 45 min | Nb. d’arrêts 29 | Matériel Urbanway 12 GX337 Linium | Jours de fonctionnement L, Ma, Me, J, V, S, D                                                                                           | Jour / Soir / Nuit / Fêtes O / N / N / N                                                                                                | Voy. / an — | Unité de transport Les Pins |
| 69    | Desserte : - Villes et lieux desservis : Lyon 3e (Université Lyon III Jean Moulin, Fort Montluc) et Villeurbanne (Église, Mairie, TNP, Maison du livre, Centre culturel, Maison des sports, Église, CAF, Résidences personnes âgées, Collège Jean Macé, Université Lyon 1, Maison de l'Université, Collège du Tonkin, Clinique du Tonkin) - Stations et gares desservies : Manufacture - Montluc (T4), Sans Souci, Dauphiné - Lacassagne (T3), Gratte-Ciel, Flachet - Alain Gilles et Condorcet (T1 et T4). | | | | | | | | |
| 69    | Autre : - Arrêts non accessibles aux UFR : Saint-Philippe, Dupeuble, Dumas, Filature vers Tonkin et Galline. - Particularités : La ligne fonctionne du lundi au samedi de 5 h 50 à 21 h 10 et les dimanches et fêtes de 6 h 45 à 20 h 15. L'arrêt Pierre-Joseph Proudhon n'est pas desservi le vendredi matin avant 13 h 20 en direction de Collège du Tonkin à cause d'un marché à Villeurbanne. - Date de dernière mise à jour : 2 janvier 2020. | | | | | | | | |
| 69    | Dernière actualisation : — | | | | | | | | |

### Lignes 70 à 79
| Ligne | Caractéristiques | Caractéristiques                         | Caractéristiques                         | Caractéristiques                         | Caractéristiques                                                  | Caractéristiques                              | Caractéristiques                         | Caractéristiques                         | Caractéristiques                                                             |
| 70    | Ligne oui · Ligne 70 | Ligne oui · Ligne 70                     | Ligne oui · Ligne 70                     | Ligne oui · Ligne 70                     | Ligne oui · Ligne 70                                              | Ligne oui · Ligne 70                          | Ligne oui · Ligne 70                     | Ligne oui · Ligne 70                     | Ligne oui · Ligne 70                                                         |
| 70    | Gare Part-Dieu - Vivier Merle ⥋ Neuville | Gare Part-Dieu - Vivier Merle ⥋ Neuville | Gare Part-Dieu - Vivier Merle ⥋ Neuville | Gare Part-Dieu - Vivier Merle ⥋ Neuville | Gare Part-Dieu - Vivier Merle ⥋ Neuville                          | Gare Part-Dieu - Vivier Merle ⥋ Neuville      | Gare Part-Dieu - Vivier Merle ⥋ Neuville | Gare Part-Dieu - Vivier Merle ⥋ Neuville | Gare Part-Dieu - Vivier Merle ⥋ Neuville                                     |
| ----- | --- | ---------------------------------------- | ---------------------------------------- | ---------------------------------------- | ----------------------------------------------------------------- | --------------------------------------------- | ---------------------------------------- | ---------------------------------------- | ---------------------------------------------------------------------------- |
| 70    | Ouverture / Fermeture 2 décembre 1963 / — | Longueur 16 km                           | Durée 45 min                             | Nb. d’arrêts 35                          | Matériel Citelis 18 Urbanway 18 (vacances scolaires et estivales) | Jours de fonctionnement L, Ma, Me, J, V, S, D | Jour / Soir / Nuit / Fêtes O / N / N / O | Voy. / an —                              | Unité de transport Nord                                                      |
| 70    | Desserte : - Villes et lieux desservis : Lyon 3e (Centre commercial régional de La Part-Dieu), Lyon 6e (Parc de la Tête d'Or, Cité internationale, Cité des congrès de Lyon), Villeurbanne (Hôpital des Charpennes, Cité des Antiquaires, Institut régional d'administration de Lyon, Espace Tonkin, Médiathèque, Espace Tête d'Or, ENSSIB, Le Transbordeur), Caluire-et-Cuire (Lycée Cuzin, Centre commercial Caluire 2), Fontaines-sur-Saône (Stade des Ronzières, Collège Jean de Tournes, Église St-Louis, Mairie), Rochetaillée-sur-Saône (Musée de l'automobile Henri-Malartre, Écluse), Fleurieu-sur-Saône et Neuville-sur-Saône (Gendarmerie, Collège J. Renoir, Collège et Lycée N.D. de Bellegarde, Église, Mairie, Hôpital Gériatrique) - Stations et gares desservies : Gare Part-Dieu - Vivier Merle, Brotteaux, Charpennes - Charles Hernu et Tonkin (T1 et T4). |                                          |                                          |                                          |                                                                   |                                               |                                          |                                          |                                                                              |
| 70    | Autre : - Arrêts non accessibles aux UFR : Cèdres vers Part-Dieu, Fontaines Centre, Fontaines Petit Moulin, Gros Platane vers Neuville, Rochetaillée, Écluse de Rochetaillée vers Part-Dieu, Guimet vers Neuville, Gorgat et Neuville. - Particularités : La ligne fonctionne du lundi au samedi de 5 h 30 à 21 h et les dimanches et fêtes à partir de 6 h 50. - Modification en septembre 2019 : La ligne fonctionnement le dimanche matin. - Date de dernière mise à jour : 14 août 2019. |                                          |                                          |                                          |                                                                   |                                               |                                          |                                          |                                                                              |

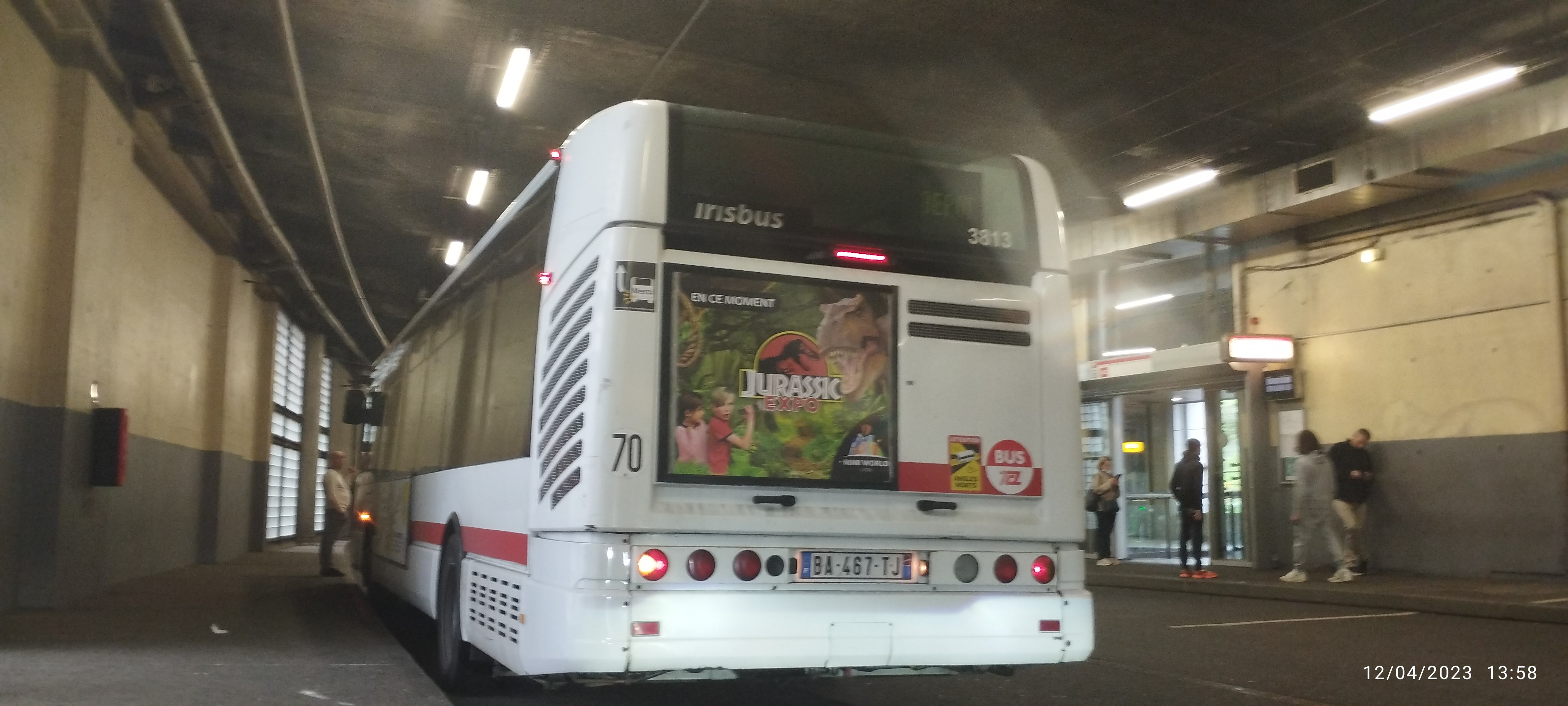
3813 Citelis 12 sur ligne 71 en pause à Gare de Vaise

| 70    | Dernière actualisation : — |                                          |                                          |                                          |                                                                   |                                               |                                          |                                          |                                                                              |
| 71    | Ligne oui · Ligne 71 | Ligne oui · Ligne 71                     | Ligne oui · Ligne 71                     | Ligne oui · Ligne 71                     | Ligne oui · Ligne 71                                              | Ligne oui · Ligne 71                          | Ligne oui · Ligne 71                     | Ligne oui · Ligne 71                     | Ligne oui · Ligne 71                                                         |
| 71    | Gare de Vaise ⥋ Écoles de Collonges |                                          |                                          |                                          |                                                                   |                                               |                                          |                                          |                                                                              |
| 71    | Ouverture / Fermeture 5 mars 2001 / — | Longueur 7 km                            | Durée 18 min                             | Nb. d’arrêts 27                          | Matériel GX 137                                                   | Jours de fonctionnement L, Ma, Me, J, V, S, D | Jour / Soir / Nuit / Fêtes O / N / N / O | Voy. / an —                              | Unité de transport Vaise                                                     |
| 71    | Desserte : - Villes et lieux desservis : Lyon 9e (Lycée Jean Perrin), Saint-Cyr-au-Mont-d'Or (Maison de Convalescence, Piscine, Stade, École de Champlong, « La Pinède » Croix-Rouge française, Centre psychothérapique) et Collonges-au-Mont-d'Or (Mairie, Écoles) - Stations et gares desservies : Gare de Vaise. |                                          |                                          |                                          |                                                                   |                                               |                                          |                                          |                                                                              |
| 71    | Autre : - Arrêts non accessibles aux UFR : La Voûte, Val Rosay, Lycée Jean Perrin vers Collonges, Louis Bouquet et Grand Champ vers Gare de Vaise, Nervieux, Serpoly vers Collonges, La Chaux École de Champlong, Chemin de l'Écully, Écoles de Collonges, Grand Port, Notre-Dame du Grand Port, César Paulet, Trêves Pâques, Ampère et Centre Psychothérapique. - Particularités : La ligne fonctionne du lundi au vendredi de 6 h 10 à 21 h 58 et les week-ends et fêtes à partir de 6 h 15. - Date de dernière mise à jour : 14 août 2022. |                                          |                                          |                                          |                                                                   |                                               |                                          |                                          |                                                                              |
| 71    | Dernière actualisation : — |                                          |                                          |                                          |                                                                   |                                               |                                          |                                          |                                                                              |
| 72    | Ligne oui · Ligne 72 | Ligne oui · Ligne 72                     | Ligne oui · Ligne 72                     | Ligne oui · Ligne 72                     | Ligne oui · Ligne 72                                              | Ligne oui · Ligne 72                          | Ligne oui · Ligne 72                     | Ligne oui · Ligne 72                     | Ligne oui · Ligne 72                                                         |
| 72    | Gorge de Loup ⥋ Les Terres — Saint-Genis-les-Ollières (Val Fontaine du lundi au vendredi à certains services / Sainte-Consorce un bus sur deux ou trois) |                                          |                                          |                                          |                                                                   |                                               |                                          |                                          |                                                                              |
| 72    | Ouverture / Fermeture 1er juin 1976 / — | Longueur 9,5 (8,8 / 15,5) km             | Durée 35 (25 / 40) min                   | Nb. d’arrêts 22 (21 / 30)                | Matériel Citelis 12 Crossway LE City                              | Jours de fonctionnement L, Ma, Me, J, V, S, D | Jour / Soir / Nuit / Fêtes O / N / N / O | Voy. / an —                              | Unité de transport Craponne (Keolis Planche)                                 |
| 72    | Desserte : - Villes et lieux desservis : Lyon 9e (Église St-Joseph), Tassin-la-Demi-Lune (Église, Horloge monumentale, Cimetière, Collège Jean-Jacques Rousseau, Clinique du Rein Artificiel), Saint-Genis-les-Ollières (Centre-ville), Sainte-Consorce (Mairie) et Marcy-l'Étoile (Pasteur Mérieux, Église, Mairie) - Stations et gares desservies : Gorge de Loup. |                                          |                                          |                                          |                                                                   |                                               |                                          |                                          |                                                                              |
| 72    | Autre : - Arrêts non accessibles aux UFR : Gorge de Loup, Montribloud, Ménival Ste-Anne, Brosset vers Marcy, Carrefour Libération vers Gorge de Loup, Les Croisettes, Tabagnon, Marius Poncet, Les Hautprés vers Marcy, Le Vorlat, Val Fontaine Centre, Val Fontaine, La Vuldy, Les Grandes Trèves vers Marcy, Le Quincieux, Badel, Marcy l'Étoile et Marcy Saule. - Particularités : La ligne fonctionne du lundi au vendredi de 5 h 35 à 20 h 41, le samedi à partir de 6 h 35 et les dimanches et fêtes de 12 h 40 à 20 h 21. Ensuite, c'est la ligne 72/98 qui assure la desserte. Environ un bus sur deux ou trois est prolongé à Sainte-Consorce, et du lundi au vendredi la ligne dessert la branche Val Fontaine matin, midi et soir, à raison d'un à deux bus par heure. - Date de dernière mise à jour : 28 décembre 2017. |                                          |                                          |                                          |                                                                   |                                               |                                          |                                          |                                                                              |
| 72    | Dernière actualisation : — |                                          |                                          |                                          |                                                                   |                                               |                                          |                                          |                                                                              |
| 72/98 | Ligne oui · Ligne 72-98 | Ligne oui · Ligne 72-98                  | Ligne oui · Ligne 72-98                  | Ligne oui · Ligne 72-98                  | Ligne oui · Ligne 72-98                                           | Ligne oui · Ligne 72-98                       | Ligne oui · Ligne 72-98                  | Ligne oui · Ligne 72-98                  | Ligne oui · Ligne 72-98                                                      |
| 72/98 | Gorge de Loup ⥋ Marcy l'Étoile |                                          |                                          |                                          |                                                                   |                                               |                                          |                                          |                                                                              |
| 72/98 | Ouverture / Fermeture 9 février 1998 / — | Longueur —                               | Durée 30 min                             | Nb. d’arrêts 41                          | Matériel Citelis 12                                               | Jours de fonctionnement L, Ma, Me, J, V, S, D | Jour / Soir / Nuit / Fêtes N / O / N / O | Voy. / an —                              | Unité de transport Craponne (Keolis Planche)                                 |
| 72/98 | Desserte : - Villes et lieux desservis : Lyon 9e (Église St-Joseph), Tassin-la-Demi-Lune (Église, Horloge monumentale, Cimetière, Collège JJ Rousseau, Clinique du Rein Artificiel, Centre Social), Saint-Genis-les-Ollières (Centre-ville, Lycée Blaise Pascal), Sainte-Consorce (Mairie) et Marcy-l'Étoile (École Vétérinaire, INT, Parc de Lacroix-Laval) - Stations et gares desservies : Gorge de Loup et Gare d'Écully-la-Demi-Lune. |                                          |                                          |                                          |                                                                   |                                               |                                          |                                          |                                                                              |
| 72/98 | Autre : - Arrêts non accessibles aux UFR : Gorge de Loup, Montribloud, Ménival Ste-Anne, Carrefour Libération, Tassin - Genetières, Les Croisettes, Tabagnon, Marius Poncet, Le Quincieux, Badel, Marcy l'Étoile, Marcy Saule, Bois de l'Étoile, Lycée Blaise Pascal et Tassin Centre Social. - Particularités : La ligne fonctionne du lundi au samedi de 21 h à 0 h 30 et les dimanches et fêtes jusqu'à 23 h 30, en remplacement des lignes 72 et 98. Le trajet aller se fait par l'itinéraire de la ligne 72 jusqu'à l'arrêt Marcy l'Orme. Le trajet retour se fait par l'itinéraire du 98 à partir de l'arrêt Marcy Verchères jusqu'à Gorge de Loup. - Date de dernière mise à jour : 16 décembre 2019. |                                          |                                          |                                          |                                                                   |                                               |                                          |                                          |                                                                              |
| 72/98 | Dernière actualisation : — |                                          |                                          |                                          |                                                                   |                                               |                                          |                                          |                                                                              |
| 76    | Ligne oui · Ligne 76 | Ligne oui · Ligne 76                     | Ligne oui · Ligne 76                     | Ligne oui · Ligne 76                     | Ligne oui · Ligne 76                                              | Ligne oui · Ligne 76                          | Ligne oui · Ligne 76                     | Ligne oui · Ligne 76                     | Ligne oui · Ligne 76                                                         |
| 76    | Corbas — Les Balmes ⥋ Décines — Grand Large |                                          |                                          |                                          |                                                                   |                                               |                                          |                                          |                                                                              |
| 76    | Ouverture / Fermeture 2 septembre 2002 / — | Longueur 20 km                           | Durée 45 min                             | Nb. d’arrêts 45                          | Matériel Urbanway 12                                              | Jours de fonctionnement L, Ma, Me, J, V       | Jour / Soir / Nuit / Fêtes O / N / N / N | Voy. / an —                              | Unité de transport Audibert                                                  |
| 76    | Desserte : - Villes et lieux desservis : Corbas (Centre commercial Les Balmes, Stade, Collège René Cassin, Centre commercial, Abattoirs), Saint-Priest (Sécurité social, Cimetière, Zone industrielle Mi-Plaine), Chassieu (Zone industrielle Mi-Plaine, Gendarmerie, La Poste, Mairie, Église, Stade Fontlupt, Le Luminier) et Décines-Charpieu (Lycée Henri Becquerel, Lycée Charlie Chaplin, Esplanade, Réservoir du Grand-Large, Grand Stade des Lumières) - Stations et gares desservies : Gare de Saint-Priest, Saint-Priest Jules Ferry (T2) et Décines Grand Large (T3). |                                          |                                          |                                          |                                                                   |                                               |                                          |                                          |                                                                              |
| 76    | Autre : - Arrêts non accessibles aux UFR : Corbas Les Balmes, Corbas Les Bruyères vers Décines, Les Dauphins, Square Meunier, Vignerme, Corbas Les Taillis vers Décines, Corbas Gabriel Péri, Pan Perdu, St-Priest Salengro vers Décines, Route d'Heyrieux, Montgolfier, Chassieu Place vers Corbas, Place Coponat vers Décines, Les Régales et Décines Grand Large (arrêt de descente). - Particularités : La ligne fonctionne du lundi au vendredi de 5 h 40 à 20 h 10. - Date de dernière mise à jour : 30 août 2024. |                                          |                                          |                                          |                                                                   |                                               |                                          |                                          |                                                                              |
| 76    | Dernière actualisation : — |                                          |                                          |                                          |                                                                   |                                               |                                          |                                          |                                                                              |
| 77    | Ligne oui · Ligne 77 | Ligne oui · Ligne 77                     | Ligne oui · Ligne 77                     | Ligne oui · Ligne 77                     | Ligne oui · Ligne 77                                              | Ligne oui · Ligne 77                          | Ligne oui · Ligne 77                     | Ligne oui · Ligne 77                     | Ligne oui · Ligne 77                                                         |
| 77    | Montessuy — Gutenberg ⥋ Pont de Fontaines |                                          |                                          |                                          |                                                                   |                                               |                                          |                                          |                                                                              |
| 77    | Ouverture / Fermeture 10 septembre 1990 / — | Longueur 15 km                           | Durée 39 min                             | Nb. d’arrêts 37                          | Matériel Crossway LE Viano (le dimanche)                          | Jours de fonctionnement L, Ma, Me, J, V, S, D | Jour / Soir / Nuit / Fêtes O / N / N / O | Voy. / an —                              | Transporteur Autocars Maisonneuve (Reyrieux) / Taxis Dubouchet (le dimanche) |
| 77    | Desserte : - Villes et lieux desservis : Caluire-et-Cuire (Cimetière, Collège André Lassagne), Sathonay-Camp (Camp Militaire), Sathonay-Village (Église, Mairie), Cailloux-sur-Fontaines (Mairie, Église, Centre culturel, GAEC de la Grive, Centre-ville), Fontaines-Saint-Martin (Église, Mairie, Fondation Simon Rousseau) et Fontaines-sur-Saône (Bibliothèque, Mairie, Église, Collège J. de Tournes) - Stations et gares desservies : Gare de Sathonay-Rillieux. |                                          |                                          |                                          |                                                                   |                                               |                                          |                                          |                                                                              |
| 77    | Autre : - Arrêts non accessibles aux UFR : Caluire Place Foch, Caluire Place de la Bascule, Camp Militaire, Les Bruyères, Boulevard des Oiseaux, Boutarey vers Montessuy, Sathonay Village-Église, Centre Village, Chemin de Rivery, Noailleux vers Montessuy, Cailloux Château, Cailloux Mairie, GAEC de la Grive, Les Pervenches, Cailloux Centre vers Fontaines, Cailloux Bellevue, Cailloux La Croix et Trêve Oray vers Montessuy, Le Cantin, Les Mollières et Fontaines Centre. - Particularités : La ligne fonctionne du lundi au vendredi de 6 h 10 à 21 h, le samedi à partir de 6 h 30 et les dimanches et fêtes à partir de 12 h, le service est alors effectué en Viano par les Taxis Dubouchet. - Date de dernière mise à jour : 15 juillet 2025. |                                          |                                          |                                          |                                                                   |                                               |                                          |                                          |                                                                              |
| 77    | Dernière actualisation : — |                                          |                                          |                                          |                                                                   |                                               |                                          |                                          |                                                                              |
| 78    | Ligne oui · Ligne 78 | Ligne oui · Ligne 78                     | Ligne oui · Ligne 78                     | Ligne oui · Ligne 78                     | Ligne oui · Ligne 78                                              | Ligne oui · Ligne 78                          | Ligne oui · Ligne 78                     | Ligne oui · Ligne 78                     | Ligne oui · Ligne 78                                                         |
| 78    | Saint-Genis-Laval Hôpital Lyon Sud ⥋ Gare de Givors-Ville |                                          |                                          |                                          |                                                                   |                                               |                                          |                                          |                                                                              |
| 78    | Ouverture / Fermeture 8 juillet 2013 / — | Longueur 23 km                           | Durée 60 min                             | Nb. d’arrêts 43                          | Matériel Citelis 12 Urbanway 12 Urbanway 18 (services scolaires)  | Jours de fonctionnement L, Ma, Me, J, V, S, D | Jour / Soir / Nuit / Fêtes O / N / N / O | Voy. / an —                              | Unité de transport Oullins / Givors                                          |
| 78    | Desserte : - Villes et lieux desservis : Saint-Genis-Laval (Observatoire, Lycée Descartes, Collège Paul d'Aubarède, Centre commercial St-Genis 2, ZA Barolles), Charly (Lycée Agroalimentaire, Centre, Église, Château), Vernaison, Grigny-sur-Rhône (Stade Nautique Bonnard, Bibliothèque, Zone industrielle du Recou, Zone d'activités Berthelot Garon) et Givors (Espace nautique, Église Notre-Dame, Sécurité sociale) - Stations et gares desservies : Saint-Genis-Laval Hôpital Lyon Sud, Gare de Givors-Canal et Gare de Givors-Ville. |                                          |                                          |                                          |                                                                   |                                               |                                          |                                          |                                                                              |
| 78    | Autre : - Arrêts non accessibles aux UFR : Observatoire, Gadagne Foch, Les Oliviers, Lardillet, St-Genis Barolles, ZA Barolles, Les Sapins, Les Fraisiers, La Gadinière, Lycée Agroalimentaire, St-Abdon, Le Pelet, Charly Centre, Charly Église, Flachères, Les Mésanges, Les Essards et Vernaison La Rossignole vers Oullins, Bois Comtal, Grigny La Colombe, Dutartre, Le Manoir, La Rochère, Mayer, Centre Chervet, Terrasse des Arboras, Arboras, Pététin, Bonnefond, Gare de Givors-Canal, Robespierre et Gare de Givors-Ville. - Particularités : La ligne fonctionne du lundi au vendredi de 5 h 10 à 20 h 55, le samedi à partir de 5 h 50 et les dimanches et fêtes à partir de 8 h 5. Un départ scolaire de Lycée Descartes direction Vernaison La Rossignole le soir en semaine en période scolaire est assuré et un autre le matin au départ de ce dernier arrêt direction Givors est aussi assuré. - Modifications à partir d'octobre 2023 : Dans le cadre du prolongement du métro B à Saint-Genis-Laval - Hôpital Lyon Sud, la ligne 78 est limitée au nord à Hôpital Lyon Sud. - Date de dernière mise à jour : 15 juillet 2025. |                                          |                                          |                                          |                                                                   |                                               |                                          |                                          |                                                                              |
| 78    | Dernière actualisation : — |                                          |                                          |                                          |                                                                   |                                               |                                          |                                          |                                                                              |
| 79    | Ligne oui · Ligne 79 | Ligne oui · Ligne 79                     | Ligne oui · Ligne 79                     | Ligne oui · Ligne 79                     | Ligne oui · Ligne 79                                              | Ligne oui · Ligne 79                          | Ligne oui · Ligne 79                     | Ligne oui · Ligne 79                     | Ligne oui · Ligne 79                                                         |
| 79    | La Borelle ⥋ Décines — Grand Large |                                          |                                          |                                          |                                                                   |                                               |                                          |                                          |                                                                              |
| 79    | Ouverture / Fermeture 2 janvier 2001 / — | Longueur 15 km                           | Durée 42 min                             | Nb. d’arrêts 34                          | Matériel Urbanway 12                                              | Jours de fonctionnement L, Ma, Me, J, V, S, D | Jour / Soir / Nuit / Fêtes O / N / N / O | Voy. / an —                              | Unité de transport Les Pins                                                  |
| 79    | Desserte : - Villes et lieux desservis : Vénissieux (Lycée M. Sembat et M. Seguin), Bron (Lycée du Bâtiment, Centre commercial, Piscine, Collège Théodore Monod, Collège Pasteur, Hôtel de ville, Médiathèque, La Poste, Cimetière, Lycée Jean-Paul Sartre, Centre de Tri Postal, Stade) et Décines-Charpieu (Centre commercial, Centre nautique, Collège M. Bastié, Parc des sports, Mairie, Centre culturel, Clinique du Grand Large, Lycée Charlie Chaplin, Esplanade, Réservoir du Grand-Large) - Stations et gares desservies : La Borelle (T4), Joliot Curie - Marcel Sembat (T4), Parilly, Mermoz - Pinel, Bron Hôtel de Ville (T2 et T5), De Tassigny - Curial (T5), Lycée Jean-Paul Sartre (T5), Parc du Chêne (T5), Décines Centre (T3) et Décines Grand Large (T3). |                                          |                                          |                                          |                                                                   |                                               |                                          |                                          |                                                                              |
| 79    | Autre : - Arrêts non accessibles aux UFR : La Borelle, Joliot Curie - Marcel Sembat et Parilly vers Décines, Labourbe, Mont-Blanc, Général Frère, Rue du Parc, Bron Libération vers Décines, Bron Jean Jaurès, Bron Salengro, Bron - Hôtel de ville, Roosevelet Centre commercial, Élisée Reclus, Décines Verlaine, Décines Beauregard, Proudhon, Centre nautique, Décines Esplanade et Décines Grand Large (arrêt de descente). - Particularités : La ligne fonctionne du lundi au samedi de 5 h 25 à 20 h 30 et les dimanches et fêtes à partir de 8 h 15. - Date de dernière mise à jour : 3 juin 2015. |                                          |                                          |                                          |                                                                   |                                               |                                          |                                          |                                                                              |
| 79    | Dernière actualisation : — |                                          |                                          |                                          |                                                                   |                                               |                                          |                                          |                                                                              |

### Lignes 80 à 89
| Ligne | Caractéristiques | Caractéristiques                                                                 | Caractéristiques                                                                 | Caractéristiques                                                                 | Caractéristiques                                                                                  | Caractéristiques                                                                 | Caractéristiques                                                                 | Caractéristiques                                                                 | Caractéristiques                                                                 |
| 80    | Ligne oui · Ligne 80 | Ligne oui · Ligne 80                                                             | Ligne oui · Ligne 80                                                             | Ligne oui · Ligne 80                                                             | Ligne oui · Ligne 80                                                                              | Ligne oui · Ligne 80                                                             | Ligne oui · Ligne 80                                                             | Ligne oui · Ligne 80                                                             | Ligne oui · Ligne 80                                                             |
| 80    | Grigny — La Colombe ⥋ Givors — Vallée du Gier (Gare de Givors-Ville le dimanche) | Grigny — La Colombe ⥋ Givors — Vallée du Gier (Gare de Givors-Ville le dimanche) | Grigny — La Colombe ⥋ Givors — Vallée du Gier (Gare de Givors-Ville le dimanche) | Grigny — La Colombe ⥋ Givors — Vallée du Gier (Gare de Givors-Ville le dimanche) | Grigny — La Colombe ⥋ Givors — Vallée du Gier (Gare de Givors-Ville le dimanche)                  | Grigny — La Colombe ⥋ Givors — Vallée du Gier (Gare de Givors-Ville le dimanche) | Grigny — La Colombe ⥋ Givors — Vallée du Gier (Gare de Givors-Ville le dimanche) | Grigny — La Colombe ⥋ Givors — Vallée du Gier (Gare de Givors-Ville le dimanche) | Grigny — La Colombe ⥋ Givors — Vallée du Gier (Gare de Givors-Ville le dimanche) |
| ----- | --- | -------------------------------------------------------------------------------- | -------------------------------------------------------------------------------- | -------------------------------------------------------------------------------- | ------------------------------------------------------------------------------------------------- | -------------------------------------------------------------------------------- | -------------------------------------------------------------------------------- | -------------------------------------------------------------------------------- | -------------------------------------------------------------------------------- |
| 80    | Ouverture / Fermeture 1er janvier 2007 / — | Longueur 15 (12,2) km                                                            | Durée 34 (28) min                                                                | Nb. d’arrêts 42 (38)                                                             | Matériel Citelis 12                                                                               | Jours de fonctionnement L, Ma, Me, J, V, S, D                                    | Jour / Soir / Nuit / Fêtes O / N / N / O                                         | Voy. / an —                                                                      | Unité de transport Givors                                                        |
| 80    | Desserte : - Villes et lieux desservis : Grigny-sur-Rhône (Stade Nautique Bonnard, Bibliothèque, Église Saint-Pierre, Stade Jean Zay, Collège Malfroy, Complexe Sportif Brenot, ZAC de Chantelot, Stade Planchon) et Givors (Stade Libération, Centre social, Maison du Rhône, Mairie annexe, Lycées Picasso et Aragon, Centre hospitalier, Lycée D. Casanova, Espace nautique, Église Notre-Dame, Sécurité sociale, Hôtel des finances, Hôtel de ville, Théâtre, Médiathèque, Police, Médecine du travail, Maison des services publics, Centre commercial Vallée du Gier) - Stations et gares desservies : Gare de Givors-Ville, Gare de Givors-Canal et Gare de Grigny-le-Sablon. |                                                                                  |                                                                                  |                                                                                  |                                                                                                   |                                                                                  |                                                                                  |                                                                                  |                                                                                  |
| 80    | Autre : - Arrêts non accessibles aux UFR : Grigny La Colombe, Dutartre, Roux Rivoire, Mayer, Arrondières, Maison, Grigny Pasteur, André Sabatier, Boutras - Sabatier, Le Jayon, Grigny Pressensé, Cité SNCF Grigny, Givors - Parc des sports, Les Vernes - R. Rolland, Les Vernes - J. Vallès, Les Vernes - Lénine, Givors - Y. Farge, Casanova, Gare de Givors Canal, Givors - Salengro, Givors Hôtel de ville, Marcel Paul, Givors Place Pasteur, Gare de Givors Ville, La Freydière et Rue de Montrond vers Vallée du Gier, Vallée du Gier 1 vers Grigny et Givors - Vallée du Gier. - Particularités : La ligne fonctionne du lundi au vendredi de 5 h 40 à 21 h 15, le samedi à partir de 6 h 20 et les dimanches et fêtes de 7 h 5 à 13 h 20. Le dimanche la ligne circule uniquement entre Gare de Givors-Ville et Grigny Le Sablon. - Date de dernière mise à jour : 15 juillet 2025. |                                                                                  |                                                                                  |                                                                                  |                                                                                                   |                                                                                  |                                                                                  |                                                                                  |                                                                                  |

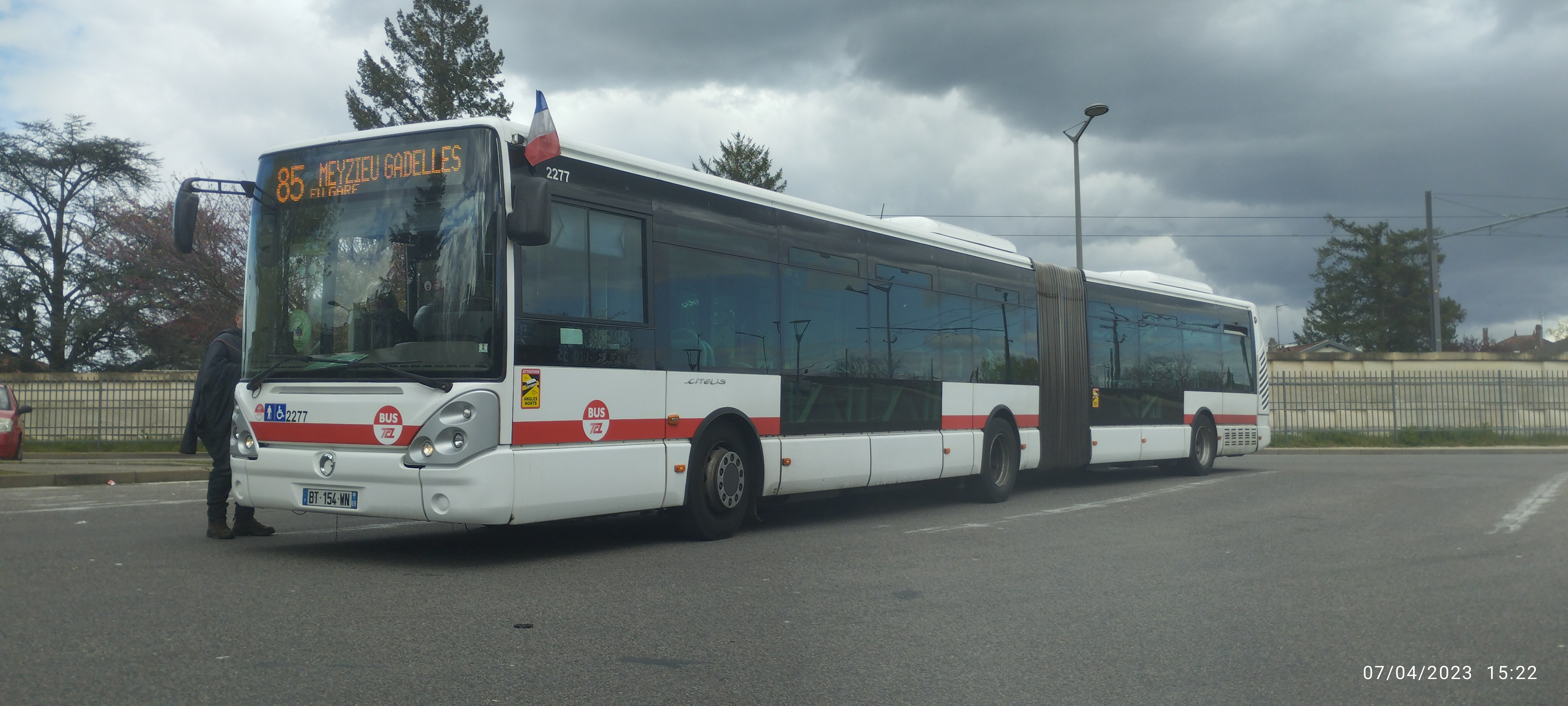
La 2277 Citelis 18 ligne 85 en pause à Décines Grand Large

| 80    | Dernière actualisation : — |                                                                                  |                                                                                  |                                                                                  |                                                                                                   |                                                                                  |                                                                                  |                                                                                  |                                                                                  |
| N80   | Ligne oui · Ligne N80 | Ligne oui · Ligne N80                                                            | Ligne oui · Ligne N80                                                            | Ligne oui · Ligne N80                                                            | Ligne oui · Ligne N80                                                                             | Ligne oui · Ligne N80                                                            | Ligne oui · Ligne N80                                                            | Ligne oui · Ligne N80                                                            | Ligne oui · Ligne N80                                                            |
| N80   | Vaulx-en-Velin - La Soie ⥋ Grand parc Le Morlet |                                                                                  |                                                                                  |                                                                                  |                                                                                                   |                                                                                  |                                                                                  |                                                                                  |                                                                                  |
| N80   | Ouverture / Fermeture 3 juillet 2021 / — | Longueur 7,9 km                                                                  | Durée 20 min                                                                     | Nb. d’arrêts 3                                                                   | Matériel Man Lion's City 18GNV Urbanway 18 GNV                                                    | Jours de fonctionnement L, Ma, Me, J, V, S, D                                    | Jour / Soir / Nuit / Fêtes O / N / N / O                                         | Voy. / an —                                                                      | Unité de transport La Soie                                                       |
| N80   | Desserte : - Villes et lieux desservis : Villeurbanne et Vaulx-en-Velin (Grand parc de Miribel-Jonage) - Stations et gares desservies : Vaulx-en-Velin - La Soie. |                                                                                  |                                                                                  |                                                                                  |                                                                                                   |                                                                                  |                                                                                  |                                                                                  |                                                                                  |
| N80   | Autre : Version directe de la ligne 83. - Arrêts non accessibles aux UFR : Le Morlet et Grand Parc Miribel Jonage. - Particularités : La ligne fonctionne tous les jours de juillet à août de 9 h 30 à 20 h 30. - Date de dernière mise à jour : 5 août 2022. |                                                                                  |                                                                                  |                                                                                  |                                                                                                   |                                                                                  |                                                                                  |                                                                                  |                                                                                  |
| N80   | Dernière actualisation : — |                                                                                  |                                                                                  |                                                                                  |                                                                                                   |                                                                                  |                                                                                  |                                                                                  |                                                                                  |
| 81    | Ligne oui · Ligne 81 | Ligne oui · Ligne 81                                                             | Ligne oui · Ligne 81                                                             | Ligne oui · Ligne 81                                                             | Ligne oui · Ligne 81                                                                              | Ligne oui · Ligne 81                                                             | Ligne oui · Ligne 81                                                             | Ligne oui · Ligne 81                                                             | Ligne oui · Ligne 81                                                             |
| 81    | Plateau de Montrond ⥋ Collège Paul Vallon |                                                                                  |                                                                                  |                                                                                  |                                                                                                   |                                                                                  |                                                                                  |                                                                                  |                                                                                  |
| 81    | Ouverture / Fermeture 1er septembre 2009 / — | Longueur 11 km                                                                   | Durée 35 (20) min                                                                | Nb. d’arrêts 30 (17)                                                             | Matériel Citelis 12                                                                               | Jours de fonctionnement L, Ma, Me, J, V, S, D                                    | Jour / Soir / Nuit / Fêtes O / N / N / O                                         | Voy. / an —                                                                      | Unité de transport Givors                                                        |
| 81    | Desserte : - Villes et lieux desservis : Givors (Lycée Picasso, Centre hospitalier, Collège des Vernes, Lycée D. Casanova, Salle R. Gaudin, Hôtel de ville, Maison du fleuve, Collège Paul Vallon) - Stations et gares desservies : Gare de Givors-Ville et Gare de Givors-Canal. |                                                                                  |                                                                                  |                                                                                  |                                                                                                   |                                                                                  |                                                                                  |                                                                                  |                                                                                  |
| 81    | Autre : - Arrêts non accessibles aux UFR : Plateau de Montrond, Stade de Montrond, Autrichiens, Châtelaine, Intermédiaire, Tour de Varissan, Ligonnet, Casanova, Givors Yves Farge, Idoux, Liauthaud, Rue de Montrond, Métallurgie, La Jument Noire, La Freydière, Gare de Givors Canal, Givors - Salengro, Givors Hôtel de ville, Marcel Paul, Givors Place Pasteur, Gare de Givors Ville, Liauthaud, Métallurgie, La Jument Noire, La Freydière vers Montrond, Place de la Liberté, Port du Bief, Tour de Bans, La Lône, Abricotiers et Collège de Bans. - Particularités : La ligne fonctionne du lundi au samedi de 5 h 45 à 19 h 10 et les dimanches et fêtes de 8 h 35 à 11 h 35. En semaine, des services fonctionnent aux heures de pointe entre Métallurgie et Collège de Bans ou entre Gare de Givors Canal et Collège de Bans. - Modification de 5 janvier 2020 : la ligne 81 bénéficie de deux trajets supplémentaires entre Collège Paul-Vallon et Gare de Givors Ville les dimanches matin pour assurer une meilleure desserte du marché de Givors depuis le quartier des Bans. Aussi, la ligne 81 circule désormais les dimanches après-midi jusqu’à 17h23. - Date de dernière mise à jour : 2 janvier 2020.        |                                                                                  |                                                                                  |                                                                                  |                                                                                                   |                                                                                  |                                                                                  |                                                                                  |                                                                                  |
| 81    | Dernière actualisation : — |                                                                                  |                                                                                  |                                                                                  |                                                                                                   |                                                                                  |                                                                                  |                                                                                  |                                                                                  |
| N81   | Ligne oui · Ligne N81 | Ligne oui · Ligne N81                                                            | Ligne oui · Ligne N81                                                            | Ligne oui · Ligne N81                                                            | Ligne oui · Ligne N81                                                                             | Ligne oui · Ligne N81                                                            | Ligne oui · Ligne N81                                                            | Ligne oui · Ligne N81                                                            | Ligne oui · Ligne N81                                                            |
| N81   | Gare de Vénissieux ⥋ Grand parc Le Fontanil |                                                                                  |                                                                                  |                                                                                  |                                                                                                   |                                                                                  |                                                                                  |                                                                                  |                                                                                  |
| N81   | Ouverture / Fermeture 2 juillet 2022 / — | Longueur 23,4 km                                                                 | Durée 40 min                                                                     | Nb. d’arrêts 4                                                                   | Matériel Crossway Solaris Interurbino                                                             | Jours de fonctionnement L, Ma, Me, J, V, S, D                                    | Jour / Soir / Nuit / Fêtes O / N / N / O                                         | Voy. / an —                                                                      | Unité de transport Saint-Priest (Cars Faure)                                     |
| N81   | Desserte : - Villes et lieux desservis : Vénissieux (Centre de tri postal), Bron (Université Lumière Lyon II, IUT Lumière, Cimetière communautaire) et Vaulx-en-Velin (Grand parc de Miribel-Jonage) - Stations et gares desservies : Gare de Vénissieux et Parilly Université Hippodrome (T2). |                                                                                  |                                                                                  |                                                                                  |                                                                                                   |                                                                                  |                                                                                  |                                                                                  |                                                                                  |
| N81   | Autre : Emprunte l’Autoroute A43 et la Rocade Est de Lyon. La ligne ne circule qu'en juillet et en août. - Arrêts non accessibles aux UFR : Parilly Jean Zay vers Vénissieux, Parilly Université Hippodrome et Grand parc Le Fontanil. - Particularités : La ligne fonctionne tous les jours de juillet à août de 9 h 30 à 21 h 10. - Date de dernière mise à jour : 18 juin 2022. |                                                                                  |                                                                                  |                                                                                  |                                                                                                   |                                                                                  |                                                                                  |                                                                                  |                                                                                  |
| N81   | Dernière actualisation : — |                                                                                  |                                                                                  |                                                                                  |                                                                                                   |                                                                                  |                                                                                  |                                                                                  |                                                                                  |
| 82    | Ligne oui · Ligne 82 | Ligne oui · Ligne 82                                                             | Ligne oui · Ligne 82                                                             | Ligne oui · Ligne 82                                                             | Ligne oui · Ligne 82                                                                              | Ligne oui · Ligne 82                                                             | Ligne oui · Ligne 82                                                             | Ligne oui · Ligne 82                                                             | Ligne oui · Ligne 82                                                             |
| 82    | Neuville — L'Écho ⥋ Les Gambins |                                                                                  |                                                                                  |                                                                                  |                                                                                                   |                                                                                  |                                                                                  |                                                                                  |                                                                                  |
| 82    | Ouverture / Fermeture Ouverture: 01/09/2025 / — | Longueur —                                                                       | Durée 31 min                                                                     | Nb. d’arrêts 22                                                                  | Matériel —                                                                                        | Jours de fonctionnement —                                                        | Jour / Soir / Nuit / Fêtes — / — / — / —                                         | Voy. / an —                                                                      | Unité de transport Genay (Transdev RAI)                                          |
| 82    | Desserte : - Villes et lieux desservis : Neuville-sur-Saône (Collège J. Renoir, Collège et Lycée N.D. de Bellegarde, Église, Mairie, Hôpital Gériatrique, Cimetière), Albigny-sur-Saône (Centre hospitalier), Curis-au-Mont-d'Or (Mairie,Église, Square), Poleymieux-au-Mont-d'Or (Musée Ampère, Mairie, Église, La Tour) et Saint-Didier-au-Mont-d'Or - Stations et gares desservies : Gare d'Albigny - Neuville. |                                                                                  |                                                                                  |                                                                                  |                                                                                                   |                                                                                  |                                                                                  |                                                                                  |                                                                                  |
| 82    | Autre : - Arrêts non accessibles aux UFR : Poleymieux Mairie, Maison Ampère-Musée, Les Gambins, Les Chavannes, Poleymieux La Tour, Péronière, Poleymieux Église, Poleymieux Mairie, La Rivière, La Blache, Les Baÿsses, La Forêt, Curis Lavoir, Avoraux, Albigny Centre hospitalier, Albigny Centre, Neuville et Neuville – L'Écho - Particularités : - Source: « En route vers le nouveau réseau unifié TCL ! ». - Date de dernière mise à jour : 22 mai 2025. |                                                                                  |                                                                                  |                                                                                  |                                                                                                   |                                                                                  |                                                                                  |                                                                                  |                                                                                  |
| 82    | Dernière actualisation : — |                                                                                  |                                                                                  |                                                                                  |                                                                                                   |                                                                                  |                                                                                  |                                                                                  |                                                                                  |
| N82   | Ligne oui · Ligne N82 | Ligne oui · Ligne N82                                                            | Ligne oui · Ligne N82                                                            | Ligne oui · Ligne N82                                                            | Ligne oui · Ligne N82                                                                             | Ligne oui · Ligne N82                                                            | Ligne oui · Ligne N82                                                            | Ligne oui · Ligne N82                                                            | Ligne oui · Ligne N82                                                            |
| N82   | Gare de Vaise ⥋ Grand parc Les Sablettes |                                                                                  |                                                                                  |                                                                                  |                                                                                                   |                                                                                  |                                                                                  |                                                                                  |                                                                                  |
| N82   | Ouverture / Fermeture 2 juillet 2022 / — | Longueur 14,1 km                                                                 | Durée 24 min                                                                     | Nb. d’arrêts 2                                                                   | Matériel Starter T915 Atlon                                                                       | Jours de fonctionnement L, Ma, Me, J, V, S, D                                    | Jour / Soir / Nuit / Fêtes O / N / N / O                                         | Voy. / an —                                                                      | Unité de transport Sain-Bel (Maisonneuve)                                        |
| N82   | Desserte : - Villes et lieux desservis : Lyon 9e et Vaulx-en-Velin (Grand parc de Miribel-Jonage) - Stations et gares desservies : Gare de Vaise. |                                                                                  |                                                                                  |                                                                                  |                                                                                                   |                                                                                  |                                                                                  |                                                                                  |                                                                                  |
| N82   | Autre : Emprunte le Boulevard périphérique de Lyon et l’Autoroute A42. Ligne directe ne circulant qu’en juillet et en août. - Arrêts non accessibles aux UFR : Grand parc Les Sablettes. - Particularités : La ligne fonctionne tous les jours de juillet à août de 9 h 30 à 20 h 30. - Date de dernière mise à jour : 14 juin 2022. |                                                                                  |                                                                                  |                                                                                  |                                                                                                   |                                                                                  |                                                                                  |                                                                                  |                                                                                  |
| N82   | Dernière actualisation : — |                                                                                  |                                                                                  |                                                                                  |                                                                                                   |                                                                                  |                                                                                  |                                                                                  |                                                                                  |
| N83   | Ligne oui · Ligne N83 | Ligne oui · Ligne N83                                                            | Ligne oui · Ligne N83                                                            | Ligne oui · Ligne N83                                                            | Ligne oui · Ligne N83                                                                             | Ligne oui · Ligne N83                                                            | Ligne oui · Ligne N83                                                            | Ligne oui · Ligne N83                                                            | Ligne oui · Ligne N83                                                            |
| N83   | Vaulx-en-Velin - La Soie ⥋ Grand parc Miribel-Jonage |                                                                                  |                                                                                  |                                                                                  |                                                                                                   |                                                                                  |                                                                                  |                                                                                  |                                                                                  |
| N83   | Ouverture / Fermeture 24 juillet 1977 / — | Longueur 8,8 km                                                                  | Durée 28 min                                                                     | Nb. d’arrêts 15                                                                  | Matériel Man Lion's City 18 GNV Urbanway 18 GNV Man Lion's City 12 GNV Urbanway 12 GNV Citelis 12 | Jours de fonctionnement L, Ma, Me, J, V, S, D                                    | Jour / Soir / Nuit / Fêtes O / N / N / O                                         | Voy. / an —                                                                      | Unité de transport La Soie                                                       |
| N83   | Desserte : - Villes et lieux desservis : Villeurbanne (Cimetière de Cusset, Astroballe, Stade Georges Lyvet, Piscine Étienne Gagnaire) et Vaulx-en-Velin (Bibliothèque, MJC, Grand parc de Miribel-Jonage) - Stations et gares desservies : Vaulx-en-Velin - La Soie et Laurent Bonnevay - Astroballe. |                                                                                  |                                                                                  |                                                                                  |                                                                                                   |                                                                                  |                                                                                  |                                                                                  |                                                                                  |
| N83   | Autre : - Arrêts non accessibles aux UFR : Fonderie, Vaulx - Berthelot. - Particularités : La ligne fonctionne tous les jours d'avril à septembre de 9 h 30 à 20 h. - Modification à partir du 30 août 2021 : la ligne 83 change d'indice et devient la ligne N83. - Date de dernière mise à jour : 22 décembre 2017. |                                                                                  |                                                                                  |                                                                                  |                                                                                                   |                                                                                  |                                                                                  |                                                                                  |                                                                                  |
| N83   | Dernière actualisation : — |                                                                                  |                                                                                  |                                                                                  |                                                                                                   |                                                                                  |                                                                                  |                                                                                  |                                                                                  |
| 84    | Ligne oui · Ligne 84 | Ligne oui · Ligne 84                                                             | Ligne oui · Ligne 84                                                             | Ligne oui · Ligne 84                                                             | Ligne oui · Ligne 84                                                                              | Ligne oui · Ligne 84                                                             | Ligne oui · Ligne 84                                                             | Ligne oui · Ligne 84                                                             | Ligne oui · Ligne 84                                                             |
| 84    | Gare de Vaise (Chantemerle ou Maison Ampère services scolaires en semaine) ⥋ Neuville (Collège Jean Renoir ou Lycée Rosa Parks services scolaires en semaine) |                                                                                  |                                                                                  |                                                                                  |                                                                                                   |                                                                                  |                                                                                  |                                                                                  |                                                                                  |
| 84    | Ouverture / Fermeture 8 septembre 1987 / — | Longueur 17 (18) km                                                              | Durée 40 (50) min                                                                | Nb. d’arrêts 29 (32)                                                             | Matériel Crossway Novociti Life                                                                   | Jours de fonctionnement L, Ma, Me, J, V, S                                       | Jour / Soir / Nuit / Fêtes O / N / N / N                                         | Voy. / an —                                                                      | Unité de transport Sain-Bel (Maisonneuve)                                        |
| 84    | Desserte : - Villes et lieux desservis : Lyon 9e (Centre de réadaptation Val Rosay, Parc du Crécy), Saint-Didier-au-Mont-d'Or, Poleymieux-au-Mont-d'Or (Musée Ampère, Mairie, Église, La Tour), Curis-au-Mont-d'Or (Mairie,Église, Square), Albigny-sur-Saône et Neuville-sur-Saône (Collège J. Renoir, Collège et Lycée N.D. de Bellegarde, Église, Mairie, Hôpital Gériatrique). - Stations et gares desservies : Gare de Vaise et Gare d'Albigny - Neuville. |                                                                                  |                                                                                  |                                                                                  |                                                                                                   |                                                                                  |                                                                                  |                                                                                  |                                                                                  |
| 84    | Autre : - Arrêts non accessibles aux UFR : Val Rosay, Centre Val Rosay, Moulin d'Arche, Chantemerle, Chemin du Chêne, Basso, La Croix de Presles, Les Gambins, Péronière, Maison Ampère, Poleymieux Mairie, La Blache vers Vaise, La Forêt et Square des Monts d'Or vers Neuville, Gare d'Albigny-Neuville, Neuville, École Notre-Dame de Bellegarde, Collège Jean Renoir et Lycée Rosa Parks - Particularités : La ligne fonctionne en heures de pointe du lundi au vendredi de 6 h 45 à 8 h 27 et de 15 h 30 à 19 h 25 et le samedi de 6 h 45 à 8 h 27 et de 15 h 30 à 19 h 35. - Résago : En heures creuses, c'est le RésaGO R2, ligne sur réservation, qui prend le relais entre Neuville et Poleymieux, l'autre tronçon n'étant alors pas desservi. - Services scolaires : La ligne dispose de services scolaires assurés du lundi au vendredi en période scolaire. Direction Neuville : De Chantemerle à Collège Jean Renoir et de Maison Ampère vers Collège Jean Renoir, Lycée Rosa Parks ou Neuville ; Direction Gare de Vaise : De École Notre-Dame de Bellegarde à Chantemerle, de Neuville à Les Gambins et de Collège Jean Renoir ou Neuville direction Maison Ampère. - Date de dernière mise à jour : 14 août 2019. |                                                                                  |                                                                                  |                                                                                  |                                                                                                   |                                                                                  |                                                                                  |                                                                                  |                                                                                  |
| 84    | Dernière actualisation : — |                                                                                  |                                                                                  |                                                                                  |                                                                                                   |                                                                                  |                                                                                  |                                                                                  |                                                                                  |
| N84   | Ligne oui · Ligne N84 | Ligne oui · Ligne N84                                                            | Ligne oui · Ligne N84                                                            | Ligne oui · Ligne N84                                                            | Ligne oui · Ligne N84                                                                             | Ligne oui · Ligne N84                                                            | Ligne oui · Ligne N84                                                            | Ligne oui · Ligne N84                                                            | Ligne oui · Ligne N84                                                            |
| N84   | Rillieux - Les Alagniers ⥋ Grand parc Les Sablettes |                                                                                  |                                                                                  |                                                                                  |                                                                                                   |                                                                                  |                                                                                  |                                                                                  |                                                                                  |
| N84   | Ouverture / Fermeture 3 juillet 2021 / — | Longueur 9 km                                                                    | Durée 18 min                                                                     | Nb. d’arrêts 6                                                                   | Matériel Crossway                                                                                 | Jours de fonctionnement L, Ma, Me, J, V, S, D                                    | Jour / Soir / Nuit / Fêtes O / N / N / O                                         | Voy. / an —                                                                      | Unité de transport Caluire-et-Cuire (Philibert)                                  |
| N84   | Desserte : - Villes et lieux desservis : Rillieux-la-Pape (Église, Centre Social Les Alagniers, Collège Maria Cesarès, Lycée Albert-Camus, Lycée Sermenaz) et Vaulx-en-Velin (Grand parc de Miribel-Jonage) - Stations et gares desservies : Aucune. |                                                                                  |                                                                                  |                                                                                  |                                                                                                   |                                                                                  |                                                                                  |                                                                                  |                                                                                  |
| N84   | Autre : Emprunte l’Autoroute A46. Ne circule qu’en juillet et en août. - Arrêts non accessibles aux UFR : Grand Parc Les Sablettes. - Particularités : La ligne fonctionne tous les jours de juillet à août de 9 h 30 à 20 h 30. - Date de dernière mise à jour : 30 juin 2021. |                                                                                  |                                                                                  |                                                                                  |                                                                                                   |                                                                                  |                                                                                  |                                                                                  |                                                                                  |
| N84   | Dernière actualisation : — |                                                                                  |                                                                                  |                                                                                  |                                                                                                   |                                                                                  |                                                                                  |                                                                                  |                                                                                  |
| 85    | Ligne oui · Ligne 85 | Ligne oui · Ligne 85                                                             | Ligne oui · Ligne 85                                                             | Ligne oui · Ligne 85                                                             | Ligne oui · Ligne 85                                                                              | Ligne oui · Ligne 85                                                             | Ligne oui · Ligne 85                                                             | Ligne oui · Ligne 85                                                             | Ligne oui · Ligne 85                                                             |
| 85    | Décines — Grand Large ⥋ Meyzieu — Centre Aquatique |                                                                                  |                                                                                  |                                                                                  |                                                                                                   |                                                                                  |                                                                                  |                                                                                  |                                                                                  |
| 85    | Ouverture / Fermeture 4 décembre 2006 / — | Longueur 10,5 km                                                                 | Durée 28 min                                                                     | Nb. d’arrêts 27                                                                  | Matériel Urbanway 12 GNV Urbanway 18GNV Man Lion's City 18GNV                                     | Jours de fonctionnement L, Ma, Me, J, V, S, D                                    | Jour / Soir / Nuit / Fêtes O / N / N / O                                         | Voy. / an —                                                                      | Unité de transport La Soie                                                       |
| 85    | Desserte : - Villes et lieux desservis : Décines-Charpieu (Lycée Charlie Chaplin, Lycée Henri Becquerel, Collège G. Brassens, Réservoir du Grand-Large, Groupama Stadium) et Meyzieu (Centre commercial, Établissement pénitentiaire pour mineurs, Collège Evariste Galois, Lycée Colonel Arnaud Beltrame) - Stations et gares desservies : Décines Grand Large (T3) et Meyzieu Gare (T3). |                                                                                  |                                                                                  |                                                                                  |                                                                                                   |                                                                                  |                                                                                  |                                                                                  |                                                                                  |
| 85    | Autre : - Arrêts non accessibles aux UFR :Aucun. - Particularités : La ligne fonctionne du lundi au samedi de 4 h 55 à 20 h 55 et les dimanches et fêtes à partir de 7 h. - Date de dernière mise à jour : 8 septembre 2024. |                                                                                  |                                                                                  |                                                                                  |                                                                                                   |                                                                                  |                                                                                  |                                                                                  |                                                                                  |
| 85    | Dernière actualisation : — |                                                                                  |                                                                                  |                                                                                  |                                                                                                   |                                                                                  |                                                                                  |                                                                                  |                                                                                  |
| 86    | Ligne oui · Ligne 86 | Ligne oui · Ligne 86                                                             | Ligne oui · Ligne 86                                                             | Ligne oui · Ligne 86                                                             | Ligne oui · Ligne 86                                                                              | Ligne oui · Ligne 86                                                             | Ligne oui · Ligne 86                                                             | Ligne oui · Ligne 86                                                             | Ligne oui · Ligne 86                                                             |
| 86    | Gorge de Loup ⥋ Chambettes |                                                                                  |                                                                                  |                                                                                  |                                                                                                   |                                                                                  |                                                                                  |                                                                                  |                                                                                  |
| 86    | Ouverture / Fermeture 1er septembre 2003 / — | Longueur 11,1 km                                                                 | Durée 29 min                                                                     | Nb. d’arrêts 21                                                                  | Matériel GX337 Urbanway 12 Citelis 12                                                             | Jours de fonctionnement L, Ma, Me, J, V, S, D                                    | Jour / Soir / Nuit / Fêtes O / N / N / O                                         | Voy. / an —                                                                      | Unité de transport La Tour-de-Salvagny (Transdev RAI)                            |
| 86    | Desserte : - Villes et lieux desservis : Lyon 9e, Tassin-la-Demi-Lune (Église Demi-Lune, Horloge monumentale), Charbonnières-les-Bains (Le Méridien) et La Tour-de-Salvagny (Centre-ville) - Stations et gares desservies : Gorge de Loup. |                                                                                  |                                                                                  |                                                                                  |                                                                                                   |                                                                                  |                                                                                  |                                                                                  |                                                                                  |
| 86    | Autre : - Arrêts non accessibles aux UFR : Gorge de Loup, La Vallonnière, Montribloud, Demi-Lune Vauboin, Valvert, Clothilde, Tassin Combattants, Montcelard, Le Méridien, Momet, Avenue de la Paix, Le Chêne Rond, Montcourant, La Tour-de-Salvagny et La Tour-de-Salvagny Chambettes. - Particularités : La ligne fonctionne du lundi au vendredi de 5 h 50 à 21 h, le samedi à partir de 6 h et les dimanches et fêtes à partir de 8 h. - Date de dernière mise à jour : 3 juillet 2015. |                                                                                  |                                                                                  |                                                                                  |                                                                                                   |                                                                                  |                                                                                  |                                                                                  |                                                                                  |
| 86    | Dernière actualisation : — |                                                                                  |                                                                                  |                                                                                  |                                                                                                   |                                                                                  |                                                                                  |                                                                                  |                                                                                  |
| 87    | Ligne oui · Ligne 87 | Ligne oui · Ligne 87                                                             | Ligne oui · Ligne 87                                                             | Ligne oui · Ligne 87                                                             | Ligne oui · Ligne 87                                                                              | Ligne oui · Ligne 87                                                             | Ligne oui · Ligne 87                                                             | Ligne oui · Ligne 87                                                             | Ligne oui · Ligne 87                                                             |
| 87    | Gare de Vénissieux ⥋ Mions — Bourdelle |                                                                                  |                                                                                  |                                                                                  |                                                                                                   |                                                                                  |                                                                                  |                                                                                  |                                                                                  |
| 87    | Ouverture / Fermeture 4 janvier 1993 / — | Longueur 13 km                                                                   | Durée 28 min                                                                     | Nb. d’arrêts 37                                                                  | Matériel Urbanway 12                                                                              | Jours de fonctionnement L, Ma, Me, J, V, S                                       | Jour / Soir / Nuit / Fêtes O / N / N / N                                         | Voy. / an —                                                                      | Unité de transport Audibert                                                      |
| 87    | Desserte : - Villes et lieux desservis : Vénissieux (Lycée H. Boucher, Stade L. Guérin, Gymnase, ZI de Vénissieux), Corbas (Château d'Eau, Abattoirs, ZI de Corbas-Montmartin, Pôle alimentaire) et Mions (Poste, Stade, Collège Martin Luther King, Mairie, Église, Tennis) - Stations et gares desservies : Gare de Vénissieux. |                                                                                  |                                                                                  |                                                                                  |                                                                                                   |                                                                                  |                                                                                  |                                                                                  |                                                                                  |
| 87    | Autre : - Arrêts non accessibles aux UFR : Novy Jicin vers Mions, Jean Sébastien Bach, Laquay, Timbaud, Pelloutier, Corbas Château d'Eau, 24 août, Corbas Les Roses, Allobroges, Corbas Gabriel Péri, Pôle Alimentaire, Mions - Pierre Blanche, Mions - Route de Corbas, Albert Ferrus, Les Blés d'Or, Mions Poste, Mions Buzy et Penon vers Gare de Vénissieux, Résidence Marianne, Mions Mairie, Mions Centre vers Mions, Dauphiné vers Gare de Vénissieux, Victor Hugo, Blériot, Yves Farge, Charbonnier, Combo et Mions Bourdelle. - Particularités : La ligne fonctionne du lundi au samedi de 5 h à 21 h. - Date de dernière mise à jour : 3 juin 2015. |                                                                                  |                                                                                  |                                                                                  |                                                                                                   |                                                                                  |                                                                                  |                                                                                  |                                                                                  |
| 87    | Dernière actualisation : — |                                                                                  |                                                                                  |                                                                                  |                                                                                                   |                                                                                  |                                                                                  |                                                                                  |                                                                                  |
| 88    | Ligne oui · Ligne 88 | Ligne oui · Ligne 88                                                             | Ligne oui · Ligne 88                                                             | Ligne oui · Ligne 88                                                             | Ligne oui · Ligne 88                                                                              | Ligne oui · Ligne 88                                                             | Ligne oui · Ligne 88                                                             | Ligne oui · Ligne 88                                                             | Ligne oui · Ligne 88                                                             |
| 88    | Gare d'Oullins ⥋ Saint-Genis-Laval Hôpital Lyon Sud |                                                                                  |                                                                                  |                                                                                  |                                                                                                   |                                                                                  |                                                                                  |                                                                                  |                                                                                  |
| 88    | Ouverture / Fermeture 1er octobre 1985 / — | Longueur 7,2 km                                                                  | Durée 23 min                                                                     | Nb. d’arrêts 20                                                                  | Matériel Urbanway 12                                                                              | Jours de fonctionnement L, Ma, Me, J, V, S, D                                    | Jour / Soir / Nuit / Fêtes O / O / N / O                                         | Voy. / an —                                                                      | Unité de transport Oullins                                                       |
| 88    | Desserte : - Villes et lieux desservis : Oullins (Mairie, LP Jacquard, Collège et Lycée St-Thomas d'Aquin, Église, Cimetière), Pierre-Bénite (UFR Lyon Sud, Centre hospitalier Lyon Sud) et Saint-Genis-Laval (Maison de retraite Le Colombier, Église, Mairie, Château de La Tour, La Poste, Médiathèque, Collège St-Thomas d'Aquin, Centre hospitalier Lyon Sud) - Stations et gares desservies : Gare d'Oullins et Saint-Genis-Laval Hôpital Lyon Sud. |                                                                                  |                                                                                  |                                                                                  |                                                                                                   |                                                                                  |                                                                                  |                                                                                  |                                                                                  |
| 88    | Autre : - Arrêts non accessibles aux UFR : Montmein Nord, Pavillon Urgences, Hôpital Lyon Sud, Clos Chaudrand vers Hôpital Lyon Sud, et St-Genis Centre. - Particularités : La ligne fonctionne du lundi au samedi de 5 h 30 à 0 h 30 et les dimanches et fêtes à partir de 6 h. - Modifications à partir d'octobre 2023 : Dans le cadre du prolongement du métro B à Saint-Genis-Laval - Hôpital Lyon Sud, la ligne 88 sera prolongée de Saint-Genis - Gadagne à Hôpital Lyon Sud. La desserte du centre de Saint-Genis-Laval par la ligne est maintenue. - Date de dernière mise à jour : 8 septembre 2024. |                                                                                  |                                                                                  |                                                                                  |                                                                                                   |                                                                                  |                                                                                  |                                                                                  |                                                                                  |
| 88    | Dernière actualisation : — |                                                                                  |                                                                                  |                                                                                  |                                                                                                   |                                                                                  |                                                                                  |                                                                                  |                                                                                  |
| 89    | Ligne oui · Ligne 89 | Ligne oui · Ligne 89                                                             | Ligne oui · Ligne 89                                                             | Ligne oui · Ligne 89                                                             | Ligne oui · Ligne 89                                                                              | Ligne oui · Ligne 89                                                             | Ligne oui · Ligne 89                                                             | Ligne oui · Ligne 89                                                             | Ligne oui · Ligne 89                                                             |
| 89    | Gare de Vaise ⥋ Porte de Lyon |                                                                                  |                                                                                  |                                                                                  |                                                                                                   |                                                                                  |                                                                                  |                                                                                  |                                                                                  |
| 89    | Ouverture / Fermeture 29 avril 1997 / — | Longueur 9 km                                                                    | Durée 28 min                                                                     | Nb. d’arrêts 22                                                                  | Matériel Urbanway 18 Citelis 18                                                                   | Jours de fonctionnement L, Ma, Me, J, V, S, D                                    | Jour / Soir / Nuit / Fêtes O / N / N / O                                         | Voy. / an —                                                                      | Unité de transport Vaise                                                         |
| 89    | Desserte : - Villes et lieux desservis : Lyon 9e (Musée des Sapeurs Pompiers, Collège Schœlcher, Centre Social, Clinique Sauvegarde), Écully (Église St-Jean-Marie Vianney, Centre commercial Écully-Grand Ouest) et Dardilly (Techlid, CFA BTP Philibert Delorme, Complexe Sportif Les Aulnes, Camping international, Complexe sportif, Centre commercial Porte de Lyon) - Stations et gares desservies : Gare de Vaise. |                                                                                  |                                                                                  |                                                                                  |                                                                                                   |                                                                                  |                                                                                  |                                                                                  |                                                                                  |
| 89    | Autre : - Arrêts non accessibles aux UFR : Clinique Sauvegarde, Écully Le Pérollier vers Gare de Vaise, Technoparc, Techlid Le Paisy et Dardilly Les Gorges vers Gare de Vaise, Dardilly Le Jubin, Camping international et Porte de Lyon. - Particularités : La ligne fonctionne du lundi au vendredi de 5 h 30 à 21 h, le samedi à partir de 5 h 40 et les dimanches et fêtes de 8 h 30 à 20 h. Ensuite, c'est la ligne 3/89 qui assure la desserte. - Date de dernière mise à jour : 31 décembre 2022. |                                                                                  |                                                                                  |                                                                                  |                                                                                                   |                                                                                  |                                                                                  |                                                                                  |                                                                                  |
| 89    | Dernière actualisation : — |                                                                                  |                                                                                  |                                                                                  |                                                                                                   |                                                                                  |                                                                                  |                                                                                  |                                                                                  |
| 89D   | Ligne oui · Ligne 89D | Ligne oui · Ligne 89D                                                            | Ligne oui · Ligne 89D                                                            | Ligne oui · Ligne 89D                                                            | Ligne oui · Ligne 89D                                                                             | Ligne oui · Ligne 89D                                                            | Ligne oui · Ligne 89D                                                            | Ligne oui · Ligne 89D                                                            | Ligne oui · Ligne 89D                                                            |
| 89D   | Gare de Vaise ⥋ Porte de Lyon |                                                                                  |                                                                                  |                                                                                  |                                                                                                   |                                                                                  |                                                                                  |                                                                                  |                                                                                  |
| 89D   | Ouverture / Fermeture 29 avril 1997 / — | Longueur 9 km                                                                    | Durée 20 min                                                                     | Nb. d’arrêts 13                                                                  | Matériel Urbanway 18 Citelis 18                                                                   | Jours de fonctionnement L, Ma, Me, J, V                                          | Jour / Soir / Nuit / Fêtes O / N / N / O                                         | Voy. / an —                                                                      | Unité de transport Vaise                                                         |
| 89D   | Desserte : - Villes et lieux desservis : Lyon 9e (Musée des Sapeurs Pompiers, Collège Schœlcher, Centre Social, Clinique Sauvegarde), Écully (Église St-Jean-Marie Vianney, Centre commercial Écully-Grand Ouest) et Dardilly (Techlid, CFA BTP Philibert Delorme, Complexe Sportif Les Aulnes, Camping international, Complexe sportif, Centre commercial Porte de Lyon) - Stations et gares desservies : Gare de Vaise. |                                                                                  |                                                                                  |                                                                                  |                                                                                                   |                                                                                  |                                                                                  |                                                                                  |                                                                                  |
| 89D   | Autre : - Arrêts non accessibles aux UFR : Clinique Sauvegarde, Technoparc, Techlid Le Paisy et Dardilly Les Gorges vers Gare de Vaise, Dardilly Le Jubin, Camping international et Porte de Lyon. - Particularités : La ligne fonctionne du lundi au vendredi uniquement aux heures de pointe : deux départs à 5 h 30 et 16 h 30 de Gare de Vaise. Elle est directe entre Gare de Vaise et Technoparc et dessert l'autoroute A6. - Date de dernière mise à jour : 31 décembre 2022. |                                                                                  |                                                                                  |                                                                                  |                                                                                                   |                                                                                  |                                                                                  |                                                                                  |                                                                                  |
| 89D   | Dernière actualisation : — |                                                                                  |                                                                                  |                                                                                  |                                                                                                   |                                                                                  |                                                                                  |                                                                                  |                                                                                  |

### Lignes 90 à 99
| Ligne | Caractéristiques | Caractéristiques                              | Caractéristiques                              | Caractéristiques                              | Caractéristiques                              | Caractéristiques                              | Caractéristiques                              | Caractéristiques                              | Caractéristiques                              |
| 90    | Ligne oui · Ligne 90 | Ligne oui · Ligne 90                          | Ligne oui · Ligne 90                          | Ligne oui · Ligne 90                          | Ligne oui · Ligne 90                          | Ligne oui · Ligne 90                          | Ligne oui · Ligne 90                          | Ligne oui · Ligne 90                          | Ligne oui · Ligne 90                          |
| 90    | Valmy — Place Ferber ⥋ Sainte-Foy — Châtelain | Valmy — Place Ferber ⥋ Sainte-Foy — Châtelain | Valmy — Place Ferber ⥋ Sainte-Foy — Châtelain | Valmy — Place Ferber ⥋ Sainte-Foy — Châtelain | Valmy — Place Ferber ⥋ Sainte-Foy — Châtelain | Valmy — Place Ferber ⥋ Sainte-Foy — Châtelain | Valmy — Place Ferber ⥋ Sainte-Foy — Châtelain | Valmy — Place Ferber ⥋ Sainte-Foy — Châtelain | Valmy — Place Ferber ⥋ Sainte-Foy — Châtelain |
| ----- | --- | --------------------------------------------- | --------------------------------------------- | --------------------------------------------- | --------------------------------------------- | --------------------------------------------- | --------------------------------------------- | --------------------------------------------- | --------------------------------------------- |
| 90    | Ouverture / Fermeture 29 août 2011 / — | Longueur 10 km                                | Durée 38 min                                  | Nb. d’arrêts 40                               | Matériel Urbanway 12                          | Jours de fonctionnement L, Ma, Me, J, V, S, D | Jour / Soir / Nuit / Fêtes O / N / N / O      | Voy. / an —                                   | Unité de transport Perrache                   |
| 90    | Desserte : - Villes et lieux desservis : Lyon 9e (Mairie du 9e, Médiathèque, Église St-Pierre de Vaise), Lyon 5e (Cimetière de Loyasse, Parc des Hauteurs, MJC, Clinique de Champvert, Parc de Champvert, Théâtre et Église Notre-Dame, Lycée Branly, Clinique Charcot, Clinique de la Salette) et Sainte-Foy-lès-Lyon (Centre communal du Vallon) - Stations et gares desservies : Valmy, Saint-Just et Gorge de Loup. |                                               |                                               |                                               |                                               |                                               |                                               |                                               |                                               |
| 90    | Autre : - Arrêts non accessibles aux UFR : Les Carriers, La Vigie, Cimetière de Loyasse et La Sarra vers Ste-Foy, Le Bastion, St-Just, Trion 4 Colonnes, Bas de Loyasse, Pierre Audry, Professeur Guérin, Gorge de Loup, La Gravière, Sidoine Apollinaire, Buyer-Gai Vallon, Frère Benoît vers Ste-Foy, Parc de Champvert, Champvert Les Massues vers Gare de Vaise, Lycée Branly, François Gérin, Jarosson, Ste-Foy Les Sources, Leriche, Ste-Foy Genêts et Ste-Foy Châtelain. - Particularités : La ligne fonctionne du lundi au vendredi de 5 h 20 à 21 h, le samedi de 5 h 20 à 21 h 10 et les dimanches et fêtes de 6 h 50 à 21 h. Ensuite, c'est la ligne 46/90 qui prend le relais. - Date de dernière mise à jour : 28 décembre 2017. |                                               |                                               |                                               |                                               |                                               |                                               |                                               |                                               |

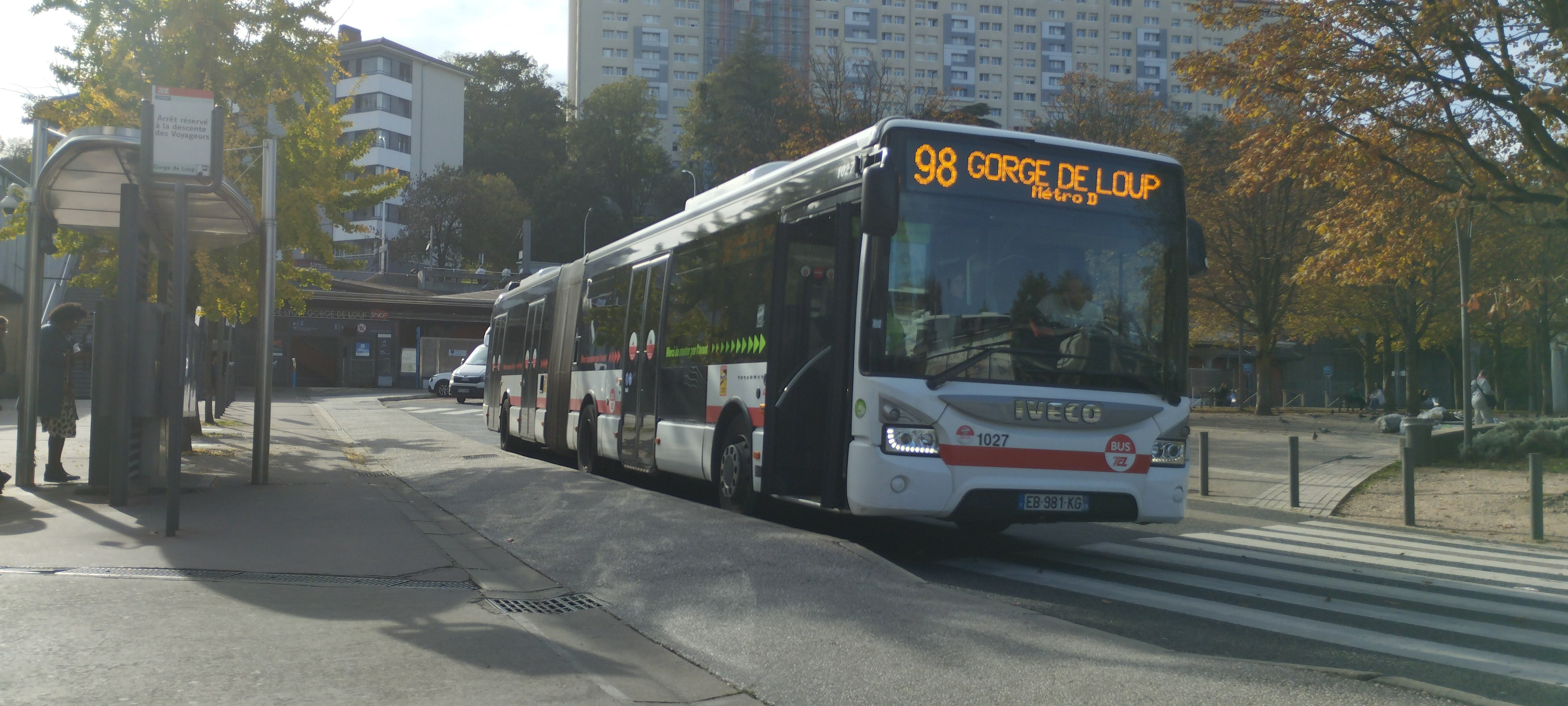
Urbanway 18 1027 ligne 98 en pause à Gorge de Loup

| 90    | Dernière actualisation : — |                                               |                                               |                                               |                                               |                                               |                                               |                                               |                                               |
| 93    | Ligne oui · Ligne 93 | Ligne oui · Ligne 93                          | Ligne oui · Ligne 93                          | Ligne oui · Ligne 93                          | Ligne oui · Ligne 93                          | Ligne oui · Ligne 93                          | Ligne oui · Ligne 93                          | Ligne oui · Ligne 93                          | Ligne oui · Ligne 93                          |
| 93    | Hôpital Feyzin Vénissieux ⥋ Porte des Alpes (Parc Technologique en heures de pointe en semaine / Gare de Vénissieux le dimanche) |                                               |                                               |                                               |                                               |                                               |                                               |                                               |                                               |
| 93    | Ouverture / Fermeture 4 janvier 1993 / — | Longueur 13 (7) km                            | Durée 40 (24) min                             | Nb. d’arrêts 32 (21)                          | Matériel Urbanway 12                          | Jours de fonctionnement L, Ma, Me, J, V, S, D | Jour / Soir / Nuit / Fêtes O / N / N / O      | Voy. / an —                                   | Unité de transport Audibert                   |
| 93    | Desserte : - Villes et lieux desservis : Saint-Fons (Hôpital Portes du Sud, Lycée Léon Blum, Collège Alain, Mairie, Église, Centre médico social, URSSAF), Vénissieux (Théâtre, Centre de tri postal), Bron (Université Lumière Lyon II, IUT Lumière, Cimetière communautaire) et Saint-Priest (Centre commercial Porte des Alpes, Hôpital privé de l'Est lyonnais, Parc technologique) - Stations et gares desservies : Hôpital Feyzin Vénissieux (T4), Gare de Vénissieux, Parilly Université Hippodrome (T2), Porte des Alpes (T2) et Parc Technologique (T2) à l'arrêt Jacques Monod. |                                               |                                               |                                               |                                               |                                               |                                               |                                               |                                               |
| 93    | Autre : - Arrêts non accessibles aux UFR : 11 novembre 1918, Gymnase Frison Roche, La Rochette-Clochettes vers Porte des Alpes, St-Fons Gabriel Péri vers Hôpital, St-Fons Parmentier, Grand Chassagnon, Vénissieux Blanqui, Cité SNCF, Maison du Peuple, Langevin, Langevin Blanqui, Vénissieux Émile Zola, Berliet Porte C vers Porte des Alpes, Parilly Jean Zay vers Vénissieux, Bd. Parilly et Parilly Université Hippodrome (vers Vénissieux). - Particularités : La ligne fonctionne du lundi au samedi de 5 h 30 à 22 h et les dimanches et fêtes de 7 h à 21 h 30. Du lundi au vendredi aux heures de pointe matin, midi et soir, la ligne dessert le Parc Technologique. Le dimanche, la ligne circule uniquement entre Hôpital Feyzin Vénissieux et Gare de Vénissieux. - Date de dernière mise à jour : 14 août 2019.                                 |                                               |                                               |                                               |                                               |                                               |                                               |                                               |                                               |
| 93    | Dernière actualisation : — |                                               |                                               |                                               |                                               |                                               |                                               |                                               |                                               |
| 95    | Ligne oui · Ligne 95 | Ligne oui · Ligne 95                          | Ligne oui · Ligne 95                          | Ligne oui · Ligne 95                          | Ligne oui · Ligne 95                          | Ligne oui · Ligne 95                          | Ligne oui · Ligne 95                          | Ligne oui · Ligne 95                          | Ligne oui · Ligne 95                          |
| 95    | Meyzieu — Parc du Grand Large ⥋ Jonage — Château des Marres |                                               |                                               |                                               |                                               |                                               |                                               |                                               |                                               |
| 95    | Ouverture / Fermeture 9 septembre 1991 / — | Longueur 14,6 km                              | Durée 32 min                                  | Nb. d’arrêts 35                               | Matériel Urbanway 12 GNV                      | Jours de fonctionnement L, Ma, Me, J, V, S, D | Jour / Soir / Nuit / Fêtes O / N / N / O      | Voy. / an —                                   | Unité de transport La Soie                    |
| 95    | Desserte : - Villes et lieux desservis : Meyzieu (Réservoir du Grand-Large, Parc du Grand Large, Collège Évariste Gallois, Poste, Hôtel de ville, CPAM, Bibliothèque, Piscine, Espace aquatique Les Vagues) et Jonage (Centre de loisirs, Salle polyvalente Agora, Mairie, Bibliothèque, Château des Marres) - Stations et gares desservies : Meyzieu Gare (T3). |                                               |                                               |                                               |                                               |                                               |                                               |                                               |                                               |
| 95    | Autre : - Arrêts non accessibles aux UFR : Meyzieu Parc du Grand Large, Verdun Victor Hugo vers Meyzieu, Meyzieu Grand Large, 8 mai 1945, Vacher, Meyzieu Charles de Gaulle, Jaurés Barrault, Meyzieu Centre Aquatique, Meyzieu Le Carreau, Jean Jaurés Malherbe, Fénelon vers Jonage, Les Mouettes vers Meyzieu, Les Biesses, Jonage Pradel, Jonage Mairie vers Jonage, Jonage Le Vivier et Jonage Château des Marres. - Particularités : La ligne fonctionne du lundi au vendredi de 4 h 55 à 21 h 35, le samedi de 5 h 20 à 21 h 35 et les dimanches et fêtes de 7 h 15 à 21 h 35. - Date de dernière mise à jour : 28 décembre 2017. |                                               |                                               |                                               |                                               |                                               |                                               |                                               |                                               |
| 95    | Dernière actualisation : — |                                               |                                               |                                               |                                               |                                               |                                               |                                               |                                               |
| 96    | Ligne oui · Ligne 96 | Ligne oui · Ligne 96                          | Ligne oui · Ligne 96                          | Ligne oui · Ligne 96                          | Ligne oui · Ligne 96                          | Ligne oui · Ligne 96                          | Ligne oui · Ligne 96                          | Ligne oui · Ligne 96                          | Ligne oui · Ligne 96                          |
| 96    | Quincieux — Boulodrome ⥋ Neuville (Collège Jean Renoir ou Lycée Rosa Parks ou École Notre-Dame de Bellegarde en période scolaire) |                                               |                                               |                                               |                                               |                                               |                                               |                                               |                                               |
| 96    | Ouverture / Fermeture 29 août 2011 / — | Longueur —                                    | Durée 27 (37) min                             | Nb. d’arrêts 19 (21)                          | Matériel GX337 Urbanway 12                    | Jours de fonctionnement L, Ma, Me, J, V, S    | Jour / Soir / Nuit / Fêtes O / N / N / N      | Voy. / an —                                   | Unité de transport Genay (Transdev RAI)       |
| 96    | Desserte : - Villes et lieux desservis : Quincieux (Mairie, Boulodrome), Saint-Germain-au-Mont-d'Or (Maire, Église, Village), Curis-au-Mont-d'Or (Stade J. Lacaze), Albigny-sur-Saône et Neuville-sur-Saône (Église, Mairie, École ND de Bellegarde, Collège Jean Renoir, Lycée Rosa Parks) - Stations et gares desservies : Gare de Quincieux, Gare de Saint-Germain-au-Mont-d'Or et Gare d'Albigny - Neuville. |                                               |                                               |                                               |                                               |                                               |                                               |                                               |                                               |
| 96    | Autre : - Arrêts non accessibles aux UFR : Quincieux Boulodrome, La Halte, Route de Chasselay, Quincieux Mairie, Jérusalem, Port Maçon, St-Germain Pain Béni, Les Hautannes, St-Germain Cités, Route du Poncet, Gare d'Albigny-Neuville, Neuville, École ND de Bellegarde, Collège Jean Renoir et Lycée Rosa Parks. - Particularités : La ligne fonctionne du lundi au vendredi de 6 h à 20 h 12 et le samedi de 8 h 10 à 20 h 10. - Services scolaires : La ligne dispose de services scolaires assurés du lundi au vendredi en période scolaire. Direction Neuville : Le matin terminus à Collège Jean Renoir ou Lycée Rosa Parks ; Dans l'autre sens : Midi et soir départ de École Notre-Dame de Bellegarde, Collège Jean Renoir ou Lycée Rosa Parks avec un terminus à Saint-Germain Pain Béni. - Date de dernière mise à jour : 28 décembre 2017.           |                                               |                                               |                                               |                                               |                                               |                                               |                                               |                                               |
| 96    | Dernière actualisation : — |                                               |                                               |                                               |                                               |                                               |                                               |                                               |                                               |
| 97    | Ligne oui · Ligne 97 | Ligne oui · Ligne 97                          | Ligne oui · Ligne 97                          | Ligne oui · Ligne 97                          | Ligne oui · Ligne 97                          | Ligne oui · Ligne 97                          | Ligne oui · Ligne 97                          | Ligne oui · Ligne 97                          | Ligne oui · Ligne 97                          |
| 97    | Neuville ⥋ (Collège Jean Renoir ou École Notre-Dame de Bellgarde en période scolaire) Montanay — Les Dîmes |                                               |                                               |                                               |                                               |                                               |                                               |                                               |                                               |
| 97    | Ouverture / Fermeture 4 janvier 1993 / — | Longueur —                                    | Durée 12 (16) min                             | Nb. d’arrêts 15 (16)                          | Matériel GX337 Urbanway 12                    | Jours de fonctionnement L, Ma, Me, J, V, S    | Jour / Soir / Nuit / Fêtes O / N / N / N      | Voy. / an —                                   | Unité de transport Genay (Transdev RAI)       |
| 97    | Desserte : - Villes et lieux desservis : Neuville-sur-Saône (Église, Mairie, École ND de Bellegarde, Collège Jean Renoir, Lycée Rosa Parks) et Montanay (Mairie, La Poste, Église) - Stations et gares desservies : Aucune. |                                               |                                               |                                               |                                               |                                               |                                               |                                               |                                               |
| 97    | Autre : - Arrêts non accessibles aux UFR : Neuville, École ND de Bellegarde, Collège Jean Renoir, Lycée Rosa Parks, Neuville Place J. Jaurès, La Blanchisserie, La Vosne, Montanay Mairie, Montanay La Tour, Le Villard, La Grande Charrière, Montanay Les Dîmes, Les Lauriers, La Ferrière, La Croix des Hormes, La Poype et Le Mas Mathieu. - Particularités : La ligne fonctionne du lundi au vendredi de 6 h 30 à 20 h 10 et le samedi de 7 h à 19 h 25. - Services scolaires : La ligne dispose de services scolaires assurés du lundi au vendredi en période scolaire. Direction Neuville : Le matin terminus à Collège Jean Renoir via l'École N.-D. de Bellegarde ; Dans l'autre sens : Matin midi et soir départ ou desserte de École Notre-Dame de Bellegarde et/ou desserte de Collège Jean Renoir. - Date de dernière mise à jour : 28 décembre 2017. |                                               |                                               |                                               |                                               |                                               |                                               |                                               |                                               |
| 97    | Dernière actualisation : — |                                               |                                               |                                               |                                               |                                               |                                               |                                               |                                               |
| 98    | Ligne oui · Ligne 98 | Ligne oui · Ligne 98                          | Ligne oui · Ligne 98                          | Ligne oui · Ligne 98                          | Ligne oui · Ligne 98                          | Ligne oui · Ligne 98                          | Ligne oui · Ligne 98                          | Ligne oui · Ligne 98                          | Ligne oui · Ligne 98                          |
| 98    | Gorge de Loup ⥋ Ecole Veterinaire / Sain-Bel Gare |                                               |                                               |                                               |                                               |                                               |                                               |                                               |                                               |
| 98    | Ouverture / Fermeture 11 juillet 1992 / — | Longueur 11,8 (22,5) km                       | Durée 32 (48) min                             | Nb. d’arrêts 25 (30)                          | Matériel Urbanway 18 Citelis 18               | Jours de fonctionnement L, Ma, Me, J, V, S, D | Jour / Soir / Nuit / Fêtes O / N / N / O      | Voy. / an —                                   | Unité de transport Perrache                   |
| 98    | Desserte : - Villes et lieux desservis : Lyon 9e (Église Demi-Lune), Tassin-la-Demi-Lune (Collège JJ Rousseau, Ancien cimetière, Église St-Claude, Horloge monumentale, Institut St-Joseph, Stade du Sauze, Lycée Blaise Pascal), Marcy-l'Étoile (Parc de Lacroix-Laval, Marcy INT, École nationale vétérinaire de Lyon, Clinique Iris, Cimetière, Église, Mairie, Sanofi Pasteur, BioMérieux) Lentilly, Sourcieux-les-Mines et Sain-Bel - Stations et gares desservies : Gorge de Loup, Gare d'Écully-la-Demi-Lune, Gare de Tassin et Gare de Sain-Bel. |                                               |                                               |                                               |                                               |                                               |                                               |                                               |                                               |
| 98    | Autre : - Arrêts non accessibles aux UFR : Gorge de Loup, Montribloud, Tassin Centre social, Baraillon vers Marcy-l'Étoile, Lycée Blaise Pascal vers Gorge de Loup, Bois de l'Étoile, Le Poirier, La Rivoire, Le Guéret, Le Janot et Sain-Bel Gare. - Particularités : La ligne fonctionne du lundi au samedi de 5 h 30 à 20 h 35 et les dimanches et fêtes à partir de 7 h 17. Ensuite, c'est la ligne 72/98 qui assure la desserte. - Date de dernière mise à jour : 8 septembre 2024. |                                               |                                               |                                               |                                               |                                               |                                               |                                               |                                               |
| 98    | Dernière actualisation : — |                                               |                                               |                                               |                                               |                                               |                                               |                                               |                                               |
| 98E   | Ligne oui · Ligne 98E | Ligne oui · Ligne 98E                         | Ligne oui · Ligne 98E                         | Ligne oui · Ligne 98E                         | Ligne oui · Ligne 98E                         | Ligne oui · Ligne 98E                         | Ligne oui · Ligne 98E                         | Ligne oui · Ligne 98E                         | Ligne oui · Ligne 98E                         |
| 98E   | Gorge de Loup ⥋ Marcy — Campus Sanofi Pasteur |                                               |                                               |                                               |                                               |                                               |                                               |                                               |                                               |
| 98E   | Ouverture / Fermeture 2 mai 2005 / — | Longueur 10,1 km                              | Durée 30 min                                  | Nb. d’arrêts 4                                | Matériel Urbanway 18 Citelis 18               | Jours de fonctionnement L, Ma, Me, J, V       | Jour / Soir / Nuit / Fêtes O / N / N / N      | Voy. / an —                                   | Unité de transport Perrache                   |
| 98E   | Desserte : - Villes et lieux desservis : Lyon 9e et Marcy-l'Étoile (Sanofi Pasteur, BioMérieux) - Stations et gares desservies : Gorge de Loup. |                                               |                                               |                                               |                                               |                                               |                                               |                                               |                                               |
| 98E   | Autre : - Arrêts non accessibles aux UFR : Gorge de Loup. - Particularités : La ligne fonctionne du lundi au vendredi de 7 h 5 à 8 h 30 direction Marcy l'Étoile et de 16 h 10 à 18 h 10 direction Gorge de Loup à raison de quatre départs par sens en période scolaire et trois départs par sens en période de vacances scolaires. - Date de dernière mise à jour : 30 août 2016. |                                               |                                               |                                               |                                               |                                               |                                               |                                               |                                               |
| 98E   | Dernière actualisation : — |                                               |                                               |                                               |                                               |                                               |                                               |                                               |                                               |

### Ligne N100
| Ligne | Caractéristiques | Caractéristiques                   | Caractéristiques                   | Caractéristiques                   | Caractéristiques                                                         | Caractéristiques                                         | Caractéristiques                         | Caractéristiques                   | Caractéristiques                                          |
| N100  | Ligne oui · Ligne N100 | Ligne oui · Ligne N100             | Ligne oui · Ligne N100             | Ligne oui · Ligne N100             | Ligne oui · Ligne N100                                                   | Ligne oui · Ligne N100                                   | Ligne oui · Ligne N100                   | Ligne oui · Ligne N100             | Ligne oui · Ligne N100                                    |
| N100  | Vaulx-en-Velin - La Soie ⥋ Eurexpo | Vaulx-en-Velin - La Soie ⥋ Eurexpo | Vaulx-en-Velin - La Soie ⥋ Eurexpo | Vaulx-en-Velin - La Soie ⥋ Eurexpo | Vaulx-en-Velin - La Soie ⥋ Eurexpo                                       | Vaulx-en-Velin - La Soie ⥋ Eurexpo                       | Vaulx-en-Velin - La Soie ⥋ Eurexpo       | Vaulx-en-Velin - La Soie ⥋ Eurexpo | Vaulx-en-Velin - La Soie ⥋ Eurexpo                        |
| ----- | --- | ---------------------------------- | ---------------------------------- | ---------------------------------- | ------------------------------------------------------------------------ | -------------------------------------------------------- | ---------------------------------------- | ---------------------------------- | --------------------------------------------------------- |
| N100  | Ouverture / Fermeture 30 août 2021 (sous l'indice N100) / — | Longueur —                         | Durée 15 min                       | Nb. d’arrêts 2                     | Matériel Lion's City 18GNV Urbanway 18 GNV Urbanway 18 Hybrid Citelis 18 | Jours de fonctionnement L, Ma, Me, J, V, S, D (Variable) | Jour / Soir / Nuit / Fêtes O / O / N / O | Voy. / an —                        | Unité de transport La Soie, Les Pins, Audibert (, Alsace) |
| N100  | Desserte : - Villes et lieux desservis : Vaulx-en-Velin (Pôle de loisirs et de commerces Carré de Soie) et Chassieu (Eurexpo) - Stations et gares desservies : Vaulx-en-Velin - La Soie et Eurexpo (T5). |                                    |                                    |                                    |                                                                          |                                                          |                                          |                                    |                                                           |
| N100  | Autre : - Arrêts non accessibles aux UFR : Aucun. - Particularités : La ligne fonctionne uniquement lorsque des événements comme le Salon de l'Automobile sont organisés à Eurexpo, le palais des expositions de Lyon. En fonction des événements elle peut être amenée à circuler tous les jours de la semaine à partir de 8 h environ à 20 h voire jusqu'à 0 h en cas de nocturnes. - Modification à partir du 30 août 2021 : la ligne 100 change d'indice et devient la ligne N100. - Date de dernière mise à jour : 26 août 2021. |                                    |                                    |                                    |                                                                          |                                                          |                                          |                                    |                                                           |
| N100  | Dernière actualisation : — |                                    |                                    |                                    |                                                                          |                                                          |                                          |                                    |                                                           |

## Lignes interurbaines
Plusieurs lignes départementales de trois départements différents sont accessibles avec n'importe quel titre de transport des TCL à l'intérieur du périmètre du réseau. En dehors, la tarification est celle en vigueur sur les réseaux respectifs. Les autocars circulant sur ces lignes disposent de deux validateurs, un pour les TCL et un pour le réseau départemental.
À noter que la ligne A71 dispose d'autobus et d'autocars accessible aux personnes handicapés.

### Lignes du Rhône
| Ligne | Caractéristiques | Caractéristiques                                                                                                   | Caractéristiques                                                                                                   | Caractéristiques                                                                                                   | Caractéristiques                                                                                                   | Caractéristiques                                                                                                   | Caractéristiques                                                                                                   | Caractéristiques                                                                                                   | Caractéristiques                                                                                                   |
| 2Ex   | Bus TCL · Ligne 2Ex | Bus TCL · Ligne 2Ex                                                                                                | Bus TCL · Ligne 2Ex                                                                                                | Bus TCL · Ligne 2Ex                                                                                                | Bus TCL · Ligne 2Ex                                                                                                | Bus TCL · Ligne 2Ex                                                                                                | Bus TCL · Ligne 2Ex                                                                                                | Bus TCL · Ligne 2Ex                                                                                                | Bus TCL · Ligne 2Ex                                                                                                |
| 2Ex   | Gorge de Loup ⥋ Thurins — Le Pont (Pour Chazelles-sur-Lyon, tarification interurbaine du réseau Les cars du Rhône) | Gorge de Loup ⥋ Thurins — Le Pont (Pour Chazelles-sur-Lyon, tarification interurbaine du réseau Les cars du Rhône) | Gorge de Loup ⥋ Thurins — Le Pont (Pour Chazelles-sur-Lyon, tarification interurbaine du réseau Les cars du Rhône) | Gorge de Loup ⥋ Thurins — Le Pont (Pour Chazelles-sur-Lyon, tarification interurbaine du réseau Les cars du Rhône) | Gorge de Loup ⥋ Thurins — Le Pont (Pour Chazelles-sur-Lyon, tarification interurbaine du réseau Les cars du Rhône) | Gorge de Loup ⥋ Thurins — Le Pont (Pour Chazelles-sur-Lyon, tarification interurbaine du réseau Les cars du Rhône) | Gorge de Loup ⥋ Thurins — Le Pont (Pour Chazelles-sur-Lyon, tarification interurbaine du réseau Les cars du Rhône) | Gorge de Loup ⥋ Thurins — Le Pont (Pour Chazelles-sur-Lyon, tarification interurbaine du réseau Les cars du Rhône) | Gorge de Loup ⥋ Thurins — Le Pont (Pour Chazelles-sur-Lyon, tarification interurbaine du réseau Les cars du Rhône) |
| ----- | --- | --- | --- | --- | --- | --- | --- | --- | --- |
| 2Ex   | Ouverture / Fermeture 8 juillet 2013 / — | Longueur — | Durée 34 min | Nb. d’arrêts 6 | Matériel Crossway Pop GNV                                                                                          | Jours de fonctionnement L, Ma, Me, J, V, S, D                                                                      | Jour / Soir / Nuit / Fêtes O / N / N / O                                                                           | Voy. / an — | Transporteur Keolis Planche                                                                                        |
| 2Ex   | Desserte : - Villes et lieux desservis dans le périmètre TCL : Lyon 9e, Tassin-la-Demi-Lune (Piscine d'Alaï), Francheville, Craponne, Brindas, Messimy et Thurins - Stations et gares desservies dans le périmètre TCL : Gorge de Loup et Gare d'Alaï. | | | | | | | | |
| 2Ex   | Autre : - Arrêts non accessibles aux UFR dans le périmètre TCL : Piscine d'Alaï, Les Terres Plates, Chabrol, Ancienne Gare, Malataverne et Le Pont vers Chazelles-sur-Lyon. - Particularités : La ligne fonctionne du lundi au samedi de 6 h 4 à 21 h 8 et les dimanches et fêtes de 9 h 34 à 21 h 4. - Date de dernière mise à jour : 2 janvier 2025.                                   | | | | | | | | |
| 2Ex   | Dernière actualisation : — | | | | | | | | |
| 111   | Bus TCL · Ligne 111 | Bus TCL · Ligne 111                                                                                                | Bus TCL · Ligne 111                                                                                                | Bus TCL · Ligne 111                                                                                                | Bus TCL · Ligne 111                                                                                                | Bus TCL · Ligne 111                                                                                                | Bus TCL · Ligne 111                                                                                                | Bus TCL · Ligne 111                                                                                                | Bus TCL · Ligne 111                                                                                                |
| 111   | Parilly ⥋ Corbas — Jacques Prévert (Pour Vienne, tarification interurbaine du réseau Les cars du Rhône) | | | | | | | | |
| 111   | Ouverture / Fermeture 8 juillet 2013 / — | Longueur — | Durée 14 min | Nb. d’arrêts 9 | Matériel Crossway                                                                                                  | Jours de fonctionnement L, Ma, Me, J, V, S, D                                                                      | Jour / Soir / Nuit / Fêtes O / N / N / O                                                                           | Voy. / an — | Transporteur Transdev RAI                                                                                          |
| 111   | Desserte : - Villes et lieux desservis dans le périmètre TCL : Vénissieux (Parc de Parilly, Stade du Rhône, Lycée Hélène Boucher, Collège Louis Aragon) et Corbas (Cimetière, Mairie, Église) - Stations et gares desservies dans le périmètre TCL : Parilly et Gare de Vénissieux. | | | | | | | | |
| 111   | Autre : - Arrêts non accessibles aux UFR dans le périmètre TCL : Gare de Vénissieux, Duclos, Cimetière de Corbas et Corbas Mairie. - Particularités : La ligne fonctionne du lundi au vendredi de 6 h 5 à 20 h 20, le samedi de 6 h 45 à 20 h 5 et les dimanches et fêtes de 9 h à 19 h 30. - Date de dernière mise à jour : 9 décembre 2019.                                            | | | | | | | | |
| 111   | Dernière actualisation : — | | | | | | | | |
| 112   | Bus TCL · Ligne 112 | Bus TCL · Ligne 112                                                                                                | Bus TCL · Ligne 112                                                                                                | Bus TCL · Ligne 112                                                                                                | Bus TCL · Ligne 112                                                                                                | Bus TCL · Ligne 112                                                                                                | Bus TCL · Ligne 112                                                                                                | Bus TCL · Ligne 112                                                                                                | Bus TCL · Ligne 112                                                                                                |
| 112   | Parilly ⥋ Corbas — Musée de l'Aviation (Pour Valencin, tarification interurbaine du réseau Les cars du Rhône) | | | | | | | | |
| 112   | Ouverture / Fermeture 8 juillet 2013 / — | Longueur — | Durée 17 min | Nb. d’arrêts 11 | Matériel Interurbino 8900 RLE                                                                                      | Jours de fonctionnement L, Ma, Me, J, V                                                                            | Jour / Soir / Nuit / Fêtes O / N / N / O                                                                           | Voy. / an — | Transporteurs Transdev RAI Cars Faure                                                                              |
| 112   | Desserte : - Villes et lieux desservis dans le périmètre TCL : Vénissieux (Parc de Parilly, Stade du Rhône, Lycée Hélène Boucher, Collège Louis Aragon) et Corbas (Cimetière, Mairie, Église) - Stations et gares desservies dans le périmètre TCL : Parilly et Gare de Vénissieux. | | | | | | | | |
| 112   | Autre : - Arrêts non accessibles aux UFR dans le périmètre TCL : Gare de Vénissieux, Duclos, Cimetière de Corbas, Corbas Mairie et Corbas Rue du Midi. - Particularités : La ligne fonctionne du lundi au vendredi de 6 h 30 à 20 h 35. - Date de dernière mise à jour : 9 décembre 2019.                                                                                                | | | | | | | | |
| 112   | Dernière actualisation : — | | | | | | | | |
| 115   | Bus TCL · Ligne 115 | Bus TCL · Ligne 115                                                                                                | Bus TCL · Ligne 115                                                                                                | Bus TCL · Ligne 115                                                                                                | Bus TCL · Ligne 115                                                                                                | Bus TCL · Ligne 115                                                                                                | Bus TCL · Ligne 115                                                                                                | Bus TCL · Ligne 115                                                                                                | Bus TCL · Ligne 115                                                                                                |
| 115   | Gare de Vaise ⥋ Lissieu — Montluzin (Pour Villefranche-sur-Saône, tarification interurbaine du réseau Les cars du Rhône) | | | | | | | | |
| 115   | Ouverture / Fermeture 8 juillet 2013 / — | Longueur — | Durée 27 min | Nb. d’arrêts 7 | Matériel Intouro                                                                                                   | Jours de fonctionnement L, Ma, Me, J, V                                                                            | Jour / Soir / Nuit / Fêtes O / N / N / O                                                                           | Voy. / an — | Transporteurs Maisonneuve Keolis Planche                                                                           |
| 115   | Desserte : - Villes et lieux desservis dans le périmètre TCL : Lyon 9e, Champagne-au-Mont-d'Or, Limonest et Lissieu - Stations et gares desservies dans le périmètre TCL : Gare de Vaise. | | | | | | | | |
| 115   | Autre : - Arrêts non accessibles aux UFR dans le périmètre TCL : Duchère Balmont, Champagne Chemin de St-Didier, La Gabrielle, Parc des Tuileries et Le Bois Dieu. - Particularités : La ligne fonctionne du lundi au vendredi de 16 h 40 à 18 h 15. - Date de dernière mise à jour : 13 octobre 2015.                                                                                   | | | | | | | | |
| 115   | Dernière actualisation : — | | | | | | | | |
| 118   | Bus TCL · Ligne 118 | Bus TCL · Ligne 118                                                                                                | Bus TCL · Ligne 118                                                                                                | Bus TCL · Ligne 118                                                                                                | Bus TCL · Ligne 118                                                                                                | Bus TCL · Ligne 118                                                                                                | Bus TCL · Ligne 118                                                                                                | Bus TCL · Ligne 118                                                                                                | Bus TCL · Ligne 118                                                                                                |
| 118   | Gare de Vaise ⥋ Lissieu — Le Bois Dieu (Pour Belleville, tarification interurbaine du réseau Les cars du Rhône) | | | | | | | | |
| 118   | Ouverture / Fermeture 8 juillet 2013 / — | Longueur — | Durée 19 min | Nb. d’arrêts 9 | Matériel Intouro                                                                                                   | Jours de fonctionnement L, Ma, Me, J, V, S, D                                                                      | Jour / Soir / Nuit / Fêtes O / N / N / O                                                                           | Voy. / an — | Transporteurs Maisonneuve Keolis Planche                                                                           |
| 118   | Desserte : - Villes et lieux desservis dans le périmètre TCL : Lyon 9e, Champagne-au-Mont-d'Or, Limonest, Dardilly (Porte de Lyon) et Lissieu - Stations et gares desservies dans le périmètre TCL : Gare de Vaise. | | | | | | | | |
| 118   | Autre : - Arrêts non accessibles aux UFR dans le périmètre TCL : Duchère Balmont, Champagne Chemin de St-Didier, La Gabrielle, Parc des Tuileries, Porte de Lyon et Le Bois Dieu. - Particularités : La ligne fonctionne du lundi au vendredi de 6 h à 21 h 20, le samedi de 6 h à 21 h 30 et les dimanches et fêtes de 6 h à 20 h 50. - Date de dernière mise à jour : 13 octobre 2015. | | | | | | | | |
| 118   | Dernière actualisation : — | | | | | | | | |
| 122   | 122 | 122 | 122 | 122 | 122 | 122 | 122 | 122 | 122 |
| 122   | Vourles — ZA les Plates ⥋ Dommartin — ZA Les Grandes Terres (Pour Soucieu-en-Jarrest, tarification interurbaine du réseau Les cars du Rhône) | | | | | | | | |
| 122   | Ouverture / Fermeture 26 aout 2024 / — | Longueur — | Durée 40 min | Nb. d’arrêts 26 | Matériel — | Jours de fonctionnement —                                                                                          | Jour / Soir / Nuit / Fêtes O / N / N / O                                                                           | Voy. / an — | Dépôt — |
| 122   | Desserte : - Villes et lieux desservis dans le périmètre TCL Marcy-l'Étoile, La Tour-de-Salvagny,Grézieu-la-Varenne,Messimy et Brindas | | | | | | | | |
| 122   | Autre : - Particularités : La ligne fonctionne du lundi au vendredi de 6 h à 20 h 55. | | | | | | | | |
| 122   | Dernière actualisation : — | | | | | | | | |
| 142   | Bus TCL · Ligne 142 | Bus TCL · Ligne 142                                                                                                | Bus TCL · Ligne 142                                                                                                | Bus TCL · Ligne 142                                                                                                | Bus TCL · Ligne 142                                                                                                | Bus TCL · Ligne 142                                                                                                | Bus TCL · Ligne 142                                                                                                | Bus TCL · Ligne 142                                                                                                | Bus TCL · Ligne 142                                                                                                |
| 142   | Gorge de Loup ⥋ École Vétérinaire (Pour Aveize l'Argentière, tarification interurbaine du réseau Les cars du Rhône) | | | | | | | | |
| 142   | Ouverture / Fermeture 8 juillet 2013 / — | Longueur — | Durée 32 min | Nb. d’arrêts 7 | Matériel Starter LE                                                                                                | Jours de fonctionnement L, Ma, Me, J, V                                                                            | Jour / Soir / Nuit / Fêtes O / N / N / O                                                                           | Voy. / an — | Transporteur Maisonneuve                                                                                           |
| 142   | Desserte : - Villes et lieux desservis dans le périmètre TCL : Lyon 9e, Tassin-la-Demi-Lune (Horloge monumentale, Lycée Blaise Pascal) et Marcy-l'Étoile (Parc de Lacroix-Laval, École nationale vétérinaire de Lyon, BioMérieux) - Stations et gares desservies dans le périmètre TCL : Gorge de Loup et Gare d'Écully-la-Demi-Lune.                                                    | | | | | | | | |
| 142   | Autre : - Arrêts non accessibles aux UFR dans le périmètre TCL : Gorge de Loup, Baraillon vers Gorge de Loup, Lycée Blaise Pascal - Particularités : La ligne fonctionne du lundi au vendredii de 6 h 44 à 18 h 35. - Date de dernière mise à jour : 19 janvier 2019. | | | | | | | | |
| 142   | Dernière actualisation : — | | | | | | | | |
| 147   | Bus TCL · Ligne 147 | Bus TCL · Ligne 147                                                                                                | Bus TCL · Ligne 147                                                                                                | Bus TCL · Ligne 147                                                                                                | Bus TCL · Ligne 147                                                                                                | Bus TCL · Ligne 147                                                                                                | Bus TCL · Ligne 147                                                                                                | Bus TCL · Ligne 147                                                                                                | Bus TCL · Ligne 147                                                                                                |
| 147   | Gorge de Loup ⥋ Marcy-l'Étoile — Parc de Lacroix-Laval , Vaugneray — Place de Verdun (Pour Pollionnay — Vaugneray, tarification interurbaine du réseau Les cars du Rhône) | | | | | | | | |
| 147   | Ouverture / Fermeture 8 juillet 2013 / — | Longueur — | Durée 30 min | Nb. d’arrêts 23 | Matériel — | Jours de fonctionnement L, Ma, Me, J, V, S, D                                                                      | Jour / Soir / Nuit / Fêtes O / N / N / O                                                                           | Voy. / an — | Transporteur Keolis Planche                                                                                        |
| 147   | Desserte : - Villes et lieux desservis dans le périmètre TCL : Lyon 9e, Tassin-la-Demi-Lune (Piscine d'Alaï) ,Grézieu-la-Varenne et Craponne (Centre) , Marcy-l'Étoile (Parc de Lacroix-Laval), - Stations et gares desservies dans le périmètre TCL : Gorge de Loup. | | | | | | | | |
| 147   | Autre : - Amplitudes horaires : La ligne fonctionnera du lundi au vendredi de 5 h 25 à 20 h 30 et le week-end à partir de 6 h 20 environ. - Particularités : La ligne est en correspondance avec la ligne 2EX à l'arrêt Aquavert - Piscine d'Alaï Date de dernière mise à jour : 6 janvier 2025.                                                                                         | | | | | | | | |
| 147   | Dernière actualisation : — | | | | | | | | |

### Lignes de l'Ain
| Ligne   | Caractéristiques | Caractéristiques | Caractéristiques | Caractéristiques | Caractéristiques | Caractéristiques | Caractéristiques | Caractéristiques | Caractéristiques |
| A32 A71 | A32 A71 | A32 A71 | A32 A71 | A32 A71 | A32 A71 | A32 A71 | A32 A71 | A32 A71 | A32 A71 |
| A32 A71 | Pont Guillotière — R.D. ⥋ Crépieux — Les Brosses (Pour Bourg-en-Bresse et Montluel, tarification interurbaine du réseau Car.ain.fr) | Pont Guillotière — R.D. ⥋ Crépieux — Les Brosses (Pour Bourg-en-Bresse et Montluel, tarification interurbaine du réseau Car.ain.fr) | Pont Guillotière — R.D. ⥋ Crépieux — Les Brosses (Pour Bourg-en-Bresse et Montluel, tarification interurbaine du réseau Car.ain.fr) | Pont Guillotière — R.D. ⥋ Crépieux — Les Brosses (Pour Bourg-en-Bresse et Montluel, tarification interurbaine du réseau Car.ain.fr) | Pont Guillotière — R.D. ⥋ Crépieux — Les Brosses (Pour Bourg-en-Bresse et Montluel, tarification interurbaine du réseau Car.ain.fr) | Pont Guillotière — R.D. ⥋ Crépieux — Les Brosses (Pour Bourg-en-Bresse et Montluel, tarification interurbaine du réseau Car.ain.fr) | Pont Guillotière — R.D. ⥋ Crépieux — Les Brosses (Pour Bourg-en-Bresse et Montluel, tarification interurbaine du réseau Car.ain.fr) | Pont Guillotière — R.D. ⥋ Crépieux — Les Brosses (Pour Bourg-en-Bresse et Montluel, tarification interurbaine du réseau Car.ain.fr) | Pont Guillotière — R.D. ⥋ Crépieux — Les Brosses (Pour Bourg-en-Bresse et Montluel, tarification interurbaine du réseau Car.ain.fr) |
| ------- | --- | --- | --- | --- | --- | --- | --- | --- | --- |
| A32 A71 | Ouverture / Fermeture 1er mars 1948 / — | Longueur — | Durée 20 min | Nb. d’arrêts 22 | Matériel Crossway Crossway LE City                                                                                                  | Jours de fonctionnement L, Ma, Me, J, V, S, D                                                                                       | Jour / Soir / Nuit / Fêtes O / N / N / O                                                                                            | Voy. / an — | Transporteur Philibert |
| A32 A71 | Desserte : - Villes et lieux desservis dans le périmètre TCL : Lyon 2e (Hôtel-Dieu de Lyon, Chambre de commerce, Consulat des États-Unis, Musée de l'imprimerie), Lyon 1er (Hôtel de ville de Lyon, Musée des beaux-arts de Lyon, Opéra de Lyon), Lyon 6e (Parc de la Tête d'Or, Interpol, Musée d'art contemporain, Cité internationale, UGC Ciné Cité internationale, Casino, Cité des congrès), Caluire-et-Cuire et Rillieux-la-Pape (AFPA, Cimetière, Lycée G. Lamarque, Mairie annexe) - Stations et gares desservies dans le périmètre TCL : Hôtel de Ville - Louis Pradel, Cordeliers et Bellecour au terminus Pont Guillotière R.D.. | | | | | | | | |
| A32 A71 | Autre : - Arrêts non accessibles aux UFR dans le périmètre TCL : Pont Wilson R.D., Cordeliers et Hôtel de ville - Louis Pradel vers Montluel, Pont Morand R.G., Poumeyrol, La Buissière - Viralamande, Crépieux-la-Pape, Vassieux et Castellane vers Montluel, La Sablière et Crépieux - Les Brosses. - Particularités : La ligne fonctionne du lundi au vendredi de 5 h 12 à 21 h 29, le samedi de 5 h 12 à 21 h 23 et les dimanches et fêtes de 8 h à 20 h 23. Certains services sont en réalité assurés par la ligne A32 du réseau Car'Ain direction Bourg-en-Bresse. La ligne A71 fut une ligne TCL qui portait l'indice 71 jusqu'au 18 janvier 1988. Depuis le 29 août 2022, les lignes 132 et 171 sont devenues respectivement A32 et A71, le réseau Car'Ain, devenu Cars Région Ain, ayant intégré le réseau Cars Région de la région Auvergne-Rhône-Alpes. - Date de dernière mise à jour : 29 août 2022. | | | | | | | | |
| A32 A71 | Dernière actualisation : — | | | | | | | | |

### Lignes de l'Isère
| Ligne | Caractéristiques | Caractéristiques | Caractéristiques | Caractéristiques | Caractéristiques | Caractéristiques | Caractéristiques | Caractéristiques | Caractéristiques |
| T36   | T36 | T36 | T36 | T36 | T36 | T36 | T36 | T36 | T36 |
| T36   | Parilly ⥋ Saint-Pierre-de-Chandieu — Rajat (Pour Saint-Jean-de-Bournay, tarification interurbaine du réseau Réseau interurbain des Cars Région) | Parilly ⥋ Saint-Pierre-de-Chandieu — Rajat (Pour Saint-Jean-de-Bournay, tarification interurbaine du réseau Réseau interurbain des Cars Région) | Parilly ⥋ Saint-Pierre-de-Chandieu — Rajat (Pour Saint-Jean-de-Bournay, tarification interurbaine du réseau Réseau interurbain des Cars Région) | Parilly ⥋ Saint-Pierre-de-Chandieu — Rajat (Pour Saint-Jean-de-Bournay, tarification interurbaine du réseau Réseau interurbain des Cars Région) | Parilly ⥋ Saint-Pierre-de-Chandieu — Rajat (Pour Saint-Jean-de-Bournay, tarification interurbaine du réseau Réseau interurbain des Cars Région) | Parilly ⥋ Saint-Pierre-de-Chandieu — Rajat (Pour Saint-Jean-de-Bournay, tarification interurbaine du réseau Réseau interurbain des Cars Région) | Parilly ⥋ Saint-Pierre-de-Chandieu — Rajat (Pour Saint-Jean-de-Bournay, tarification interurbaine du réseau Réseau interurbain des Cars Région) | Parilly ⥋ Saint-Pierre-de-Chandieu — Rajat (Pour Saint-Jean-de-Bournay, tarification interurbaine du réseau Réseau interurbain des Cars Région) | Parilly ⥋ Saint-Pierre-de-Chandieu — Rajat (Pour Saint-Jean-de-Bournay, tarification interurbaine du réseau Réseau interurbain des Cars Région) |
| ----- | --- | --- | --- | --- | --- | --- | --- | --- | --- |
| T36   | Ouverture / Fermeture — / — | Longueur 17 km | Durée 30 min | Nb. d’arrêts 16 | Matériel Crossway Pop | Jours de fonctionnement L, Ma, Me, J, V, S, D                                                                                                   | Jour / Soir / Nuit / Fêtes O / N / N / O | Voy. / an — | Transporteur VFD |
| T36   | Desserte : - Villes et lieux desservis dans le périmètre TCL : Vénissieux, Saint-Priest, Mions, Toussieu et Saint-Pierre-de-Chandieu - Stations et gares desservies dans le périmètre TCL : Parilly. | | | | | | | | |
| T36   | Autre : - Arrêts non accessibles aux UFR dans le périmètre TCL : St-Pierre-de-Chandieu Rajat (direction Parilly), Amédée Ronin (direction Parilly), Mions Croix-Rouge (deux sens), Mions Libération (direction Parilly) et 23 Août 1944 (deux sens). - Particularités : La ligne fonctionne du lundi au vendredi de 6 h 20 à 20 h 25, le samedi de 7 h 41 à 21 h 18 et les dimanches et fêtes de 9 h 30 à 19 h 55, le service le week-end est très réduit. - Interdiction de trafic local : Il est interdit de descendre direction Saint-Jean-de-Bournay avant l'arrêt Les Meurières. Il est interdit de monter après ce même arrêt direction Parilly. - Date de dernière mise à jour : 28 octobre 2023. | | | | | | | | |
| T36   | Dernière actualisation : — | | | | | | | | |